# Защита Алехин
Тази статия използва алгебрична нотация за описване на шахматните ходове.
|   | a | b | c | d | e | f | g | h |   |
| 8 | черен топ на бяло поле a8 · черен кон на черно поле b8 · черен офицер на бяло поле c8 · черна дама на черно поле d8 · черен цар на бяло поле e8 · черен офицер на черно поле f8 · черен топ на черно поле h8 · черна пешка на черно поле a7 · черна пешка на бяло поле b7 · черна пешка на черно поле c7 · черна пешка на бяло поле d7 · черна пешка на черно поле e7 · черна пешка на бяло поле f7 · черна пешка на черно поле g7 · черна пешка на бяло поле h7 · черен кон на черно поле f6 · бяла пешка на бяло поле e4 · бяла пешка на бяло поле a2 · бяла пешка на черно поле b2 · бяла пешка на бяло поле c2 · бяла пешка на черно поле d2 · бяла пешка на черно поле f2 · бяла пешка на бяло поле g2 · бяла пешка на черно поле h2 · бял топ на черно поле a1 · бял кон на бяло поле b1 · бял офицер на черно поле c1 · бяла дама на бяло поле d1 · бял цар на черно поле e1 · бял офицер на бяло поле f1 · бял кон на черно поле g1 · бял топ на бяло поле h1 | черен топ на бяло поле a8 · черен кон на черно поле b8 · черен офицер на бяло поле c8 · черна дама на черно поле d8 · черен цар на бяло поле e8 · черен офицер на черно поле f8 · черен топ на черно поле h8 · черна пешка на черно поле a7 · черна пешка на бяло поле b7 · черна пешка на черно поле c7 · черна пешка на бяло поле d7 · черна пешка на черно поле e7 · черна пешка на бяло поле f7 · черна пешка на черно поле g7 · черна пешка на бяло поле h7 · черен кон на черно поле f6 · бяла пешка на бяло поле e4 · бяла пешка на бяло поле a2 · бяла пешка на черно поле b2 · бяла пешка на бяло поле c2 · бяла пешка на черно поле d2 · бяла пешка на черно поле f2 · бяла пешка на бяло поле g2 · бяла пешка на черно поле h2 · бял топ на черно поле a1 · бял кон на бяло поле b1 · бял офицер на черно поле c1 · бяла дама на бяло поле d1 · бял цар на черно поле e1 · бял офицер на бяло поле f1 · бял кон на черно поле g1 · бял топ на бяло поле h1 | черен топ на бяло поле a8 · черен кон на черно поле b8 · черен офицер на бяло поле c8 · черна дама на черно поле d8 · черен цар на бяло поле e8 · черен офицер на черно поле f8 · черен топ на черно поле h8 · черна пешка на черно поле a7 · черна пешка на бяло поле b7 · черна пешка на черно поле c7 · черна пешка на бяло поле d7 · черна пешка на черно поле e7 · черна пешка на бяло поле f7 · черна пешка на черно поле g7 · черна пешка на бяло поле h7 · черен кон на черно поле f6 · бяла пешка на бяло поле e4 · бяла пешка на бяло поле a2 · бяла пешка на черно поле b2 · бяла пешка на бяло поле c2 · бяла пешка на черно поле d2 · бяла пешка на черно поле f2 · бяла пешка на бяло поле g2 · бяла пешка на черно поле h2 · бял топ на черно поле a1 · бял кон на бяло поле b1 · бял офицер на черно поле c1 · бяла дама на бяло поле d1 · бял цар на черно поле e1 · бял офицер на бяло поле f1 · бял кон на черно поле g1 · бял топ на бяло поле h1 | черен топ на бяло поле a8 · черен кон на черно поле b8 · черен офицер на бяло поле c8 · черна дама на черно поле d8 · черен цар на бяло поле e8 · черен офицер на черно поле f8 · черен топ на черно поле h8 · черна пешка на черно поле a7 · черна пешка на бяло поле b7 · черна пешка на черно поле c7 · черна пешка на бяло поле d7 · черна пешка на черно поле e7 · черна пешка на бяло поле f7 · черна пешка на черно поле g7 · черна пешка на бяло поле h7 · черен кон на черно поле f6 · бяла пешка на бяло поле e4 · бяла пешка на бяло поле a2 · бяла пешка на черно поле b2 · бяла пешка на бяло поле c2 · бяла пешка на черно поле d2 · бяла пешка на черно поле f2 · бяла пешка на бяло поле g2 · бяла пешка на черно поле h2 · бял топ на черно поле a1 · бял кон на бяло поле b1 · бял офицер на черно поле c1 · бяла дама на бяло поле d1 · бял цар на черно поле e1 · бял офицер на бяло поле f1 · бял кон на черно поле g1 · бял топ на бяло поле h1 | черен топ на бяло поле a8 · черен кон на черно поле b8 · черен офицер на бяло поле c8 · черна дама на черно поле d8 · черен цар на бяло поле e8 · черен офицер на черно поле f8 · черен топ на черно поле h8 · черна пешка на черно поле a7 · черна пешка на бяло поле b7 · черна пешка на черно поле c7 · черна пешка на бяло поле d7 · черна пешка на черно поле e7 · черна пешка на бяло поле f7 · черна пешка на черно поле g7 · черна пешка на бяло поле h7 · черен кон на черно поле f6 · бяла пешка на бяло поле e4 · бяла пешка на бяло поле a2 · бяла пешка на черно поле b2 · бяла пешка на бяло поле c2 · бяла пешка на черно поле d2 · бяла пешка на черно поле f2 · бяла пешка на бяло поле g2 · бяла пешка на черно поле h2 · бял топ на черно поле a1 · бял кон на бяло поле b1 · бял офицер на черно поле c1 · бяла дама на бяло поле d1 · бял цар на черно поле e1 · бял офицер на бяло поле f1 · бял кон на черно поле g1 · бял топ на бяло поле h1 | черен топ на бяло поле a8 · черен кон на черно поле b8 · черен офицер на бяло поле c8 · черна дама на черно поле d8 · черен цар на бяло поле e8 · черен офицер на черно поле f8 · черен топ на черно поле h8 · черна пешка на черно поле a7 · черна пешка на бяло поле b7 · черна пешка на черно поле c7 · черна пешка на бяло поле d7 · черна пешка на черно поле e7 · черна пешка на бяло поле f7 · черна пешка на черно поле g7 · черна пешка на бяло поле h7 · черен кон на черно поле f6 · бяла пешка на бяло поле e4 · бяла пешка на бяло поле a2 · бяла пешка на черно поле b2 · бяла пешка на бяло поле c2 · бяла пешка на черно поле d2 · бяла пешка на черно поле f2 · бяла пешка на бяло поле g2 · бяла пешка на черно поле h2 · бял топ на черно поле a1 · бял кон на бяло поле b1 · бял офицер на черно поле c1 · бяла дама на бяло поле d1 · бял цар на черно поле e1 · бял офицер на бяло поле f1 · бял кон на черно поле g1 · бял топ на бяло поле h1 | черен топ на бяло поле a8 · черен кон на черно поле b8 · черен офицер на бяло поле c8 · черна дама на черно поле d8 · черен цар на бяло поле e8 · черен офицер на черно поле f8 · черен топ на черно поле h8 · черна пешка на черно поле a7 · черна пешка на бяло поле b7 · черна пешка на черно поле c7 · черна пешка на бяло поле d7 · черна пешка на черно поле e7 · черна пешка на бяло поле f7 · черна пешка на черно поле g7 · черна пешка на бяло поле h7 · черен кон на черно поле f6 · бяла пешка на бяло поле e4 · бяла пешка на бяло поле a2 · бяла пешка на черно поле b2 · бяла пешка на бяло поле c2 · бяла пешка на черно поле d2 · бяла пешка на черно поле f2 · бяла пешка на бяло поле g2 · бяла пешка на черно поле h2 · бял топ на черно поле a1 · бял кон на бяло поле b1 · бял офицер на черно поле c1 · бяла дама на бяло поле d1 · бял цар на черно поле e1 · бял офицер на бяло поле f1 · бял кон на черно поле g1 · бял топ на бяло поле h1 | черен топ на бяло поле a8 · черен кон на черно поле b8 · черен офицер на бяло поле c8 · черна дама на черно поле d8 · черен цар на бяло поле e8 · черен офицер на черно поле f8 · черен топ на черно поле h8 · черна пешка на черно поле a7 · черна пешка на бяло поле b7 · черна пешка на черно поле c7 · черна пешка на бяло поле d7 · черна пешка на черно поле e7 · черна пешка на бяло поле f7 · черна пешка на черно поле g7 · черна пешка на бяло поле h7 · черен кон на черно поле f6 · бяла пешка на бяло поле e4 · бяла пешка на бяло поле a2 · бяла пешка на черно поле b2 · бяла пешка на бяло поле c2 · бяла пешка на черно поле d2 · бяла пешка на черно поле f2 · бяла пешка на бяло поле g2 · бяла пешка на черно поле h2 · бял топ на черно поле a1 · бял кон на бяло поле b1 · бял офицер на черно поле c1 · бяла дама на бяло поле d1 · бял цар на черно поле e1 · бял офицер на бяло поле f1 · бял кон на черно поле g1 · бял топ на бяло поле h1 | 8 |
| 7 | черен топ на бяло поле a8 · черен кон на черно поле b8 · черен офицер на бяло поле c8 · черна дама на черно поле d8 · черен цар на бяло поле e8 · черен офицер на черно поле f8 · черен топ на черно поле h8 · черна пешка на черно поле a7 · черна пешка на бяло поле b7 · черна пешка на черно поле c7 · черна пешка на бяло поле d7 · черна пешка на черно поле e7 · черна пешка на бяло поле f7 · черна пешка на черно поле g7 · черна пешка на бяло поле h7 · черен кон на черно поле f6 · бяла пешка на бяло поле e4 · бяла пешка на бяло поле a2 · бяла пешка на черно поле b2 · бяла пешка на бяло поле c2 · бяла пешка на черно поле d2 · бяла пешка на черно поле f2 · бяла пешка на бяло поле g2 · бяла пешка на черно поле h2 · бял топ на черно поле a1 · бял кон на бяло поле b1 · бял офицер на черно поле c1 · бяла дама на бяло поле d1 · бял цар на черно поле e1 · бял офицер на бяло поле f1 · бял кон на черно поле g1 · бял топ на бяло поле h1 | черен топ на бяло поле a8 · черен кон на черно поле b8 · черен офицер на бяло поле c8 · черна дама на черно поле d8 · черен цар на бяло поле e8 · черен офицер на черно поле f8 · черен топ на черно поле h8 · черна пешка на черно поле a7 · черна пешка на бяло поле b7 · черна пешка на черно поле c7 · черна пешка на бяло поле d7 · черна пешка на черно поле e7 · черна пешка на бяло поле f7 · черна пешка на черно поле g7 · черна пешка на бяло поле h7 · черен кон на черно поле f6 · бяла пешка на бяло поле e4 · бяла пешка на бяло поле a2 · бяла пешка на черно поле b2 · бяла пешка на бяло поле c2 · бяла пешка на черно поле d2 · бяла пешка на черно поле f2 · бяла пешка на бяло поле g2 · бяла пешка на черно поле h2 · бял топ на черно поле a1 · бял кон на бяло поле b1 · бял офицер на черно поле c1 · бяла дама на бяло поле d1 · бял цар на черно поле e1 · бял офицер на бяло поле f1 · бял кон на черно поле g1 · бял топ на бяло поле h1 | черен топ на бяло поле a8 · черен кон на черно поле b8 · черен офицер на бяло поле c8 · черна дама на черно поле d8 · черен цар на бяло поле e8 · черен офицер на черно поле f8 · черен топ на черно поле h8 · черна пешка на черно поле a7 · черна пешка на бяло поле b7 · черна пешка на черно поле c7 · черна пешка на бяло поле d7 · черна пешка на черно поле e7 · черна пешка на бяло поле f7 · черна пешка на черно поле g7 · черна пешка на бяло поле h7 · черен кон на черно поле f6 · бяла пешка на бяло поле e4 · бяла пешка на бяло поле a2 · бяла пешка на черно поле b2 · бяла пешка на бяло поле c2 · бяла пешка на черно поле d2 · бяла пешка на черно поле f2 · бяла пешка на бяло поле g2 · бяла пешка на черно поле h2 · бял топ на черно поле a1 · бял кон на бяло поле b1 · бял офицер на черно поле c1 · бяла дама на бяло поле d1 · бял цар на черно поле e1 · бял офицер на бяло поле f1 · бял кон на черно поле g1 · бял топ на бяло поле h1 | черен топ на бяло поле a8 · черен кон на черно поле b8 · черен офицер на бяло поле c8 · черна дама на черно поле d8 · черен цар на бяло поле e8 · черен офицер на черно поле f8 · черен топ на черно поле h8 · черна пешка на черно поле a7 · черна пешка на бяло поле b7 · черна пешка на черно поле c7 · черна пешка на бяло поле d7 · черна пешка на черно поле e7 · черна пешка на бяло поле f7 · черна пешка на черно поле g7 · черна пешка на бяло поле h7 · черен кон на черно поле f6 · бяла пешка на бяло поле e4 · бяла пешка на бяло поле a2 · бяла пешка на черно поле b2 · бяла пешка на бяло поле c2 · бяла пешка на черно поле d2 · бяла пешка на черно поле f2 · бяла пешка на бяло поле g2 · бяла пешка на черно поле h2 · бял топ на черно поле a1 · бял кон на бяло поле b1 · бял офицер на черно поле c1 · бяла дама на бяло поле d1 · бял цар на черно поле e1 · бял офицер на бяло поле f1 · бял кон на черно поле g1 · бял топ на бяло поле h1 | черен топ на бяло поле a8 · черен кон на черно поле b8 · черен офицер на бяло поле c8 · черна дама на черно поле d8 · черен цар на бяло поле e8 · черен офицер на черно поле f8 · черен топ на черно поле h8 · черна пешка на черно поле a7 · черна пешка на бяло поле b7 · черна пешка на черно поле c7 · черна пешка на бяло поле d7 · черна пешка на черно поле e7 · черна пешка на бяло поле f7 · черна пешка на черно поле g7 · черна пешка на бяло поле h7 · черен кон на черно поле f6 · бяла пешка на бяло поле e4 · бяла пешка на бяло поле a2 · бяла пешка на черно поле b2 · бяла пешка на бяло поле c2 · бяла пешка на черно поле d2 · бяла пешка на черно поле f2 · бяла пешка на бяло поле g2 · бяла пешка на черно поле h2 · бял топ на черно поле a1 · бял кон на бяло поле b1 · бял офицер на черно поле c1 · бяла дама на бяло поле d1 · бял цар на черно поле e1 · бял офицер на бяло поле f1 · бял кон на черно поле g1 · бял топ на бяло поле h1 | черен топ на бяло поле a8 · черен кон на черно поле b8 · черен офицер на бяло поле c8 · черна дама на черно поле d8 · черен цар на бяло поле e8 · черен офицер на черно поле f8 · черен топ на черно поле h8 · черна пешка на черно поле a7 · черна пешка на бяло поле b7 · черна пешка на черно поле c7 · черна пешка на бяло поле d7 · черна пешка на черно поле e7 · черна пешка на бяло поле f7 · черна пешка на черно поле g7 · черна пешка на бяло поле h7 · черен кон на черно поле f6 · бяла пешка на бяло поле e4 · бяла пешка на бяло поле a2 · бяла пешка на черно поле b2 · бяла пешка на бяло поле c2 · бяла пешка на черно поле d2 · бяла пешка на черно поле f2 · бяла пешка на бяло поле g2 · бяла пешка на черно поле h2 · бял топ на черно поле a1 · бял кон на бяло поле b1 · бял офицер на черно поле c1 · бяла дама на бяло поле d1 · бял цар на черно поле e1 · бял офицер на бяло поле f1 · бял кон на черно поле g1 · бял топ на бяло поле h1 | черен топ на бяло поле a8 · черен кон на черно поле b8 · черен офицер на бяло поле c8 · черна дама на черно поле d8 · черен цар на бяло поле e8 · черен офицер на черно поле f8 · черен топ на черно поле h8 · черна пешка на черно поле a7 · черна пешка на бяло поле b7 · черна пешка на черно поле c7 · черна пешка на бяло поле d7 · черна пешка на черно поле e7 · черна пешка на бяло поле f7 · черна пешка на черно поле g7 · черна пешка на бяло поле h7 · черен кон на черно поле f6 · бяла пешка на бяло поле e4 · бяла пешка на бяло поле a2 · бяла пешка на черно поле b2 · бяла пешка на бяло поле c2 · бяла пешка на черно поле d2 · бяла пешка на черно поле f2 · бяла пешка на бяло поле g2 · бяла пешка на черно поле h2 · бял топ на черно поле a1 · бял кон на бяло поле b1 · бял офицер на черно поле c1 · бяла дама на бяло поле d1 · бял цар на черно поле e1 · бял офицер на бяло поле f1 · бял кон на черно поле g1 · бял топ на бяло поле h1 | черен топ на бяло поле a8 · черен кон на черно поле b8 · черен офицер на бяло поле c8 · черна дама на черно поле d8 · черен цар на бяло поле e8 · черен офицер на черно поле f8 · черен топ на черно поле h8 · черна пешка на черно поле a7 · черна пешка на бяло поле b7 · черна пешка на черно поле c7 · черна пешка на бяло поле d7 · черна пешка на черно поле e7 · черна пешка на бяло поле f7 · черна пешка на черно поле g7 · черна пешка на бяло поле h7 · черен кон на черно поле f6 · бяла пешка на бяло поле e4 · бяла пешка на бяло поле a2 · бяла пешка на черно поле b2 · бяла пешка на бяло поле c2 · бяла пешка на черно поле d2 · бяла пешка на черно поле f2 · бяла пешка на бяло поле g2 · бяла пешка на черно поле h2 · бял топ на черно поле a1 · бял кон на бяло поле b1 · бял офицер на черно поле c1 · бяла дама на бяло поле d1 · бял цар на черно поле e1 · бял офицер на бяло поле f1 · бял кон на черно поле g1 · бял топ на бяло поле h1 | 7 |
| 6 | черен топ на бяло поле a8 · черен кон на черно поле b8 · черен офицер на бяло поле c8 · черна дама на черно поле d8 · черен цар на бяло поле e8 · черен офицер на черно поле f8 · черен топ на черно поле h8 · черна пешка на черно поле a7 · черна пешка на бяло поле b7 · черна пешка на черно поле c7 · черна пешка на бяло поле d7 · черна пешка на черно поле e7 · черна пешка на бяло поле f7 · черна пешка на черно поле g7 · черна пешка на бяло поле h7 · черен кон на черно поле f6 · бяла пешка на бяло поле e4 · бяла пешка на бяло поле a2 · бяла пешка на черно поле b2 · бяла пешка на бяло поле c2 · бяла пешка на черно поле d2 · бяла пешка на черно поле f2 · бяла пешка на бяло поле g2 · бяла пешка на черно поле h2 · бял топ на черно поле a1 · бял кон на бяло поле b1 · бял офицер на черно поле c1 · бяла дама на бяло поле d1 · бял цар на черно поле e1 · бял офицер на бяло поле f1 · бял кон на черно поле g1 · бял топ на бяло поле h1 | черен топ на бяло поле a8 · черен кон на черно поле b8 · черен офицер на бяло поле c8 · черна дама на черно поле d8 · черен цар на бяло поле e8 · черен офицер на черно поле f8 · черен топ на черно поле h8 · черна пешка на черно поле a7 · черна пешка на бяло поле b7 · черна пешка на черно поле c7 · черна пешка на бяло поле d7 · черна пешка на черно поле e7 · черна пешка на бяло поле f7 · черна пешка на черно поле g7 · черна пешка на бяло поле h7 · черен кон на черно поле f6 · бяла пешка на бяло поле e4 · бяла пешка на бяло поле a2 · бяла пешка на черно поле b2 · бяла пешка на бяло поле c2 · бяла пешка на черно поле d2 · бяла пешка на черно поле f2 · бяла пешка на бяло поле g2 · бяла пешка на черно поле h2 · бял топ на черно поле a1 · бял кон на бяло поле b1 · бял офицер на черно поле c1 · бяла дама на бяло поле d1 · бял цар на черно поле e1 · бял офицер на бяло поле f1 · бял кон на черно поле g1 · бял топ на бяло поле h1 | черен топ на бяло поле a8 · черен кон на черно поле b8 · черен офицер на бяло поле c8 · черна дама на черно поле d8 · черен цар на бяло поле e8 · черен офицер на черно поле f8 · черен топ на черно поле h8 · черна пешка на черно поле a7 · черна пешка на бяло поле b7 · черна пешка на черно поле c7 · черна пешка на бяло поле d7 · черна пешка на черно поле e7 · черна пешка на бяло поле f7 · черна пешка на черно поле g7 · черна пешка на бяло поле h7 · черен кон на черно поле f6 · бяла пешка на бяло поле e4 · бяла пешка на бяло поле a2 · бяла пешка на черно поле b2 · бяла пешка на бяло поле c2 · бяла пешка на черно поле d2 · бяла пешка на черно поле f2 · бяла пешка на бяло поле g2 · бяла пешка на черно поле h2 · бял топ на черно поле a1 · бял кон на бяло поле b1 · бял офицер на черно поле c1 · бяла дама на бяло поле d1 · бял цар на черно поле e1 · бял офицер на бяло поле f1 · бял кон на черно поле g1 · бял топ на бяло поле h1 | черен топ на бяло поле a8 · черен кон на черно поле b8 · черен офицер на бяло поле c8 · черна дама на черно поле d8 · черен цар на бяло поле e8 · черен офицер на черно поле f8 · черен топ на черно поле h8 · черна пешка на черно поле a7 · черна пешка на бяло поле b7 · черна пешка на черно поле c7 · черна пешка на бяло поле d7 · черна пешка на черно поле e7 · черна пешка на бяло поле f7 · черна пешка на черно поле g7 · черна пешка на бяло поле h7 · черен кон на черно поле f6 · бяла пешка на бяло поле e4 · бяла пешка на бяло поле a2 · бяла пешка на черно поле b2 · бяла пешка на бяло поле c2 · бяла пешка на черно поле d2 · бяла пешка на черно поле f2 · бяла пешка на бяло поле g2 · бяла пешка на черно поле h2 · бял топ на черно поле a1 · бял кон на бяло поле b1 · бял офицер на черно поле c1 · бяла дама на бяло поле d1 · бял цар на черно поле e1 · бял офицер на бяло поле f1 · бял кон на черно поле g1 · бял топ на бяло поле h1 | черен топ на бяло поле a8 · черен кон на черно поле b8 · черен офицер на бяло поле c8 · черна дама на черно поле d8 · черен цар на бяло поле e8 · черен офицер на черно поле f8 · черен топ на черно поле h8 · черна пешка на черно поле a7 · черна пешка на бяло поле b7 · черна пешка на черно поле c7 · черна пешка на бяло поле d7 · черна пешка на черно поле e7 · черна пешка на бяло поле f7 · черна пешка на черно поле g7 · черна пешка на бяло поле h7 · черен кон на черно поле f6 · бяла пешка на бяло поле e4 · бяла пешка на бяло поле a2 · бяла пешка на черно поле b2 · бяла пешка на бяло поле c2 · бяла пешка на черно поле d2 · бяла пешка на черно поле f2 · бяла пешка на бяло поле g2 · бяла пешка на черно поле h2 · бял топ на черно поле a1 · бял кон на бяло поле b1 · бял офицер на черно поле c1 · бяла дама на бяло поле d1 · бял цар на черно поле e1 · бял офицер на бяло поле f1 · бял кон на черно поле g1 · бял топ на бяло поле h1 | черен топ на бяло поле a8 · черен кон на черно поле b8 · черен офицер на бяло поле c8 · черна дама на черно поле d8 · черен цар на бяло поле e8 · черен офицер на черно поле f8 · черен топ на черно поле h8 · черна пешка на черно поле a7 · черна пешка на бяло поле b7 · черна пешка на черно поле c7 · черна пешка на бяло поле d7 · черна пешка на черно поле e7 · черна пешка на бяло поле f7 · черна пешка на черно поле g7 · черна пешка на бяло поле h7 · черен кон на черно поле f6 · бяла пешка на бяло поле e4 · бяла пешка на бяло поле a2 · бяла пешка на черно поле b2 · бяла пешка на бяло поле c2 · бяла пешка на черно поле d2 · бяла пешка на черно поле f2 · бяла пешка на бяло поле g2 · бяла пешка на черно поле h2 · бял топ на черно поле a1 · бял кон на бяло поле b1 · бял офицер на черно поле c1 · бяла дама на бяло поле d1 · бял цар на черно поле e1 · бял офицер на бяло поле f1 · бял кон на черно поле g1 · бял топ на бяло поле h1 | черен топ на бяло поле a8 · черен кон на черно поле b8 · черен офицер на бяло поле c8 · черна дама на черно поле d8 · черен цар на бяло поле e8 · черен офицер на черно поле f8 · черен топ на черно поле h8 · черна пешка на черно поле a7 · черна пешка на бяло поле b7 · черна пешка на черно поле c7 · черна пешка на бяло поле d7 · черна пешка на черно поле e7 · черна пешка на бяло поле f7 · черна пешка на черно поле g7 · черна пешка на бяло поле h7 · черен кон на черно поле f6 · бяла пешка на бяло поле e4 · бяла пешка на бяло поле a2 · бяла пешка на черно поле b2 · бяла пешка на бяло поле c2 · бяла пешка на черно поле d2 · бяла пешка на черно поле f2 · бяла пешка на бяло поле g2 · бяла пешка на черно поле h2 · бял топ на черно поле a1 · бял кон на бяло поле b1 · бял офицер на черно поле c1 · бяла дама на бяло поле d1 · бял цар на черно поле e1 · бял офицер на бяло поле f1 · бял кон на черно поле g1 · бял топ на бяло поле h1 | черен топ на бяло поле a8 · черен кон на черно поле b8 · черен офицер на бяло поле c8 · черна дама на черно поле d8 · черен цар на бяло поле e8 · черен офицер на черно поле f8 · черен топ на черно поле h8 · черна пешка на черно поле a7 · черна пешка на бяло поле b7 · черна пешка на черно поле c7 · черна пешка на бяло поле d7 · черна пешка на черно поле e7 · черна пешка на бяло поле f7 · черна пешка на черно поле g7 · черна пешка на бяло поле h7 · черен кон на черно поле f6 · бяла пешка на бяло поле e4 · бяла пешка на бяло поле a2 · бяла пешка на черно поле b2 · бяла пешка на бяло поле c2 · бяла пешка на черно поле d2 · бяла пешка на черно поле f2 · бяла пешка на бяло поле g2 · бяла пешка на черно поле h2 · бял топ на черно поле a1 · бял кон на бяло поле b1 · бял офицер на черно поле c1 · бяла дама на бяло поле d1 · бял цар на черно поле e1 · бял офицер на бяло поле f1 · бял кон на черно поле g1 · бял топ на бяло поле h1 | 6 |
| 5 | черен топ на бяло поле a8 · черен кон на черно поле b8 · черен офицер на бяло поле c8 · черна дама на черно поле d8 · черен цар на бяло поле e8 · черен офицер на черно поле f8 · черен топ на черно поле h8 · черна пешка на черно поле a7 · черна пешка на бяло поле b7 · черна пешка на черно поле c7 · черна пешка на бяло поле d7 · черна пешка на черно поле e7 · черна пешка на бяло поле f7 · черна пешка на черно поле g7 · черна пешка на бяло поле h7 · черен кон на черно поле f6 · бяла пешка на бяло поле e4 · бяла пешка на бяло поле a2 · бяла пешка на черно поле b2 · бяла пешка на бяло поле c2 · бяла пешка на черно поле d2 · бяла пешка на черно поле f2 · бяла пешка на бяло поле g2 · бяла пешка на черно поле h2 · бял топ на черно поле a1 · бял кон на бяло поле b1 · бял офицер на черно поле c1 · бяла дама на бяло поле d1 · бял цар на черно поле e1 · бял офицер на бяло поле f1 · бял кон на черно поле g1 · бял топ на бяло поле h1 | черен топ на бяло поле a8 · черен кон на черно поле b8 · черен офицер на бяло поле c8 · черна дама на черно поле d8 · черен цар на бяло поле e8 · черен офицер на черно поле f8 · черен топ на черно поле h8 · черна пешка на черно поле a7 · черна пешка на бяло поле b7 · черна пешка на черно поле c7 · черна пешка на бяло поле d7 · черна пешка на черно поле e7 · черна пешка на бяло поле f7 · черна пешка на черно поле g7 · черна пешка на бяло поле h7 · черен кон на черно поле f6 · бяла пешка на бяло поле e4 · бяла пешка на бяло поле a2 · бяла пешка на черно поле b2 · бяла пешка на бяло поле c2 · бяла пешка на черно поле d2 · бяла пешка на черно поле f2 · бяла пешка на бяло поле g2 · бяла пешка на черно поле h2 · бял топ на черно поле a1 · бял кон на бяло поле b1 · бял офицер на черно поле c1 · бяла дама на бяло поле d1 · бял цар на черно поле e1 · бял офицер на бяло поле f1 · бял кон на черно поле g1 · бял топ на бяло поле h1 | черен топ на бяло поле a8 · черен кон на черно поле b8 · черен офицер на бяло поле c8 · черна дама на черно поле d8 · черен цар на бяло поле e8 · черен офицер на черно поле f8 · черен топ на черно поле h8 · черна пешка на черно поле a7 · черна пешка на бяло поле b7 · черна пешка на черно поле c7 · черна пешка на бяло поле d7 · черна пешка на черно поле e7 · черна пешка на бяло поле f7 · черна пешка на черно поле g7 · черна пешка на бяло поле h7 · черен кон на черно поле f6 · бяла пешка на бяло поле e4 · бяла пешка на бяло поле a2 · бяла пешка на черно поле b2 · бяла пешка на бяло поле c2 · бяла пешка на черно поле d2 · бяла пешка на черно поле f2 · бяла пешка на бяло поле g2 · бяла пешка на черно поле h2 · бял топ на черно поле a1 · бял кон на бяло поле b1 · бял офицер на черно поле c1 · бяла дама на бяло поле d1 · бял цар на черно поле e1 · бял офицер на бяло поле f1 · бял кон на черно поле g1 · бял топ на бяло поле h1 | черен топ на бяло поле a8 · черен кон на черно поле b8 · черен офицер на бяло поле c8 · черна дама на черно поле d8 · черен цар на бяло поле e8 · черен офицер на черно поле f8 · черен топ на черно поле h8 · черна пешка на черно поле a7 · черна пешка на бяло поле b7 · черна пешка на черно поле c7 · черна пешка на бяло поле d7 · черна пешка на черно поле e7 · черна пешка на бяло поле f7 · черна пешка на черно поле g7 · черна пешка на бяло поле h7 · черен кон на черно поле f6 · бяла пешка на бяло поле e4 · бяла пешка на бяло поле a2 · бяла пешка на черно поле b2 · бяла пешка на бяло поле c2 · бяла пешка на черно поле d2 · бяла пешка на черно поле f2 · бяла пешка на бяло поле g2 · бяла пешка на черно поле h2 · бял топ на черно поле a1 · бял кон на бяло поле b1 · бял офицер на черно поле c1 · бяла дама на бяло поле d1 · бял цар на черно поле e1 · бял офицер на бяло поле f1 · бял кон на черно поле g1 · бял топ на бяло поле h1 | черен топ на бяло поле a8 · черен кон на черно поле b8 · черен офицер на бяло поле c8 · черна дама на черно поле d8 · черен цар на бяло поле e8 · черен офицер на черно поле f8 · черен топ на черно поле h8 · черна пешка на черно поле a7 · черна пешка на бяло поле b7 · черна пешка на черно поле c7 · черна пешка на бяло поле d7 · черна пешка на черно поле e7 · черна пешка на бяло поле f7 · черна пешка на черно поле g7 · черна пешка на бяло поле h7 · черен кон на черно поле f6 · бяла пешка на бяло поле e4 · бяла пешка на бяло поле a2 · бяла пешка на черно поле b2 · бяла пешка на бяло поле c2 · бяла пешка на черно поле d2 · бяла пешка на черно поле f2 · бяла пешка на бяло поле g2 · бяла пешка на черно поле h2 · бял топ на черно поле a1 · бял кон на бяло поле b1 · бял офицер на черно поле c1 · бяла дама на бяло поле d1 · бял цар на черно поле e1 · бял офицер на бяло поле f1 · бял кон на черно поле g1 · бял топ на бяло поле h1 | черен топ на бяло поле a8 · черен кон на черно поле b8 · черен офицер на бяло поле c8 · черна дама на черно поле d8 · черен цар на бяло поле e8 · черен офицер на черно поле f8 · черен топ на черно поле h8 · черна пешка на черно поле a7 · черна пешка на бяло поле b7 · черна пешка на черно поле c7 · черна пешка на бяло поле d7 · черна пешка на черно поле e7 · черна пешка на бяло поле f7 · черна пешка на черно поле g7 · черна пешка на бяло поле h7 · черен кон на черно поле f6 · бяла пешка на бяло поле e4 · бяла пешка на бяло поле a2 · бяла пешка на черно поле b2 · бяла пешка на бяло поле c2 · бяла пешка на черно поле d2 · бяла пешка на черно поле f2 · бяла пешка на бяло поле g2 · бяла пешка на черно поле h2 · бял топ на черно поле a1 · бял кон на бяло поле b1 · бял офицер на черно поле c1 · бяла дама на бяло поле d1 · бял цар на черно поле e1 · бял офицер на бяло поле f1 · бял кон на черно поле g1 · бял топ на бяло поле h1 | черен топ на бяло поле a8 · черен кон на черно поле b8 · черен офицер на бяло поле c8 · черна дама на черно поле d8 · черен цар на бяло поле e8 · черен офицер на черно поле f8 · черен топ на черно поле h8 · черна пешка на черно поле a7 · черна пешка на бяло поле b7 · черна пешка на черно поле c7 · черна пешка на бяло поле d7 · черна пешка на черно поле e7 · черна пешка на бяло поле f7 · черна пешка на черно поле g7 · черна пешка на бяло поле h7 · черен кон на черно поле f6 · бяла пешка на бяло поле e4 · бяла пешка на бяло поле a2 · бяла пешка на черно поле b2 · бяла пешка на бяло поле c2 · бяла пешка на черно поле d2 · бяла пешка на черно поле f2 · бяла пешка на бяло поле g2 · бяла пешка на черно поле h2 · бял топ на черно поле a1 · бял кон на бяло поле b1 · бял офицер на черно поле c1 · бяла дама на бяло поле d1 · бял цар на черно поле e1 · бял офицер на бяло поле f1 · бял кон на черно поле g1 · бял топ на бяло поле h1 | черен топ на бяло поле a8 · черен кон на черно поле b8 · черен офицер на бяло поле c8 · черна дама на черно поле d8 · черен цар на бяло поле e8 · черен офицер на черно поле f8 · черен топ на черно поле h8 · черна пешка на черно поле a7 · черна пешка на бяло поле b7 · черна пешка на черно поле c7 · черна пешка на бяло поле d7 · черна пешка на черно поле e7 · черна пешка на бяло поле f7 · черна пешка на черно поле g7 · черна пешка на бяло поле h7 · черен кон на черно поле f6 · бяла пешка на бяло поле e4 · бяла пешка на бяло поле a2 · бяла пешка на черно поле b2 · бяла пешка на бяло поле c2 · бяла пешка на черно поле d2 · бяла пешка на черно поле f2 · бяла пешка на бяло поле g2 · бяла пешка на черно поле h2 · бял топ на черно поле a1 · бял кон на бяло поле b1 · бял офицер на черно поле c1 · бяла дама на бяло поле d1 · бял цар на черно поле e1 · бял офицер на бяло поле f1 · бял кон на черно поле g1 · бял топ на бяло поле h1 | 5 |
| 4 | черен топ на бяло поле a8 · черен кон на черно поле b8 · черен офицер на бяло поле c8 · черна дама на черно поле d8 · черен цар на бяло поле e8 · черен офицер на черно поле f8 · черен топ на черно поле h8 · черна пешка на черно поле a7 · черна пешка на бяло поле b7 · черна пешка на черно поле c7 · черна пешка на бяло поле d7 · черна пешка на черно поле e7 · черна пешка на бяло поле f7 · черна пешка на черно поле g7 · черна пешка на бяло поле h7 · черен кон на черно поле f6 · бяла пешка на бяло поле e4 · бяла пешка на бяло поле a2 · бяла пешка на черно поле b2 · бяла пешка на бяло поле c2 · бяла пешка на черно поле d2 · бяла пешка на черно поле f2 · бяла пешка на бяло поле g2 · бяла пешка на черно поле h2 · бял топ на черно поле a1 · бял кон на бяло поле b1 · бял офицер на черно поле c1 · бяла дама на бяло поле d1 · бял цар на черно поле e1 · бял офицер на бяло поле f1 · бял кон на черно поле g1 · бял топ на бяло поле h1 | черен топ на бяло поле a8 · черен кон на черно поле b8 · черен офицер на бяло поле c8 · черна дама на черно поле d8 · черен цар на бяло поле e8 · черен офицер на черно поле f8 · черен топ на черно поле h8 · черна пешка на черно поле a7 · черна пешка на бяло поле b7 · черна пешка на черно поле c7 · черна пешка на бяло поле d7 · черна пешка на черно поле e7 · черна пешка на бяло поле f7 · черна пешка на черно поле g7 · черна пешка на бяло поле h7 · черен кон на черно поле f6 · бяла пешка на бяло поле e4 · бяла пешка на бяло поле a2 · бяла пешка на черно поле b2 · бяла пешка на бяло поле c2 · бяла пешка на черно поле d2 · бяла пешка на черно поле f2 · бяла пешка на бяло поле g2 · бяла пешка на черно поле h2 · бял топ на черно поле a1 · бял кон на бяло поле b1 · бял офицер на черно поле c1 · бяла дама на бяло поле d1 · бял цар на черно поле e1 · бял офицер на бяло поле f1 · бял кон на черно поле g1 · бял топ на бяло поле h1 | черен топ на бяло поле a8 · черен кон на черно поле b8 · черен офицер на бяло поле c8 · черна дама на черно поле d8 · черен цар на бяло поле e8 · черен офицер на черно поле f8 · черен топ на черно поле h8 · черна пешка на черно поле a7 · черна пешка на бяло поле b7 · черна пешка на черно поле c7 · черна пешка на бяло поле d7 · черна пешка на черно поле e7 · черна пешка на бяло поле f7 · черна пешка на черно поле g7 · черна пешка на бяло поле h7 · черен кон на черно поле f6 · бяла пешка на бяло поле e4 · бяла пешка на бяло поле a2 · бяла пешка на черно поле b2 · бяла пешка на бяло поле c2 · бяла пешка на черно поле d2 · бяла пешка на черно поле f2 · бяла пешка на бяло поле g2 · бяла пешка на черно поле h2 · бял топ на черно поле a1 · бял кон на бяло поле b1 · бял офицер на черно поле c1 · бяла дама на бяло поле d1 · бял цар на черно поле e1 · бял офицер на бяло поле f1 · бял кон на черно поле g1 · бял топ на бяло поле h1 | черен топ на бяло поле a8 · черен кон на черно поле b8 · черен офицер на бяло поле c8 · черна дама на черно поле d8 · черен цар на бяло поле e8 · черен офицер на черно поле f8 · черен топ на черно поле h8 · черна пешка на черно поле a7 · черна пешка на бяло поле b7 · черна пешка на черно поле c7 · черна пешка на бяло поле d7 · черна пешка на черно поле e7 · черна пешка на бяло поле f7 · черна пешка на черно поле g7 · черна пешка на бяло поле h7 · черен кон на черно поле f6 · бяла пешка на бяло поле e4 · бяла пешка на бяло поле a2 · бяла пешка на черно поле b2 · бяла пешка на бяло поле c2 · бяла пешка на черно поле d2 · бяла пешка на черно поле f2 · бяла пешка на бяло поле g2 · бяла пешка на черно поле h2 · бял топ на черно поле a1 · бял кон на бяло поле b1 · бял офицер на черно поле c1 · бяла дама на бяло поле d1 · бял цар на черно поле e1 · бял офицер на бяло поле f1 · бял кон на черно поле g1 · бял топ на бяло поле h1 | черен топ на бяло поле a8 · черен кон на черно поле b8 · черен офицер на бяло поле c8 · черна дама на черно поле d8 · черен цар на бяло поле e8 · черен офицер на черно поле f8 · черен топ на черно поле h8 · черна пешка на черно поле a7 · черна пешка на бяло поле b7 · черна пешка на черно поле c7 · черна пешка на бяло поле d7 · черна пешка на черно поле e7 · черна пешка на бяло поле f7 · черна пешка на черно поле g7 · черна пешка на бяло поле h7 · черен кон на черно поле f6 · бяла пешка на бяло поле e4 · бяла пешка на бяло поле a2 · бяла пешка на черно поле b2 · бяла пешка на бяло поле c2 · бяла пешка на черно поле d2 · бяла пешка на черно поле f2 · бяла пешка на бяло поле g2 · бяла пешка на черно поле h2 · бял топ на черно поле a1 · бял кон на бяло поле b1 · бял офицер на черно поле c1 · бяла дама на бяло поле d1 · бял цар на черно поле e1 · бял офицер на бяло поле f1 · бял кон на черно поле g1 · бял топ на бяло поле h1 | черен топ на бяло поле a8 · черен кон на черно поле b8 · черен офицер на бяло поле c8 · черна дама на черно поле d8 · черен цар на бяло поле e8 · черен офицер на черно поле f8 · черен топ на черно поле h8 · черна пешка на черно поле a7 · черна пешка на бяло поле b7 · черна пешка на черно поле c7 · черна пешка на бяло поле d7 · черна пешка на черно поле e7 · черна пешка на бяло поле f7 · черна пешка на черно поле g7 · черна пешка на бяло поле h7 · черен кон на черно поле f6 · бяла пешка на бяло поле e4 · бяла пешка на бяло поле a2 · бяла пешка на черно поле b2 · бяла пешка на бяло поле c2 · бяла пешка на черно поле d2 · бяла пешка на черно поле f2 · бяла пешка на бяло поле g2 · бяла пешка на черно поле h2 · бял топ на черно поле a1 · бял кон на бяло поле b1 · бял офицер на черно поле c1 · бяла дама на бяло поле d1 · бял цар на черно поле e1 · бял офицер на бяло поле f1 · бял кон на черно поле g1 · бял топ на бяло поле h1 | черен топ на бяло поле a8 · черен кон на черно поле b8 · черен офицер на бяло поле c8 · черна дама на черно поле d8 · черен цар на бяло поле e8 · черен офицер на черно поле f8 · черен топ на черно поле h8 · черна пешка на черно поле a7 · черна пешка на бяло поле b7 · черна пешка на черно поле c7 · черна пешка на бяло поле d7 · черна пешка на черно поле e7 · черна пешка на бяло поле f7 · черна пешка на черно поле g7 · черна пешка на бяло поле h7 · черен кон на черно поле f6 · бяла пешка на бяло поле e4 · бяла пешка на бяло поле a2 · бяла пешка на черно поле b2 · бяла пешка на бяло поле c2 · бяла пешка на черно поле d2 · бяла пешка на черно поле f2 · бяла пешка на бяло поле g2 · бяла пешка на черно поле h2 · бял топ на черно поле a1 · бял кон на бяло поле b1 · бял офицер на черно поле c1 · бяла дама на бяло поле d1 · бял цар на черно поле e1 · бял офицер на бяло поле f1 · бял кон на черно поле g1 · бял топ на бяло поле h1 | черен топ на бяло поле a8 · черен кон на черно поле b8 · черен офицер на бяло поле c8 · черна дама на черно поле d8 · черен цар на бяло поле e8 · черен офицер на черно поле f8 · черен топ на черно поле h8 · черна пешка на черно поле a7 · черна пешка на бяло поле b7 · черна пешка на черно поле c7 · черна пешка на бяло поле d7 · черна пешка на черно поле e7 · черна пешка на бяло поле f7 · черна пешка на черно поле g7 · черна пешка на бяло поле h7 · черен кон на черно поле f6 · бяла пешка на бяло поле e4 · бяла пешка на бяло поле a2 · бяла пешка на черно поле b2 · бяла пешка на бяло поле c2 · бяла пешка на черно поле d2 · бяла пешка на черно поле f2 · бяла пешка на бяло поле g2 · бяла пешка на черно поле h2 · бял топ на черно поле a1 · бял кон на бяло поле b1 · бял офицер на черно поле c1 · бяла дама на бяло поле d1 · бял цар на черно поле e1 · бял офицер на бяло поле f1 · бял кон на черно поле g1 · бял топ на бяло поле h1 | 4 |
| 3 | черен топ на бяло поле a8 · черен кон на черно поле b8 · черен офицер на бяло поле c8 · черна дама на черно поле d8 · черен цар на бяло поле e8 · черен офицер на черно поле f8 · черен топ на черно поле h8 · черна пешка на черно поле a7 · черна пешка на бяло поле b7 · черна пешка на черно поле c7 · черна пешка на бяло поле d7 · черна пешка на черно поле e7 · черна пешка на бяло поле f7 · черна пешка на черно поле g7 · черна пешка на бяло поле h7 · черен кон на черно поле f6 · бяла пешка на бяло поле e4 · бяла пешка на бяло поле a2 · бяла пешка на черно поле b2 · бяла пешка на бяло поле c2 · бяла пешка на черно поле d2 · бяла пешка на черно поле f2 · бяла пешка на бяло поле g2 · бяла пешка на черно поле h2 · бял топ на черно поле a1 · бял кон на бяло поле b1 · бял офицер на черно поле c1 · бяла дама на бяло поле d1 · бял цар на черно поле e1 · бял офицер на бяло поле f1 · бял кон на черно поле g1 · бял топ на бяло поле h1 | черен топ на бяло поле a8 · черен кон на черно поле b8 · черен офицер на бяло поле c8 · черна дама на черно поле d8 · черен цар на бяло поле e8 · черен офицер на черно поле f8 · черен топ на черно поле h8 · черна пешка на черно поле a7 · черна пешка на бяло поле b7 · черна пешка на черно поле c7 · черна пешка на бяло поле d7 · черна пешка на черно поле e7 · черна пешка на бяло поле f7 · черна пешка на черно поле g7 · черна пешка на бяло поле h7 · черен кон на черно поле f6 · бяла пешка на бяло поле e4 · бяла пешка на бяло поле a2 · бяла пешка на черно поле b2 · бяла пешка на бяло поле c2 · бяла пешка на черно поле d2 · бяла пешка на черно поле f2 · бяла пешка на бяло поле g2 · бяла пешка на черно поле h2 · бял топ на черно поле a1 · бял кон на бяло поле b1 · бял офицер на черно поле c1 · бяла дама на бяло поле d1 · бял цар на черно поле e1 · бял офицер на бяло поле f1 · бял кон на черно поле g1 · бял топ на бяло поле h1 | черен топ на бяло поле a8 · черен кон на черно поле b8 · черен офицер на бяло поле c8 · черна дама на черно поле d8 · черен цар на бяло поле e8 · черен офицер на черно поле f8 · черен топ на черно поле h8 · черна пешка на черно поле a7 · черна пешка на бяло поле b7 · черна пешка на черно поле c7 · черна пешка на бяло поле d7 · черна пешка на черно поле e7 · черна пешка на бяло поле f7 · черна пешка на черно поле g7 · черна пешка на бяло поле h7 · черен кон на черно поле f6 · бяла пешка на бяло поле e4 · бяла пешка на бяло поле a2 · бяла пешка на черно поле b2 · бяла пешка на бяло поле c2 · бяла пешка на черно поле d2 · бяла пешка на черно поле f2 · бяла пешка на бяло поле g2 · бяла пешка на черно поле h2 · бял топ на черно поле a1 · бял кон на бяло поле b1 · бял офицер на черно поле c1 · бяла дама на бяло поле d1 · бял цар на черно поле e1 · бял офицер на бяло поле f1 · бял кон на черно поле g1 · бял топ на бяло поле h1 | черен топ на бяло поле a8 · черен кон на черно поле b8 · черен офицер на бяло поле c8 · черна дама на черно поле d8 · черен цар на бяло поле e8 · черен офицер на черно поле f8 · черен топ на черно поле h8 · черна пешка на черно поле a7 · черна пешка на бяло поле b7 · черна пешка на черно поле c7 · черна пешка на бяло поле d7 · черна пешка на черно поле e7 · черна пешка на бяло поле f7 · черна пешка на черно поле g7 · черна пешка на бяло поле h7 · черен кон на черно поле f6 · бяла пешка на бяло поле e4 · бяла пешка на бяло поле a2 · бяла пешка на черно поле b2 · бяла пешка на бяло поле c2 · бяла пешка на черно поле d2 · бяла пешка на черно поле f2 · бяла пешка на бяло поле g2 · бяла пешка на черно поле h2 · бял топ на черно поле a1 · бял кон на бяло поле b1 · бял офицер на черно поле c1 · бяла дама на бяло поле d1 · бял цар на черно поле e1 · бял офицер на бяло поле f1 · бял кон на черно поле g1 · бял топ на бяло поле h1 | черен топ на бяло поле a8 · черен кон на черно поле b8 · черен офицер на бяло поле c8 · черна дама на черно поле d8 · черен цар на бяло поле e8 · черен офицер на черно поле f8 · черен топ на черно поле h8 · черна пешка на черно поле a7 · черна пешка на бяло поле b7 · черна пешка на черно поле c7 · черна пешка на бяло поле d7 · черна пешка на черно поле e7 · черна пешка на бяло поле f7 · черна пешка на черно поле g7 · черна пешка на бяло поле h7 · черен кон на черно поле f6 · бяла пешка на бяло поле e4 · бяла пешка на бяло поле a2 · бяла пешка на черно поле b2 · бяла пешка на бяло поле c2 · бяла пешка на черно поле d2 · бяла пешка на черно поле f2 · бяла пешка на бяло поле g2 · бяла пешка на черно поле h2 · бял топ на черно поле a1 · бял кон на бяло поле b1 · бял офицер на черно поле c1 · бяла дама на бяло поле d1 · бял цар на черно поле e1 · бял офицер на бяло поле f1 · бял кон на черно поле g1 · бял топ на бяло поле h1 | черен топ на бяло поле a8 · черен кон на черно поле b8 · черен офицер на бяло поле c8 · черна дама на черно поле d8 · черен цар на бяло поле e8 · черен офицер на черно поле f8 · черен топ на черно поле h8 · черна пешка на черно поле a7 · черна пешка на бяло поле b7 · черна пешка на черно поле c7 · черна пешка на бяло поле d7 · черна пешка на черно поле e7 · черна пешка на бяло поле f7 · черна пешка на черно поле g7 · черна пешка на бяло поле h7 · черен кон на черно поле f6 · бяла пешка на бяло поле e4 · бяла пешка на бяло поле a2 · бяла пешка на черно поле b2 · бяла пешка на бяло поле c2 · бяла пешка на черно поле d2 · бяла пешка на черно поле f2 · бяла пешка на бяло поле g2 · бяла пешка на черно поле h2 · бял топ на черно поле a1 · бял кон на бяло поле b1 · бял офицер на черно поле c1 · бяла дама на бяло поле d1 · бял цар на черно поле e1 · бял офицер на бяло поле f1 · бял кон на черно поле g1 · бял топ на бяло поле h1 | черен топ на бяло поле a8 · черен кон на черно поле b8 · черен офицер на бяло поле c8 · черна дама на черно поле d8 · черен цар на бяло поле e8 · черен офицер на черно поле f8 · черен топ на черно поле h8 · черна пешка на черно поле a7 · черна пешка на бяло поле b7 · черна пешка на черно поле c7 · черна пешка на бяло поле d7 · черна пешка на черно поле e7 · черна пешка на бяло поле f7 · черна пешка на черно поле g7 · черна пешка на бяло поле h7 · черен кон на черно поле f6 · бяла пешка на бяло поле e4 · бяла пешка на бяло поле a2 · бяла пешка на черно поле b2 · бяла пешка на бяло поле c2 · бяла пешка на черно поле d2 · бяла пешка на черно поле f2 · бяла пешка на бяло поле g2 · бяла пешка на черно поле h2 · бял топ на черно поле a1 · бял кон на бяло поле b1 · бял офицер на черно поле c1 · бяла дама на бяло поле d1 · бял цар на черно поле e1 · бял офицер на бяло поле f1 · бял кон на черно поле g1 · бял топ на бяло поле h1 | черен топ на бяло поле a8 · черен кон на черно поле b8 · черен офицер на бяло поле c8 · черна дама на черно поле d8 · черен цар на бяло поле e8 · черен офицер на черно поле f8 · черен топ на черно поле h8 · черна пешка на черно поле a7 · черна пешка на бяло поле b7 · черна пешка на черно поле c7 · черна пешка на бяло поле d7 · черна пешка на черно поле e7 · черна пешка на бяло поле f7 · черна пешка на черно поле g7 · черна пешка на бяло поле h7 · черен кон на черно поле f6 · бяла пешка на бяло поле e4 · бяла пешка на бяло поле a2 · бяла пешка на черно поле b2 · бяла пешка на бяло поле c2 · бяла пешка на черно поле d2 · бяла пешка на черно поле f2 · бяла пешка на бяло поле g2 · бяла пешка на черно поле h2 · бял топ на черно поле a1 · бял кон на бяло поле b1 · бял офицер на черно поле c1 · бяла дама на бяло поле d1 · бял цар на черно поле e1 · бял офицер на бяло поле f1 · бял кон на черно поле g1 · бял топ на бяло поле h1 | 3 |
| 2 | черен топ на бяло поле a8 · черен кон на черно поле b8 · черен офицер на бяло поле c8 · черна дама на черно поле d8 · черен цар на бяло поле e8 · черен офицер на черно поле f8 · черен топ на черно поле h8 · черна пешка на черно поле a7 · черна пешка на бяло поле b7 · черна пешка на черно поле c7 · черна пешка на бяло поле d7 · черна пешка на черно поле e7 · черна пешка на бяло поле f7 · черна пешка на черно поле g7 · черна пешка на бяло поле h7 · черен кон на черно поле f6 · бяла пешка на бяло поле e4 · бяла пешка на бяло поле a2 · бяла пешка на черно поле b2 · бяла пешка на бяло поле c2 · бяла пешка на черно поле d2 · бяла пешка на черно поле f2 · бяла пешка на бяло поле g2 · бяла пешка на черно поле h2 · бял топ на черно поле a1 · бял кон на бяло поле b1 · бял офицер на черно поле c1 · бяла дама на бяло поле d1 · бял цар на черно поле e1 · бял офицер на бяло поле f1 · бял кон на черно поле g1 · бял топ на бяло поле h1 | черен топ на бяло поле a8 · черен кон на черно поле b8 · черен офицер на бяло поле c8 · черна дама на черно поле d8 · черен цар на бяло поле e8 · черен офицер на черно поле f8 · черен топ на черно поле h8 · черна пешка на черно поле a7 · черна пешка на бяло поле b7 · черна пешка на черно поле c7 · черна пешка на бяло поле d7 · черна пешка на черно поле e7 · черна пешка на бяло поле f7 · черна пешка на черно поле g7 · черна пешка на бяло поле h7 · черен кон на черно поле f6 · бяла пешка на бяло поле e4 · бяла пешка на бяло поле a2 · бяла пешка на черно поле b2 · бяла пешка на бяло поле c2 · бяла пешка на черно поле d2 · бяла пешка на черно поле f2 · бяла пешка на бяло поле g2 · бяла пешка на черно поле h2 · бял топ на черно поле a1 · бял кон на бяло поле b1 · бял офицер на черно поле c1 · бяла дама на бяло поле d1 · бял цар на черно поле e1 · бял офицер на бяло поле f1 · бял кон на черно поле g1 · бял топ на бяло поле h1 | черен топ на бяло поле a8 · черен кон на черно поле b8 · черен офицер на бяло поле c8 · черна дама на черно поле d8 · черен цар на бяло поле e8 · черен офицер на черно поле f8 · черен топ на черно поле h8 · черна пешка на черно поле a7 · черна пешка на бяло поле b7 · черна пешка на черно поле c7 · черна пешка на бяло поле d7 · черна пешка на черно поле e7 · черна пешка на бяло поле f7 · черна пешка на черно поле g7 · черна пешка на бяло поле h7 · черен кон на черно поле f6 · бяла пешка на бяло поле e4 · бяла пешка на бяло поле a2 · бяла пешка на черно поле b2 · бяла пешка на бяло поле c2 · бяла пешка на черно поле d2 · бяла пешка на черно поле f2 · бяла пешка на бяло поле g2 · бяла пешка на черно поле h2 · бял топ на черно поле a1 · бял кон на бяло поле b1 · бял офицер на черно поле c1 · бяла дама на бяло поле d1 · бял цар на черно поле e1 · бял офицер на бяло поле f1 · бял кон на черно поле g1 · бял топ на бяло поле h1 | черен топ на бяло поле a8 · черен кон на черно поле b8 · черен офицер на бяло поле c8 · черна дама на черно поле d8 · черен цар на бяло поле e8 · черен офицер на черно поле f8 · черен топ на черно поле h8 · черна пешка на черно поле a7 · черна пешка на бяло поле b7 · черна пешка на черно поле c7 · черна пешка на бяло поле d7 · черна пешка на черно поле e7 · черна пешка на бяло поле f7 · черна пешка на черно поле g7 · черна пешка на бяло поле h7 · черен кон на черно поле f6 · бяла пешка на бяло поле e4 · бяла пешка на бяло поле a2 · бяла пешка на черно поле b2 · бяла пешка на бяло поле c2 · бяла пешка на черно поле d2 · бяла пешка на черно поле f2 · бяла пешка на бяло поле g2 · бяла пешка на черно поле h2 · бял топ на черно поле a1 · бял кон на бяло поле b1 · бял офицер на черно поле c1 · бяла дама на бяло поле d1 · бял цар на черно поле e1 · бял офицер на бяло поле f1 · бял кон на черно поле g1 · бял топ на бяло поле h1 | черен топ на бяло поле a8 · черен кон на черно поле b8 · черен офицер на бяло поле c8 · черна дама на черно поле d8 · черен цар на бяло поле e8 · черен офицер на черно поле f8 · черен топ на черно поле h8 · черна пешка на черно поле a7 · черна пешка на бяло поле b7 · черна пешка на черно поле c7 · черна пешка на бяло поле d7 · черна пешка на черно поле e7 · черна пешка на бяло поле f7 · черна пешка на черно поле g7 · черна пешка на бяло поле h7 · черен кон на черно поле f6 · бяла пешка на бяло поле e4 · бяла пешка на бяло поле a2 · бяла пешка на черно поле b2 · бяла пешка на бяло поле c2 · бяла пешка на черно поле d2 · бяла пешка на черно поле f2 · бяла пешка на бяло поле g2 · бяла пешка на черно поле h2 · бял топ на черно поле a1 · бял кон на бяло поле b1 · бял офицер на черно поле c1 · бяла дама на бяло поле d1 · бял цар на черно поле e1 · бял офицер на бяло поле f1 · бял кон на черно поле g1 · бял топ на бяло поле h1 | черен топ на бяло поле a8 · черен кон на черно поле b8 · черен офицер на бяло поле c8 · черна дама на черно поле d8 · черен цар на бяло поле e8 · черен офицер на черно поле f8 · черен топ на черно поле h8 · черна пешка на черно поле a7 · черна пешка на бяло поле b7 · черна пешка на черно поле c7 · черна пешка на бяло поле d7 · черна пешка на черно поле e7 · черна пешка на бяло поле f7 · черна пешка на черно поле g7 · черна пешка на бяло поле h7 · черен кон на черно поле f6 · бяла пешка на бяло поле e4 · бяла пешка на бяло поле a2 · бяла пешка на черно поле b2 · бяла пешка на бяло поле c2 · бяла пешка на черно поле d2 · бяла пешка на черно поле f2 · бяла пешка на бяло поле g2 · бяла пешка на черно поле h2 · бял топ на черно поле a1 · бял кон на бяло поле b1 · бял офицер на черно поле c1 · бяла дама на бяло поле d1 · бял цар на черно поле e1 · бял офицер на бяло поле f1 · бял кон на черно поле g1 · бял топ на бяло поле h1 | черен топ на бяло поле a8 · черен кон на черно поле b8 · черен офицер на бяло поле c8 · черна дама на черно поле d8 · черен цар на бяло поле e8 · черен офицер на черно поле f8 · черен топ на черно поле h8 · черна пешка на черно поле a7 · черна пешка на бяло поле b7 · черна пешка на черно поле c7 · черна пешка на бяло поле d7 · черна пешка на черно поле e7 · черна пешка на бяло поле f7 · черна пешка на черно поле g7 · черна пешка на бяло поле h7 · черен кон на черно поле f6 · бяла пешка на бяло поле e4 · бяла пешка на бяло поле a2 · бяла пешка на черно поле b2 · бяла пешка на бяло поле c2 · бяла пешка на черно поле d2 · бяла пешка на черно поле f2 · бяла пешка на бяло поле g2 · бяла пешка на черно поле h2 · бял топ на черно поле a1 · бял кон на бяло поле b1 · бял офицер на черно поле c1 · бяла дама на бяло поле d1 · бял цар на черно поле e1 · бял офицер на бяло поле f1 · бял кон на черно поле g1 · бял топ на бяло поле h1 | черен топ на бяло поле a8 · черен кон на черно поле b8 · черен офицер на бяло поле c8 · черна дама на черно поле d8 · черен цар на бяло поле e8 · черен офицер на черно поле f8 · черен топ на черно поле h8 · черна пешка на черно поле a7 · черна пешка на бяло поле b7 · черна пешка на черно поле c7 · черна пешка на бяло поле d7 · черна пешка на черно поле e7 · черна пешка на бяло поле f7 · черна пешка на черно поле g7 · черна пешка на бяло поле h7 · черен кон на черно поле f6 · бяла пешка на бяло поле e4 · бяла пешка на бяло поле a2 · бяла пешка на черно поле b2 · бяла пешка на бяло поле c2 · бяла пешка на черно поле d2 · бяла пешка на черно поле f2 · бяла пешка на бяло поле g2 · бяла пешка на черно поле h2 · бял топ на черно поле a1 · бял кон на бяло поле b1 · бял офицер на черно поле c1 · бяла дама на бяло поле d1 · бял цар на черно поле e1 · бял офицер на бяло поле f1 · бял кон на черно поле g1 · бял топ на бяло поле h1 | 2 |
| 1 | черен топ на бяло поле a8 · черен кон на черно поле b8 · черен офицер на бяло поле c8 · черна дама на черно поле d8 · черен цар на бяло поле e8 · черен офицер на черно поле f8 · черен топ на черно поле h8 · черна пешка на черно поле a7 · черна пешка на бяло поле b7 · черна пешка на черно поле c7 · черна пешка на бяло поле d7 · черна пешка на черно поле e7 · черна пешка на бяло поле f7 · черна пешка на черно поле g7 · черна пешка на бяло поле h7 · черен кон на черно поле f6 · бяла пешка на бяло поле e4 · бяла пешка на бяло поле a2 · бяла пешка на черно поле b2 · бяла пешка на бяло поле c2 · бяла пешка на черно поле d2 · бяла пешка на черно поле f2 · бяла пешка на бяло поле g2 · бяла пешка на черно поле h2 · бял топ на черно поле a1 · бял кон на бяло поле b1 · бял офицер на черно поле c1 · бяла дама на бяло поле d1 · бял цар на черно поле e1 · бял офицер на бяло поле f1 · бял кон на черно поле g1 · бял топ на бяло поле h1 | черен топ на бяло поле a8 · черен кон на черно поле b8 · черен офицер на бяло поле c8 · черна дама на черно поле d8 · черен цар на бяло поле e8 · черен офицер на черно поле f8 · черен топ на черно поле h8 · черна пешка на черно поле a7 · черна пешка на бяло поле b7 · черна пешка на черно поле c7 · черна пешка на бяло поле d7 · черна пешка на черно поле e7 · черна пешка на бяло поле f7 · черна пешка на черно поле g7 · черна пешка на бяло поле h7 · черен кон на черно поле f6 · бяла пешка на бяло поле e4 · бяла пешка на бяло поле a2 · бяла пешка на черно поле b2 · бяла пешка на бяло поле c2 · бяла пешка на черно поле d2 · бяла пешка на черно поле f2 · бяла пешка на бяло поле g2 · бяла пешка на черно поле h2 · бял топ на черно поле a1 · бял кон на бяло поле b1 · бял офицер на черно поле c1 · бяла дама на бяло поле d1 · бял цар на черно поле e1 · бял офицер на бяло поле f1 · бял кон на черно поле g1 · бял топ на бяло поле h1 | черен топ на бяло поле a8 · черен кон на черно поле b8 · черен офицер на бяло поле c8 · черна дама на черно поле d8 · черен цар на бяло поле e8 · черен офицер на черно поле f8 · черен топ на черно поле h8 · черна пешка на черно поле a7 · черна пешка на бяло поле b7 · черна пешка на черно поле c7 · черна пешка на бяло поле d7 · черна пешка на черно поле e7 · черна пешка на бяло поле f7 · черна пешка на черно поле g7 · черна пешка на бяло поле h7 · черен кон на черно поле f6 · бяла пешка на бяло поле e4 · бяла пешка на бяло поле a2 · бяла пешка на черно поле b2 · бяла пешка на бяло поле c2 · бяла пешка на черно поле d2 · бяла пешка на черно поле f2 · бяла пешка на бяло поле g2 · бяла пешка на черно поле h2 · бял топ на черно поле a1 · бял кон на бяло поле b1 · бял офицер на черно поле c1 · бяла дама на бяло поле d1 · бял цар на черно поле e1 · бял офицер на бяло поле f1 · бял кон на черно поле g1 · бял топ на бяло поле h1 | черен топ на бяло поле a8 · черен кон на черно поле b8 · черен офицер на бяло поле c8 · черна дама на черно поле d8 · черен цар на бяло поле e8 · черен офицер на черно поле f8 · черен топ на черно поле h8 · черна пешка на черно поле a7 · черна пешка на бяло поле b7 · черна пешка на черно поле c7 · черна пешка на бяло поле d7 · черна пешка на черно поле e7 · черна пешка на бяло поле f7 · черна пешка на черно поле g7 · черна пешка на бяло поле h7 · черен кон на черно поле f6 · бяла пешка на бяло поле e4 · бяла пешка на бяло поле a2 · бяла пешка на черно поле b2 · бяла пешка на бяло поле c2 · бяла пешка на черно поле d2 · бяла пешка на черно поле f2 · бяла пешка на бяло поле g2 · бяла пешка на черно поле h2 · бял топ на черно поле a1 · бял кон на бяло поле b1 · бял офицер на черно поле c1 · бяла дама на бяло поле d1 · бял цар на черно поле e1 · бял офицер на бяло поле f1 · бял кон на черно поле g1 · бял топ на бяло поле h1 | черен топ на бяло поле a8 · черен кон на черно поле b8 · черен офицер на бяло поле c8 · черна дама на черно поле d8 · черен цар на бяло поле e8 · черен офицер на черно поле f8 · черен топ на черно поле h8 · черна пешка на черно поле a7 · черна пешка на бяло поле b7 · черна пешка на черно поле c7 · черна пешка на бяло поле d7 · черна пешка на черно поле e7 · черна пешка на бяло поле f7 · черна пешка на черно поле g7 · черна пешка на бяло поле h7 · черен кон на черно поле f6 · бяла пешка на бяло поле e4 · бяла пешка на бяло поле a2 · бяла пешка на черно поле b2 · бяла пешка на бяло поле c2 · бяла пешка на черно поле d2 · бяла пешка на черно поле f2 · бяла пешка на бяло поле g2 · бяла пешка на черно поле h2 · бял топ на черно поле a1 · бял кон на бяло поле b1 · бял офицер на черно поле c1 · бяла дама на бяло поле d1 · бял цар на черно поле e1 · бял офицер на бяло поле f1 · бял кон на черно поле g1 · бял топ на бяло поле h1 | черен топ на бяло поле a8 · черен кон на черно поле b8 · черен офицер на бяло поле c8 · черна дама на черно поле d8 · черен цар на бяло поле e8 · черен офицер на черно поле f8 · черен топ на черно поле h8 · черна пешка на черно поле a7 · черна пешка на бяло поле b7 · черна пешка на черно поле c7 · черна пешка на бяло поле d7 · черна пешка на черно поле e7 · черна пешка на бяло поле f7 · черна пешка на черно поле g7 · черна пешка на бяло поле h7 · черен кон на черно поле f6 · бяла пешка на бяло поле e4 · бяла пешка на бяло поле a2 · бяла пешка на черно поле b2 · бяла пешка на бяло поле c2 · бяла пешка на черно поле d2 · бяла пешка на черно поле f2 · бяла пешка на бяло поле g2 · бяла пешка на черно поле h2 · бял топ на черно поле a1 · бял кон на бяло поле b1 · бял офицер на черно поле c1 · бяла дама на бяло поле d1 · бял цар на черно поле e1 · бял офицер на бяло поле f1 · бял кон на черно поле g1 · бял топ на бяло поле h1 | черен топ на бяло поле a8 · черен кон на черно поле b8 · черен офицер на бяло поле c8 · черна дама на черно поле d8 · черен цар на бяло поле e8 · черен офицер на черно поле f8 · черен топ на черно поле h8 · черна пешка на черно поле a7 · черна пешка на бяло поле b7 · черна пешка на черно поле c7 · черна пешка на бяло поле d7 · черна пешка на черно поле e7 · черна пешка на бяло поле f7 · черна пешка на черно поле g7 · черна пешка на бяло поле h7 · черен кон на черно поле f6 · бяла пешка на бяло поле e4 · бяла пешка на бяло поле a2 · бяла пешка на черно поле b2 · бяла пешка на бяло поле c2 · бяла пешка на черно поле d2 · бяла пешка на черно поле f2 · бяла пешка на бяло поле g2 · бяла пешка на черно поле h2 · бял топ на черно поле a1 · бял кон на бяло поле b1 · бял офицер на черно поле c1 · бяла дама на бяло поле d1 · бял цар на черно поле e1 · бял офицер на бяло поле f1 · бял кон на черно поле g1 · бял топ на бяло поле h1 | черен топ на бяло поле a8 · черен кон на черно поле b8 · черен офицер на бяло поле c8 · черна дама на черно поле d8 · черен цар на бяло поле e8 · черен офицер на черно поле f8 · черен топ на черно поле h8 · черна пешка на черно поле a7 · черна пешка на бяло поле b7 · черна пешка на черно поле c7 · черна пешка на бяло поле d7 · черна пешка на черно поле e7 · черна пешка на бяло поле f7 · черна пешка на черно поле g7 · черна пешка на бяло поле h7 · черен кон на черно поле f6 · бяла пешка на бяло поле e4 · бяла пешка на бяло поле a2 · бяла пешка на черно поле b2 · бяла пешка на бяло поле c2 · бяла пешка на черно поле d2 · бяла пешка на черно поле f2 · бяла пешка на бяло поле g2 · бяла пешка на черно поле h2 · бял топ на черно поле a1 · бял кон на бяло поле b1 · бял офицер на черно поле c1 · бяла дама на бяло поле d1 · бял цар на черно поле e1 · бял офицер на бяло поле f1 · бял кон на черно поле g1 · бял топ на бяло поле h1 | 1 |
|   | a | b | c | d | e | f | g | h |   |

Защита Алехин е шахматен дебют, който започва с ходовете:

1. e2-e4 Kg8-f6.
Спада към полуоткритите дебюти.

## История и идея
През XIX век ходът 1. ... Kg8-f6 почти не е бил използван, въпреки че е споменат през 1811 г. в учебника на Алгайер.
В турнирната практика тази защита е въведена за първи път от Александър Алехин в партията му срещу Ендре Щайнер (Будапеща, 1921), макар ходът да е бил известен и по-рано. Идеята на защита Алехин - фигурна игра и контраатака на пешъчния център на белите. В повечето варианти белите получават по-добра позиция, а статистиката показва, че черните постигат победа сравнително рядко. Въпреки това дебютът се счита за напълно правилен и се среща в шахматната практика. Голям принос за развитието на теорията на този дебют имат Владас Микенас, Исак Болеславски, Властимил Хорт и Владимир Константинович Багиров.

## Употреба
Популярността на защита Алехин през годините е променлива, не се използва често. Гросмайстор Василий Иванчук е най-високо класираният сред съвременните поддръжници на дебюта. Лев Албурт също го използва почти през цялата си кариера на гросмайсторско ниво, като има заслуги за развитието му както на практическо, така и на теоретично ниво. Де Фирмиан пише, „В настоящето гросмайсторите Шабалов и Минасян използват редовно този дебют, докато Аронян, Адамс и Накамура прибягват до него само понякога“.
В миналото велики играчи като Фишер и Корчной добавят защита Алехин в „репертоара“ си, възползвайки се от динамичните ѝ възможности.

## Варианти

### Варианти с 2. e4-e5
- 2. … Кf6-g8 — вариант Кляцкин
- 2. … Кf6-e4 — вариант Мокеле-мбембе [1]
- 2. … Кf6-d5 — основно продължение
  - 3. c2-c4 Kd5-b6 4. c4-c5 Kb6-d5 — система на пешечното преследване (вариант Ласкер).
  - 3. c2-c4 Kd5-b6 4. d2-d4 d7-d6 5. f2-f4 — система (атака) на четирите пешки.
  - 3. Kb1-c3 Kd5:c3 4. d2:c3
  - 3. d2-d4 d7-d6 4. Kg1-f3 Oc8-g4 5. Of1-e2
    - 5. … e7-e6 — класически вариант.
    - 5. … c7-c6 — вариант Флор.

|   | a | b | c | d | e | f | g | h |   |
| 8 | черен топ на бяло поле a8 · черен кон на черно поле b8 · черен офицер на бяло поле c8 · черна дама на черно поле d8 · черен цар на бяло поле e8 · черен офицер на черно поле f8 · черен топ на черно поле h8 · черна пешка на черно поле a7 · черна пешка на бяло поле b7 · черна пешка на черно поле c7 · черна пешка на черно поле e7 · черна пешка на бяло поле f7 · черна пешка на черно поле g7 · черна пешка на бяло поле h7 · черен кон на черно поле b6 · черна пешка на черно поле d6 · бяла пешка на черно поле e5 · бяла пешка на бяло поле c4 · бяла пешка на черно поле d4 · бяла пешка на черно поле f4 · бяла пешка на бяло поле a2 · бяла пешка на черно поле b2 · бяла пешка на бяло поле g2 · бяла пешка на черно поле h2 · бял топ на черно поле a1 · бял кон на бяло поле b1 · бял офицер на черно поле c1 · бяла дама на бяло поле d1 · бял цар на черно поле e1 · бял офицер на бяло поле f1 · бял кон на черно поле g1 · бял топ на бяло поле h1 | черен топ на бяло поле a8 · черен кон на черно поле b8 · черен офицер на бяло поле c8 · черна дама на черно поле d8 · черен цар на бяло поле e8 · черен офицер на черно поле f8 · черен топ на черно поле h8 · черна пешка на черно поле a7 · черна пешка на бяло поле b7 · черна пешка на черно поле c7 · черна пешка на черно поле e7 · черна пешка на бяло поле f7 · черна пешка на черно поле g7 · черна пешка на бяло поле h7 · черен кон на черно поле b6 · черна пешка на черно поле d6 · бяла пешка на черно поле e5 · бяла пешка на бяло поле c4 · бяла пешка на черно поле d4 · бяла пешка на черно поле f4 · бяла пешка на бяло поле a2 · бяла пешка на черно поле b2 · бяла пешка на бяло поле g2 · бяла пешка на черно поле h2 · бял топ на черно поле a1 · бял кон на бяло поле b1 · бял офицер на черно поле c1 · бяла дама на бяло поле d1 · бял цар на черно поле e1 · бял офицер на бяло поле f1 · бял кон на черно поле g1 · бял топ на бяло поле h1 | черен топ на бяло поле a8 · черен кон на черно поле b8 · черен офицер на бяло поле c8 · черна дама на черно поле d8 · черен цар на бяло поле e8 · черен офицер на черно поле f8 · черен топ на черно поле h8 · черна пешка на черно поле a7 · черна пешка на бяло поле b7 · черна пешка на черно поле c7 · черна пешка на черно поле e7 · черна пешка на бяло поле f7 · черна пешка на черно поле g7 · черна пешка на бяло поле h7 · черен кон на черно поле b6 · черна пешка на черно поле d6 · бяла пешка на черно поле e5 · бяла пешка на бяло поле c4 · бяла пешка на черно поле d4 · бяла пешка на черно поле f4 · бяла пешка на бяло поле a2 · бяла пешка на черно поле b2 · бяла пешка на бяло поле g2 · бяла пешка на черно поле h2 · бял топ на черно поле a1 · бял кон на бяло поле b1 · бял офицер на черно поле c1 · бяла дама на бяло поле d1 · бял цар на черно поле e1 · бял офицер на бяло поле f1 · бял кон на черно поле g1 · бял топ на бяло поле h1 | черен топ на бяло поле a8 · черен кон на черно поле b8 · черен офицер на бяло поле c8 · черна дама на черно поле d8 · черен цар на бяло поле e8 · черен офицер на черно поле f8 · черен топ на черно поле h8 · черна пешка на черно поле a7 · черна пешка на бяло поле b7 · черна пешка на черно поле c7 · черна пешка на черно поле e7 · черна пешка на бяло поле f7 · черна пешка на черно поле g7 · черна пешка на бяло поле h7 · черен кон на черно поле b6 · черна пешка на черно поле d6 · бяла пешка на черно поле e5 · бяла пешка на бяло поле c4 · бяла пешка на черно поле d4 · бяла пешка на черно поле f4 · бяла пешка на бяло поле a2 · бяла пешка на черно поле b2 · бяла пешка на бяло поле g2 · бяла пешка на черно поле h2 · бял топ на черно поле a1 · бял кон на бяло поле b1 · бял офицер на черно поле c1 · бяла дама на бяло поле d1 · бял цар на черно поле e1 · бял офицер на бяло поле f1 · бял кон на черно поле g1 · бял топ на бяло поле h1 | черен топ на бяло поле a8 · черен кон на черно поле b8 · черен офицер на бяло поле c8 · черна дама на черно поле d8 · черен цар на бяло поле e8 · черен офицер на черно поле f8 · черен топ на черно поле h8 · черна пешка на черно поле a7 · черна пешка на бяло поле b7 · черна пешка на черно поле c7 · черна пешка на черно поле e7 · черна пешка на бяло поле f7 · черна пешка на черно поле g7 · черна пешка на бяло поле h7 · черен кон на черно поле b6 · черна пешка на черно поле d6 · бяла пешка на черно поле e5 · бяла пешка на бяло поле c4 · бяла пешка на черно поле d4 · бяла пешка на черно поле f4 · бяла пешка на бяло поле a2 · бяла пешка на черно поле b2 · бяла пешка на бяло поле g2 · бяла пешка на черно поле h2 · бял топ на черно поле a1 · бял кон на бяло поле b1 · бял офицер на черно поле c1 · бяла дама на бяло поле d1 · бял цар на черно поле e1 · бял офицер на бяло поле f1 · бял кон на черно поле g1 · бял топ на бяло поле h1 | черен топ на бяло поле a8 · черен кон на черно поле b8 · черен офицер на бяло поле c8 · черна дама на черно поле d8 · черен цар на бяло поле e8 · черен офицер на черно поле f8 · черен топ на черно поле h8 · черна пешка на черно поле a7 · черна пешка на бяло поле b7 · черна пешка на черно поле c7 · черна пешка на черно поле e7 · черна пешка на бяло поле f7 · черна пешка на черно поле g7 · черна пешка на бяло поле h7 · черен кон на черно поле b6 · черна пешка на черно поле d6 · бяла пешка на черно поле e5 · бяла пешка на бяло поле c4 · бяла пешка на черно поле d4 · бяла пешка на черно поле f4 · бяла пешка на бяло поле a2 · бяла пешка на черно поле b2 · бяла пешка на бяло поле g2 · бяла пешка на черно поле h2 · бял топ на черно поле a1 · бял кон на бяло поле b1 · бял офицер на черно поле c1 · бяла дама на бяло поле d1 · бял цар на черно поле e1 · бял офицер на бяло поле f1 · бял кон на черно поле g1 · бял топ на бяло поле h1 | черен топ на бяло поле a8 · черен кон на черно поле b8 · черен офицер на бяло поле c8 · черна дама на черно поле d8 · черен цар на бяло поле e8 · черен офицер на черно поле f8 · черен топ на черно поле h8 · черна пешка на черно поле a7 · черна пешка на бяло поле b7 · черна пешка на черно поле c7 · черна пешка на черно поле e7 · черна пешка на бяло поле f7 · черна пешка на черно поле g7 · черна пешка на бяло поле h7 · черен кон на черно поле b6 · черна пешка на черно поле d6 · бяла пешка на черно поле e5 · бяла пешка на бяло поле c4 · бяла пешка на черно поле d4 · бяла пешка на черно поле f4 · бяла пешка на бяло поле a2 · бяла пешка на черно поле b2 · бяла пешка на бяло поле g2 · бяла пешка на черно поле h2 · бял топ на черно поле a1 · бял кон на бяло поле b1 · бял офицер на черно поле c1 · бяла дама на бяло поле d1 · бял цар на черно поле e1 · бял офицер на бяло поле f1 · бял кон на черно поле g1 · бял топ на бяло поле h1 | черен топ на бяло поле a8 · черен кон на черно поле b8 · черен офицер на бяло поле c8 · черна дама на черно поле d8 · черен цар на бяло поле e8 · черен офицер на черно поле f8 · черен топ на черно поле h8 · черна пешка на черно поле a7 · черна пешка на бяло поле b7 · черна пешка на черно поле c7 · черна пешка на черно поле e7 · черна пешка на бяло поле f7 · черна пешка на черно поле g7 · черна пешка на бяло поле h7 · черен кон на черно поле b6 · черна пешка на черно поле d6 · бяла пешка на черно поле e5 · бяла пешка на бяло поле c4 · бяла пешка на черно поле d4 · бяла пешка на черно поле f4 · бяла пешка на бяло поле a2 · бяла пешка на черно поле b2 · бяла пешка на бяло поле g2 · бяла пешка на черно поле h2 · бял топ на черно поле a1 · бял кон на бяло поле b1 · бял офицер на черно поле c1 · бяла дама на бяло поле d1 · бял цар на черно поле e1 · бял офицер на бяло поле f1 · бял кон на черно поле g1 · бял топ на бяло поле h1 | 8 |
| 7 | черен топ на бяло поле a8 · черен кон на черно поле b8 · черен офицер на бяло поле c8 · черна дама на черно поле d8 · черен цар на бяло поле e8 · черен офицер на черно поле f8 · черен топ на черно поле h8 · черна пешка на черно поле a7 · черна пешка на бяло поле b7 · черна пешка на черно поле c7 · черна пешка на черно поле e7 · черна пешка на бяло поле f7 · черна пешка на черно поле g7 · черна пешка на бяло поле h7 · черен кон на черно поле b6 · черна пешка на черно поле d6 · бяла пешка на черно поле e5 · бяла пешка на бяло поле c4 · бяла пешка на черно поле d4 · бяла пешка на черно поле f4 · бяла пешка на бяло поле a2 · бяла пешка на черно поле b2 · бяла пешка на бяло поле g2 · бяла пешка на черно поле h2 · бял топ на черно поле a1 · бял кон на бяло поле b1 · бял офицер на черно поле c1 · бяла дама на бяло поле d1 · бял цар на черно поле e1 · бял офицер на бяло поле f1 · бял кон на черно поле g1 · бял топ на бяло поле h1 | черен топ на бяло поле a8 · черен кон на черно поле b8 · черен офицер на бяло поле c8 · черна дама на черно поле d8 · черен цар на бяло поле e8 · черен офицер на черно поле f8 · черен топ на черно поле h8 · черна пешка на черно поле a7 · черна пешка на бяло поле b7 · черна пешка на черно поле c7 · черна пешка на черно поле e7 · черна пешка на бяло поле f7 · черна пешка на черно поле g7 · черна пешка на бяло поле h7 · черен кон на черно поле b6 · черна пешка на черно поле d6 · бяла пешка на черно поле e5 · бяла пешка на бяло поле c4 · бяла пешка на черно поле d4 · бяла пешка на черно поле f4 · бяла пешка на бяло поле a2 · бяла пешка на черно поле b2 · бяла пешка на бяло поле g2 · бяла пешка на черно поле h2 · бял топ на черно поле a1 · бял кон на бяло поле b1 · бял офицер на черно поле c1 · бяла дама на бяло поле d1 · бял цар на черно поле e1 · бял офицер на бяло поле f1 · бял кон на черно поле g1 · бял топ на бяло поле h1 | черен топ на бяло поле a8 · черен кон на черно поле b8 · черен офицер на бяло поле c8 · черна дама на черно поле d8 · черен цар на бяло поле e8 · черен офицер на черно поле f8 · черен топ на черно поле h8 · черна пешка на черно поле a7 · черна пешка на бяло поле b7 · черна пешка на черно поле c7 · черна пешка на черно поле e7 · черна пешка на бяло поле f7 · черна пешка на черно поле g7 · черна пешка на бяло поле h7 · черен кон на черно поле b6 · черна пешка на черно поле d6 · бяла пешка на черно поле e5 · бяла пешка на бяло поле c4 · бяла пешка на черно поле d4 · бяла пешка на черно поле f4 · бяла пешка на бяло поле a2 · бяла пешка на черно поле b2 · бяла пешка на бяло поле g2 · бяла пешка на черно поле h2 · бял топ на черно поле a1 · бял кон на бяло поле b1 · бял офицер на черно поле c1 · бяла дама на бяло поле d1 · бял цар на черно поле e1 · бял офицер на бяло поле f1 · бял кон на черно поле g1 · бял топ на бяло поле h1 | черен топ на бяло поле a8 · черен кон на черно поле b8 · черен офицер на бяло поле c8 · черна дама на черно поле d8 · черен цар на бяло поле e8 · черен офицер на черно поле f8 · черен топ на черно поле h8 · черна пешка на черно поле a7 · черна пешка на бяло поле b7 · черна пешка на черно поле c7 · черна пешка на черно поле e7 · черна пешка на бяло поле f7 · черна пешка на черно поле g7 · черна пешка на бяло поле h7 · черен кон на черно поле b6 · черна пешка на черно поле d6 · бяла пешка на черно поле e5 · бяла пешка на бяло поле c4 · бяла пешка на черно поле d4 · бяла пешка на черно поле f4 · бяла пешка на бяло поле a2 · бяла пешка на черно поле b2 · бяла пешка на бяло поле g2 · бяла пешка на черно поле h2 · бял топ на черно поле a1 · бял кон на бяло поле b1 · бял офицер на черно поле c1 · бяла дама на бяло поле d1 · бял цар на черно поле e1 · бял офицер на бяло поле f1 · бял кон на черно поле g1 · бял топ на бяло поле h1 | черен топ на бяло поле a8 · черен кон на черно поле b8 · черен офицер на бяло поле c8 · черна дама на черно поле d8 · черен цар на бяло поле e8 · черен офицер на черно поле f8 · черен топ на черно поле h8 · черна пешка на черно поле a7 · черна пешка на бяло поле b7 · черна пешка на черно поле c7 · черна пешка на черно поле e7 · черна пешка на бяло поле f7 · черна пешка на черно поле g7 · черна пешка на бяло поле h7 · черен кон на черно поле b6 · черна пешка на черно поле d6 · бяла пешка на черно поле e5 · бяла пешка на бяло поле c4 · бяла пешка на черно поле d4 · бяла пешка на черно поле f4 · бяла пешка на бяло поле a2 · бяла пешка на черно поле b2 · бяла пешка на бяло поле g2 · бяла пешка на черно поле h2 · бял топ на черно поле a1 · бял кон на бяло поле b1 · бял офицер на черно поле c1 · бяла дама на бяло поле d1 · бял цар на черно поле e1 · бял офицер на бяло поле f1 · бял кон на черно поле g1 · бял топ на бяло поле h1 | черен топ на бяло поле a8 · черен кон на черно поле b8 · черен офицер на бяло поле c8 · черна дама на черно поле d8 · черен цар на бяло поле e8 · черен офицер на черно поле f8 · черен топ на черно поле h8 · черна пешка на черно поле a7 · черна пешка на бяло поле b7 · черна пешка на черно поле c7 · черна пешка на черно поле e7 · черна пешка на бяло поле f7 · черна пешка на черно поле g7 · черна пешка на бяло поле h7 · черен кон на черно поле b6 · черна пешка на черно поле d6 · бяла пешка на черно поле e5 · бяла пешка на бяло поле c4 · бяла пешка на черно поле d4 · бяла пешка на черно поле f4 · бяла пешка на бяло поле a2 · бяла пешка на черно поле b2 · бяла пешка на бяло поле g2 · бяла пешка на черно поле h2 · бял топ на черно поле a1 · бял кон на бяло поле b1 · бял офицер на черно поле c1 · бяла дама на бяло поле d1 · бял цар на черно поле e1 · бял офицер на бяло поле f1 · бял кон на черно поле g1 · бял топ на бяло поле h1 | черен топ на бяло поле a8 · черен кон на черно поле b8 · черен офицер на бяло поле c8 · черна дама на черно поле d8 · черен цар на бяло поле e8 · черен офицер на черно поле f8 · черен топ на черно поле h8 · черна пешка на черно поле a7 · черна пешка на бяло поле b7 · черна пешка на черно поле c7 · черна пешка на черно поле e7 · черна пешка на бяло поле f7 · черна пешка на черно поле g7 · черна пешка на бяло поле h7 · черен кон на черно поле b6 · черна пешка на черно поле d6 · бяла пешка на черно поле e5 · бяла пешка на бяло поле c4 · бяла пешка на черно поле d4 · бяла пешка на черно поле f4 · бяла пешка на бяло поле a2 · бяла пешка на черно поле b2 · бяла пешка на бяло поле g2 · бяла пешка на черно поле h2 · бял топ на черно поле a1 · бял кон на бяло поле b1 · бял офицер на черно поле c1 · бяла дама на бяло поле d1 · бял цар на черно поле e1 · бял офицер на бяло поле f1 · бял кон на черно поле g1 · бял топ на бяло поле h1 | черен топ на бяло поле a8 · черен кон на черно поле b8 · черен офицер на бяло поле c8 · черна дама на черно поле d8 · черен цар на бяло поле e8 · черен офицер на черно поле f8 · черен топ на черно поле h8 · черна пешка на черно поле a7 · черна пешка на бяло поле b7 · черна пешка на черно поле c7 · черна пешка на черно поле e7 · черна пешка на бяло поле f7 · черна пешка на черно поле g7 · черна пешка на бяло поле h7 · черен кон на черно поле b6 · черна пешка на черно поле d6 · бяла пешка на черно поле e5 · бяла пешка на бяло поле c4 · бяла пешка на черно поле d4 · бяла пешка на черно поле f4 · бяла пешка на бяло поле a2 · бяла пешка на черно поле b2 · бяла пешка на бяло поле g2 · бяла пешка на черно поле h2 · бял топ на черно поле a1 · бял кон на бяло поле b1 · бял офицер на черно поле c1 · бяла дама на бяло поле d1 · бял цар на черно поле e1 · бял офицер на бяло поле f1 · бял кон на черно поле g1 · бял топ на бяло поле h1 | 7 |
| 6 | черен топ на бяло поле a8 · черен кон на черно поле b8 · черен офицер на бяло поле c8 · черна дама на черно поле d8 · черен цар на бяло поле e8 · черен офицер на черно поле f8 · черен топ на черно поле h8 · черна пешка на черно поле a7 · черна пешка на бяло поле b7 · черна пешка на черно поле c7 · черна пешка на черно поле e7 · черна пешка на бяло поле f7 · черна пешка на черно поле g7 · черна пешка на бяло поле h7 · черен кон на черно поле b6 · черна пешка на черно поле d6 · бяла пешка на черно поле e5 · бяла пешка на бяло поле c4 · бяла пешка на черно поле d4 · бяла пешка на черно поле f4 · бяла пешка на бяло поле a2 · бяла пешка на черно поле b2 · бяла пешка на бяло поле g2 · бяла пешка на черно поле h2 · бял топ на черно поле a1 · бял кон на бяло поле b1 · бял офицер на черно поле c1 · бяла дама на бяло поле d1 · бял цар на черно поле e1 · бял офицер на бяло поле f1 · бял кон на черно поле g1 · бял топ на бяло поле h1 | черен топ на бяло поле a8 · черен кон на черно поле b8 · черен офицер на бяло поле c8 · черна дама на черно поле d8 · черен цар на бяло поле e8 · черен офицер на черно поле f8 · черен топ на черно поле h8 · черна пешка на черно поле a7 · черна пешка на бяло поле b7 · черна пешка на черно поле c7 · черна пешка на черно поле e7 · черна пешка на бяло поле f7 · черна пешка на черно поле g7 · черна пешка на бяло поле h7 · черен кон на черно поле b6 · черна пешка на черно поле d6 · бяла пешка на черно поле e5 · бяла пешка на бяло поле c4 · бяла пешка на черно поле d4 · бяла пешка на черно поле f4 · бяла пешка на бяло поле a2 · бяла пешка на черно поле b2 · бяла пешка на бяло поле g2 · бяла пешка на черно поле h2 · бял топ на черно поле a1 · бял кон на бяло поле b1 · бял офицер на черно поле c1 · бяла дама на бяло поле d1 · бял цар на черно поле e1 · бял офицер на бяло поле f1 · бял кон на черно поле g1 · бял топ на бяло поле h1 | черен топ на бяло поле a8 · черен кон на черно поле b8 · черен офицер на бяло поле c8 · черна дама на черно поле d8 · черен цар на бяло поле e8 · черен офицер на черно поле f8 · черен топ на черно поле h8 · черна пешка на черно поле a7 · черна пешка на бяло поле b7 · черна пешка на черно поле c7 · черна пешка на черно поле e7 · черна пешка на бяло поле f7 · черна пешка на черно поле g7 · черна пешка на бяло поле h7 · черен кон на черно поле b6 · черна пешка на черно поле d6 · бяла пешка на черно поле e5 · бяла пешка на бяло поле c4 · бяла пешка на черно поле d4 · бяла пешка на черно поле f4 · бяла пешка на бяло поле a2 · бяла пешка на черно поле b2 · бяла пешка на бяло поле g2 · бяла пешка на черно поле h2 · бял топ на черно поле a1 · бял кон на бяло поле b1 · бял офицер на черно поле c1 · бяла дама на бяло поле d1 · бял цар на черно поле e1 · бял офицер на бяло поле f1 · бял кон на черно поле g1 · бял топ на бяло поле h1 | черен топ на бяло поле a8 · черен кон на черно поле b8 · черен офицер на бяло поле c8 · черна дама на черно поле d8 · черен цар на бяло поле e8 · черен офицер на черно поле f8 · черен топ на черно поле h8 · черна пешка на черно поле a7 · черна пешка на бяло поле b7 · черна пешка на черно поле c7 · черна пешка на черно поле e7 · черна пешка на бяло поле f7 · черна пешка на черно поле g7 · черна пешка на бяло поле h7 · черен кон на черно поле b6 · черна пешка на черно поле d6 · бяла пешка на черно поле e5 · бяла пешка на бяло поле c4 · бяла пешка на черно поле d4 · бяла пешка на черно поле f4 · бяла пешка на бяло поле a2 · бяла пешка на черно поле b2 · бяла пешка на бяло поле g2 · бяла пешка на черно поле h2 · бял топ на черно поле a1 · бял кон на бяло поле b1 · бял офицер на черно поле c1 · бяла дама на бяло поле d1 · бял цар на черно поле e1 · бял офицер на бяло поле f1 · бял кон на черно поле g1 · бял топ на бяло поле h1 | черен топ на бяло поле a8 · черен кон на черно поле b8 · черен офицер на бяло поле c8 · черна дама на черно поле d8 · черен цар на бяло поле e8 · черен офицер на черно поле f8 · черен топ на черно поле h8 · черна пешка на черно поле a7 · черна пешка на бяло поле b7 · черна пешка на черно поле c7 · черна пешка на черно поле e7 · черна пешка на бяло поле f7 · черна пешка на черно поле g7 · черна пешка на бяло поле h7 · черен кон на черно поле b6 · черна пешка на черно поле d6 · бяла пешка на черно поле e5 · бяла пешка на бяло поле c4 · бяла пешка на черно поле d4 · бяла пешка на черно поле f4 · бяла пешка на бяло поле a2 · бяла пешка на черно поле b2 · бяла пешка на бяло поле g2 · бяла пешка на черно поле h2 · бял топ на черно поле a1 · бял кон на бяло поле b1 · бял офицер на черно поле c1 · бяла дама на бяло поле d1 · бял цар на черно поле e1 · бял офицер на бяло поле f1 · бял кон на черно поле g1 · бял топ на бяло поле h1 | черен топ на бяло поле a8 · черен кон на черно поле b8 · черен офицер на бяло поле c8 · черна дама на черно поле d8 · черен цар на бяло поле e8 · черен офицер на черно поле f8 · черен топ на черно поле h8 · черна пешка на черно поле a7 · черна пешка на бяло поле b7 · черна пешка на черно поле c7 · черна пешка на черно поле e7 · черна пешка на бяло поле f7 · черна пешка на черно поле g7 · черна пешка на бяло поле h7 · черен кон на черно поле b6 · черна пешка на черно поле d6 · бяла пешка на черно поле e5 · бяла пешка на бяло поле c4 · бяла пешка на черно поле d4 · бяла пешка на черно поле f4 · бяла пешка на бяло поле a2 · бяла пешка на черно поле b2 · бяла пешка на бяло поле g2 · бяла пешка на черно поле h2 · бял топ на черно поле a1 · бял кон на бяло поле b1 · бял офицер на черно поле c1 · бяла дама на бяло поле d1 · бял цар на черно поле e1 · бял офицер на бяло поле f1 · бял кон на черно поле g1 · бял топ на бяло поле h1 | черен топ на бяло поле a8 · черен кон на черно поле b8 · черен офицер на бяло поле c8 · черна дама на черно поле d8 · черен цар на бяло поле e8 · черен офицер на черно поле f8 · черен топ на черно поле h8 · черна пешка на черно поле a7 · черна пешка на бяло поле b7 · черна пешка на черно поле c7 · черна пешка на черно поле e7 · черна пешка на бяло поле f7 · черна пешка на черно поле g7 · черна пешка на бяло поле h7 · черен кон на черно поле b6 · черна пешка на черно поле d6 · бяла пешка на черно поле e5 · бяла пешка на бяло поле c4 · бяла пешка на черно поле d4 · бяла пешка на черно поле f4 · бяла пешка на бяло поле a2 · бяла пешка на черно поле b2 · бяла пешка на бяло поле g2 · бяла пешка на черно поле h2 · бял топ на черно поле a1 · бял кон на бяло поле b1 · бял офицер на черно поле c1 · бяла дама на бяло поле d1 · бял цар на черно поле e1 · бял офицер на бяло поле f1 · бял кон на черно поле g1 · бял топ на бяло поле h1 | черен топ на бяло поле a8 · черен кон на черно поле b8 · черен офицер на бяло поле c8 · черна дама на черно поле d8 · черен цар на бяло поле e8 · черен офицер на черно поле f8 · черен топ на черно поле h8 · черна пешка на черно поле a7 · черна пешка на бяло поле b7 · черна пешка на черно поле c7 · черна пешка на черно поле e7 · черна пешка на бяло поле f7 · черна пешка на черно поле g7 · черна пешка на бяло поле h7 · черен кон на черно поле b6 · черна пешка на черно поле d6 · бяла пешка на черно поле e5 · бяла пешка на бяло поле c4 · бяла пешка на черно поле d4 · бяла пешка на черно поле f4 · бяла пешка на бяло поле a2 · бяла пешка на черно поле b2 · бяла пешка на бяло поле g2 · бяла пешка на черно поле h2 · бял топ на черно поле a1 · бял кон на бяло поле b1 · бял офицер на черно поле c1 · бяла дама на бяло поле d1 · бял цар на черно поле e1 · бял офицер на бяло поле f1 · бял кон на черно поле g1 · бял топ на бяло поле h1 | 6 |
| 5 | черен топ на бяло поле a8 · черен кон на черно поле b8 · черен офицер на бяло поле c8 · черна дама на черно поле d8 · черен цар на бяло поле e8 · черен офицер на черно поле f8 · черен топ на черно поле h8 · черна пешка на черно поле a7 · черна пешка на бяло поле b7 · черна пешка на черно поле c7 · черна пешка на черно поле e7 · черна пешка на бяло поле f7 · черна пешка на черно поле g7 · черна пешка на бяло поле h7 · черен кон на черно поле b6 · черна пешка на черно поле d6 · бяла пешка на черно поле e5 · бяла пешка на бяло поле c4 · бяла пешка на черно поле d4 · бяла пешка на черно поле f4 · бяла пешка на бяло поле a2 · бяла пешка на черно поле b2 · бяла пешка на бяло поле g2 · бяла пешка на черно поле h2 · бял топ на черно поле a1 · бял кон на бяло поле b1 · бял офицер на черно поле c1 · бяла дама на бяло поле d1 · бял цар на черно поле e1 · бял офицер на бяло поле f1 · бял кон на черно поле g1 · бял топ на бяло поле h1 | черен топ на бяло поле a8 · черен кон на черно поле b8 · черен офицер на бяло поле c8 · черна дама на черно поле d8 · черен цар на бяло поле e8 · черен офицер на черно поле f8 · черен топ на черно поле h8 · черна пешка на черно поле a7 · черна пешка на бяло поле b7 · черна пешка на черно поле c7 · черна пешка на черно поле e7 · черна пешка на бяло поле f7 · черна пешка на черно поле g7 · черна пешка на бяло поле h7 · черен кон на черно поле b6 · черна пешка на черно поле d6 · бяла пешка на черно поле e5 · бяла пешка на бяло поле c4 · бяла пешка на черно поле d4 · бяла пешка на черно поле f4 · бяла пешка на бяло поле a2 · бяла пешка на черно поле b2 · бяла пешка на бяло поле g2 · бяла пешка на черно поле h2 · бял топ на черно поле a1 · бял кон на бяло поле b1 · бял офицер на черно поле c1 · бяла дама на бяло поле d1 · бял цар на черно поле e1 · бял офицер на бяло поле f1 · бял кон на черно поле g1 · бял топ на бяло поле h1 | черен топ на бяло поле a8 · черен кон на черно поле b8 · черен офицер на бяло поле c8 · черна дама на черно поле d8 · черен цар на бяло поле e8 · черен офицер на черно поле f8 · черен топ на черно поле h8 · черна пешка на черно поле a7 · черна пешка на бяло поле b7 · черна пешка на черно поле c7 · черна пешка на черно поле e7 · черна пешка на бяло поле f7 · черна пешка на черно поле g7 · черна пешка на бяло поле h7 · черен кон на черно поле b6 · черна пешка на черно поле d6 · бяла пешка на черно поле e5 · бяла пешка на бяло поле c4 · бяла пешка на черно поле d4 · бяла пешка на черно поле f4 · бяла пешка на бяло поле a2 · бяла пешка на черно поле b2 · бяла пешка на бяло поле g2 · бяла пешка на черно поле h2 · бял топ на черно поле a1 · бял кон на бяло поле b1 · бял офицер на черно поле c1 · бяла дама на бяло поле d1 · бял цар на черно поле e1 · бял офицер на бяло поле f1 · бял кон на черно поле g1 · бял топ на бяло поле h1 | черен топ на бяло поле a8 · черен кон на черно поле b8 · черен офицер на бяло поле c8 · черна дама на черно поле d8 · черен цар на бяло поле e8 · черен офицер на черно поле f8 · черен топ на черно поле h8 · черна пешка на черно поле a7 · черна пешка на бяло поле b7 · черна пешка на черно поле c7 · черна пешка на черно поле e7 · черна пешка на бяло поле f7 · черна пешка на черно поле g7 · черна пешка на бяло поле h7 · черен кон на черно поле b6 · черна пешка на черно поле d6 · бяла пешка на черно поле e5 · бяла пешка на бяло поле c4 · бяла пешка на черно поле d4 · бяла пешка на черно поле f4 · бяла пешка на бяло поле a2 · бяла пешка на черно поле b2 · бяла пешка на бяло поле g2 · бяла пешка на черно поле h2 · бял топ на черно поле a1 · бял кон на бяло поле b1 · бял офицер на черно поле c1 · бяла дама на бяло поле d1 · бял цар на черно поле e1 · бял офицер на бяло поле f1 · бял кон на черно поле g1 · бял топ на бяло поле h1 | черен топ на бяло поле a8 · черен кон на черно поле b8 · черен офицер на бяло поле c8 · черна дама на черно поле d8 · черен цар на бяло поле e8 · черен офицер на черно поле f8 · черен топ на черно поле h8 · черна пешка на черно поле a7 · черна пешка на бяло поле b7 · черна пешка на черно поле c7 · черна пешка на черно поле e7 · черна пешка на бяло поле f7 · черна пешка на черно поле g7 · черна пешка на бяло поле h7 · черен кон на черно поле b6 · черна пешка на черно поле d6 · бяла пешка на черно поле e5 · бяла пешка на бяло поле c4 · бяла пешка на черно поле d4 · бяла пешка на черно поле f4 · бяла пешка на бяло поле a2 · бяла пешка на черно поле b2 · бяла пешка на бяло поле g2 · бяла пешка на черно поле h2 · бял топ на черно поле a1 · бял кон на бяло поле b1 · бял офицер на черно поле c1 · бяла дама на бяло поле d1 · бял цар на черно поле e1 · бял офицер на бяло поле f1 · бял кон на черно поле g1 · бял топ на бяло поле h1 | черен топ на бяло поле a8 · черен кон на черно поле b8 · черен офицер на бяло поле c8 · черна дама на черно поле d8 · черен цар на бяло поле e8 · черен офицер на черно поле f8 · черен топ на черно поле h8 · черна пешка на черно поле a7 · черна пешка на бяло поле b7 · черна пешка на черно поле c7 · черна пешка на черно поле e7 · черна пешка на бяло поле f7 · черна пешка на черно поле g7 · черна пешка на бяло поле h7 · черен кон на черно поле b6 · черна пешка на черно поле d6 · бяла пешка на черно поле e5 · бяла пешка на бяло поле c4 · бяла пешка на черно поле d4 · бяла пешка на черно поле f4 · бяла пешка на бяло поле a2 · бяла пешка на черно поле b2 · бяла пешка на бяло поле g2 · бяла пешка на черно поле h2 · бял топ на черно поле a1 · бял кон на бяло поле b1 · бял офицер на черно поле c1 · бяла дама на бяло поле d1 · бял цар на черно поле e1 · бял офицер на бяло поле f1 · бял кон на черно поле g1 · бял топ на бяло поле h1 | черен топ на бяло поле a8 · черен кон на черно поле b8 · черен офицер на бяло поле c8 · черна дама на черно поле d8 · черен цар на бяло поле e8 · черен офицер на черно поле f8 · черен топ на черно поле h8 · черна пешка на черно поле a7 · черна пешка на бяло поле b7 · черна пешка на черно поле c7 · черна пешка на черно поле e7 · черна пешка на бяло поле f7 · черна пешка на черно поле g7 · черна пешка на бяло поле h7 · черен кон на черно поле b6 · черна пешка на черно поле d6 · бяла пешка на черно поле e5 · бяла пешка на бяло поле c4 · бяла пешка на черно поле d4 · бяла пешка на черно поле f4 · бяла пешка на бяло поле a2 · бяла пешка на черно поле b2 · бяла пешка на бяло поле g2 · бяла пешка на черно поле h2 · бял топ на черно поле a1 · бял кон на бяло поле b1 · бял офицер на черно поле c1 · бяла дама на бяло поле d1 · бял цар на черно поле e1 · бял офицер на бяло поле f1 · бял кон на черно поле g1 · бял топ на бяло поле h1 | черен топ на бяло поле a8 · черен кон на черно поле b8 · черен офицер на бяло поле c8 · черна дама на черно поле d8 · черен цар на бяло поле e8 · черен офицер на черно поле f8 · черен топ на черно поле h8 · черна пешка на черно поле a7 · черна пешка на бяло поле b7 · черна пешка на черно поле c7 · черна пешка на черно поле e7 · черна пешка на бяло поле f7 · черна пешка на черно поле g7 · черна пешка на бяло поле h7 · черен кон на черно поле b6 · черна пешка на черно поле d6 · бяла пешка на черно поле e5 · бяла пешка на бяло поле c4 · бяла пешка на черно поле d4 · бяла пешка на черно поле f4 · бяла пешка на бяло поле a2 · бяла пешка на черно поле b2 · бяла пешка на бяло поле g2 · бяла пешка на черно поле h2 · бял топ на черно поле a1 · бял кон на бяло поле b1 · бял офицер на черно поле c1 · бяла дама на бяло поле d1 · бял цар на черно поле e1 · бял офицер на бяло поле f1 · бял кон на черно поле g1 · бял топ на бяло поле h1 | 5 |
| 4 | черен топ на бяло поле a8 · черен кон на черно поле b8 · черен офицер на бяло поле c8 · черна дама на черно поле d8 · черен цар на бяло поле e8 · черен офицер на черно поле f8 · черен топ на черно поле h8 · черна пешка на черно поле a7 · черна пешка на бяло поле b7 · черна пешка на черно поле c7 · черна пешка на черно поле e7 · черна пешка на бяло поле f7 · черна пешка на черно поле g7 · черна пешка на бяло поле h7 · черен кон на черно поле b6 · черна пешка на черно поле d6 · бяла пешка на черно поле e5 · бяла пешка на бяло поле c4 · бяла пешка на черно поле d4 · бяла пешка на черно поле f4 · бяла пешка на бяло поле a2 · бяла пешка на черно поле b2 · бяла пешка на бяло поле g2 · бяла пешка на черно поле h2 · бял топ на черно поле a1 · бял кон на бяло поле b1 · бял офицер на черно поле c1 · бяла дама на бяло поле d1 · бял цар на черно поле e1 · бял офицер на бяло поле f1 · бял кон на черно поле g1 · бял топ на бяло поле h1 | черен топ на бяло поле a8 · черен кон на черно поле b8 · черен офицер на бяло поле c8 · черна дама на черно поле d8 · черен цар на бяло поле e8 · черен офицер на черно поле f8 · черен топ на черно поле h8 · черна пешка на черно поле a7 · черна пешка на бяло поле b7 · черна пешка на черно поле c7 · черна пешка на черно поле e7 · черна пешка на бяло поле f7 · черна пешка на черно поле g7 · черна пешка на бяло поле h7 · черен кон на черно поле b6 · черна пешка на черно поле d6 · бяла пешка на черно поле e5 · бяла пешка на бяло поле c4 · бяла пешка на черно поле d4 · бяла пешка на черно поле f4 · бяла пешка на бяло поле a2 · бяла пешка на черно поле b2 · бяла пешка на бяло поле g2 · бяла пешка на черно поле h2 · бял топ на черно поле a1 · бял кон на бяло поле b1 · бял офицер на черно поле c1 · бяла дама на бяло поле d1 · бял цар на черно поле e1 · бял офицер на бяло поле f1 · бял кон на черно поле g1 · бял топ на бяло поле h1 | черен топ на бяло поле a8 · черен кон на черно поле b8 · черен офицер на бяло поле c8 · черна дама на черно поле d8 · черен цар на бяло поле e8 · черен офицер на черно поле f8 · черен топ на черно поле h8 · черна пешка на черно поле a7 · черна пешка на бяло поле b7 · черна пешка на черно поле c7 · черна пешка на черно поле e7 · черна пешка на бяло поле f7 · черна пешка на черно поле g7 · черна пешка на бяло поле h7 · черен кон на черно поле b6 · черна пешка на черно поле d6 · бяла пешка на черно поле e5 · бяла пешка на бяло поле c4 · бяла пешка на черно поле d4 · бяла пешка на черно поле f4 · бяла пешка на бяло поле a2 · бяла пешка на черно поле b2 · бяла пешка на бяло поле g2 · бяла пешка на черно поле h2 · бял топ на черно поле a1 · бял кон на бяло поле b1 · бял офицер на черно поле c1 · бяла дама на бяло поле d1 · бял цар на черно поле e1 · бял офицер на бяло поле f1 · бял кон на черно поле g1 · бял топ на бяло поле h1 | черен топ на бяло поле a8 · черен кон на черно поле b8 · черен офицер на бяло поле c8 · черна дама на черно поле d8 · черен цар на бяло поле e8 · черен офицер на черно поле f8 · черен топ на черно поле h8 · черна пешка на черно поле a7 · черна пешка на бяло поле b7 · черна пешка на черно поле c7 · черна пешка на черно поле e7 · черна пешка на бяло поле f7 · черна пешка на черно поле g7 · черна пешка на бяло поле h7 · черен кон на черно поле b6 · черна пешка на черно поле d6 · бяла пешка на черно поле e5 · бяла пешка на бяло поле c4 · бяла пешка на черно поле d4 · бяла пешка на черно поле f4 · бяла пешка на бяло поле a2 · бяла пешка на черно поле b2 · бяла пешка на бяло поле g2 · бяла пешка на черно поле h2 · бял топ на черно поле a1 · бял кон на бяло поле b1 · бял офицер на черно поле c1 · бяла дама на бяло поле d1 · бял цар на черно поле e1 · бял офицер на бяло поле f1 · бял кон на черно поле g1 · бял топ на бяло поле h1 | черен топ на бяло поле a8 · черен кон на черно поле b8 · черен офицер на бяло поле c8 · черна дама на черно поле d8 · черен цар на бяло поле e8 · черен офицер на черно поле f8 · черен топ на черно поле h8 · черна пешка на черно поле a7 · черна пешка на бяло поле b7 · черна пешка на черно поле c7 · черна пешка на черно поле e7 · черна пешка на бяло поле f7 · черна пешка на черно поле g7 · черна пешка на бяло поле h7 · черен кон на черно поле b6 · черна пешка на черно поле d6 · бяла пешка на черно поле e5 · бяла пешка на бяло поле c4 · бяла пешка на черно поле d4 · бяла пешка на черно поле f4 · бяла пешка на бяло поле a2 · бяла пешка на черно поле b2 · бяла пешка на бяло поле g2 · бяла пешка на черно поле h2 · бял топ на черно поле a1 · бял кон на бяло поле b1 · бял офицер на черно поле c1 · бяла дама на бяло поле d1 · бял цар на черно поле e1 · бял офицер на бяло поле f1 · бял кон на черно поле g1 · бял топ на бяло поле h1 | черен топ на бяло поле a8 · черен кон на черно поле b8 · черен офицер на бяло поле c8 · черна дама на черно поле d8 · черен цар на бяло поле e8 · черен офицер на черно поле f8 · черен топ на черно поле h8 · черна пешка на черно поле a7 · черна пешка на бяло поле b7 · черна пешка на черно поле c7 · черна пешка на черно поле e7 · черна пешка на бяло поле f7 · черна пешка на черно поле g7 · черна пешка на бяло поле h7 · черен кон на черно поле b6 · черна пешка на черно поле d6 · бяла пешка на черно поле e5 · бяла пешка на бяло поле c4 · бяла пешка на черно поле d4 · бяла пешка на черно поле f4 · бяла пешка на бяло поле a2 · бяла пешка на черно поле b2 · бяла пешка на бяло поле g2 · бяла пешка на черно поле h2 · бял топ на черно поле a1 · бял кон на бяло поле b1 · бял офицер на черно поле c1 · бяла дама на бяло поле d1 · бял цар на черно поле e1 · бял офицер на бяло поле f1 · бял кон на черно поле g1 · бял топ на бяло поле h1 | черен топ на бяло поле a8 · черен кон на черно поле b8 · черен офицер на бяло поле c8 · черна дама на черно поле d8 · черен цар на бяло поле e8 · черен офицер на черно поле f8 · черен топ на черно поле h8 · черна пешка на черно поле a7 · черна пешка на бяло поле b7 · черна пешка на черно поле c7 · черна пешка на черно поле e7 · черна пешка на бяло поле f7 · черна пешка на черно поле g7 · черна пешка на бяло поле h7 · черен кон на черно поле b6 · черна пешка на черно поле d6 · бяла пешка на черно поле e5 · бяла пешка на бяло поле c4 · бяла пешка на черно поле d4 · бяла пешка на черно поле f4 · бяла пешка на бяло поле a2 · бяла пешка на черно поле b2 · бяла пешка на бяло поле g2 · бяла пешка на черно поле h2 · бял топ на черно поле a1 · бял кон на бяло поле b1 · бял офицер на черно поле c1 · бяла дама на бяло поле d1 · бял цар на черно поле e1 · бял офицер на бяло поле f1 · бял кон на черно поле g1 · бял топ на бяло поле h1 | черен топ на бяло поле a8 · черен кон на черно поле b8 · черен офицер на бяло поле c8 · черна дама на черно поле d8 · черен цар на бяло поле e8 · черен офицер на черно поле f8 · черен топ на черно поле h8 · черна пешка на черно поле a7 · черна пешка на бяло поле b7 · черна пешка на черно поле c7 · черна пешка на черно поле e7 · черна пешка на бяло поле f7 · черна пешка на черно поле g7 · черна пешка на бяло поле h7 · черен кон на черно поле b6 · черна пешка на черно поле d6 · бяла пешка на черно поле e5 · бяла пешка на бяло поле c4 · бяла пешка на черно поле d4 · бяла пешка на черно поле f4 · бяла пешка на бяло поле a2 · бяла пешка на черно поле b2 · бяла пешка на бяло поле g2 · бяла пешка на черно поле h2 · бял топ на черно поле a1 · бял кон на бяло поле b1 · бял офицер на черно поле c1 · бяла дама на бяло поле d1 · бял цар на черно поле e1 · бял офицер на бяло поле f1 · бял кон на черно поле g1 · бял топ на бяло поле h1 | 4 |
| 3 | черен топ на бяло поле a8 · черен кон на черно поле b8 · черен офицер на бяло поле c8 · черна дама на черно поле d8 · черен цар на бяло поле e8 · черен офицер на черно поле f8 · черен топ на черно поле h8 · черна пешка на черно поле a7 · черна пешка на бяло поле b7 · черна пешка на черно поле c7 · черна пешка на черно поле e7 · черна пешка на бяло поле f7 · черна пешка на черно поле g7 · черна пешка на бяло поле h7 · черен кон на черно поле b6 · черна пешка на черно поле d6 · бяла пешка на черно поле e5 · бяла пешка на бяло поле c4 · бяла пешка на черно поле d4 · бяла пешка на черно поле f4 · бяла пешка на бяло поле a2 · бяла пешка на черно поле b2 · бяла пешка на бяло поле g2 · бяла пешка на черно поле h2 · бял топ на черно поле a1 · бял кон на бяло поле b1 · бял офицер на черно поле c1 · бяла дама на бяло поле d1 · бял цар на черно поле e1 · бял офицер на бяло поле f1 · бял кон на черно поле g1 · бял топ на бяло поле h1 | черен топ на бяло поле a8 · черен кон на черно поле b8 · черен офицер на бяло поле c8 · черна дама на черно поле d8 · черен цар на бяло поле e8 · черен офицер на черно поле f8 · черен топ на черно поле h8 · черна пешка на черно поле a7 · черна пешка на бяло поле b7 · черна пешка на черно поле c7 · черна пешка на черно поле e7 · черна пешка на бяло поле f7 · черна пешка на черно поле g7 · черна пешка на бяло поле h7 · черен кон на черно поле b6 · черна пешка на черно поле d6 · бяла пешка на черно поле e5 · бяла пешка на бяло поле c4 · бяла пешка на черно поле d4 · бяла пешка на черно поле f4 · бяла пешка на бяло поле a2 · бяла пешка на черно поле b2 · бяла пешка на бяло поле g2 · бяла пешка на черно поле h2 · бял топ на черно поле a1 · бял кон на бяло поле b1 · бял офицер на черно поле c1 · бяла дама на бяло поле d1 · бял цар на черно поле e1 · бял офицер на бяло поле f1 · бял кон на черно поле g1 · бял топ на бяло поле h1 | черен топ на бяло поле a8 · черен кон на черно поле b8 · черен офицер на бяло поле c8 · черна дама на черно поле d8 · черен цар на бяло поле e8 · черен офицер на черно поле f8 · черен топ на черно поле h8 · черна пешка на черно поле a7 · черна пешка на бяло поле b7 · черна пешка на черно поле c7 · черна пешка на черно поле e7 · черна пешка на бяло поле f7 · черна пешка на черно поле g7 · черна пешка на бяло поле h7 · черен кон на черно поле b6 · черна пешка на черно поле d6 · бяла пешка на черно поле e5 · бяла пешка на бяло поле c4 · бяла пешка на черно поле d4 · бяла пешка на черно поле f4 · бяла пешка на бяло поле a2 · бяла пешка на черно поле b2 · бяла пешка на бяло поле g2 · бяла пешка на черно поле h2 · бял топ на черно поле a1 · бял кон на бяло поле b1 · бял офицер на черно поле c1 · бяла дама на бяло поле d1 · бял цар на черно поле e1 · бял офицер на бяло поле f1 · бял кон на черно поле g1 · бял топ на бяло поле h1 | черен топ на бяло поле a8 · черен кон на черно поле b8 · черен офицер на бяло поле c8 · черна дама на черно поле d8 · черен цар на бяло поле e8 · черен офицер на черно поле f8 · черен топ на черно поле h8 · черна пешка на черно поле a7 · черна пешка на бяло поле b7 · черна пешка на черно поле c7 · черна пешка на черно поле e7 · черна пешка на бяло поле f7 · черна пешка на черно поле g7 · черна пешка на бяло поле h7 · черен кон на черно поле b6 · черна пешка на черно поле d6 · бяла пешка на черно поле e5 · бяла пешка на бяло поле c4 · бяла пешка на черно поле d4 · бяла пешка на черно поле f4 · бяла пешка на бяло поле a2 · бяла пешка на черно поле b2 · бяла пешка на бяло поле g2 · бяла пешка на черно поле h2 · бял топ на черно поле a1 · бял кон на бяло поле b1 · бял офицер на черно поле c1 · бяла дама на бяло поле d1 · бял цар на черно поле e1 · бял офицер на бяло поле f1 · бял кон на черно поле g1 · бял топ на бяло поле h1 | черен топ на бяло поле a8 · черен кон на черно поле b8 · черен офицер на бяло поле c8 · черна дама на черно поле d8 · черен цар на бяло поле e8 · черен офицер на черно поле f8 · черен топ на черно поле h8 · черна пешка на черно поле a7 · черна пешка на бяло поле b7 · черна пешка на черно поле c7 · черна пешка на черно поле e7 · черна пешка на бяло поле f7 · черна пешка на черно поле g7 · черна пешка на бяло поле h7 · черен кон на черно поле b6 · черна пешка на черно поле d6 · бяла пешка на черно поле e5 · бяла пешка на бяло поле c4 · бяла пешка на черно поле d4 · бяла пешка на черно поле f4 · бяла пешка на бяло поле a2 · бяла пешка на черно поле b2 · бяла пешка на бяло поле g2 · бяла пешка на черно поле h2 · бял топ на черно поле a1 · бял кон на бяло поле b1 · бял офицер на черно поле c1 · бяла дама на бяло поле d1 · бял цар на черно поле e1 · бял офицер на бяло поле f1 · бял кон на черно поле g1 · бял топ на бяло поле h1 | черен топ на бяло поле a8 · черен кон на черно поле b8 · черен офицер на бяло поле c8 · черна дама на черно поле d8 · черен цар на бяло поле e8 · черен офицер на черно поле f8 · черен топ на черно поле h8 · черна пешка на черно поле a7 · черна пешка на бяло поле b7 · черна пешка на черно поле c7 · черна пешка на черно поле e7 · черна пешка на бяло поле f7 · черна пешка на черно поле g7 · черна пешка на бяло поле h7 · черен кон на черно поле b6 · черна пешка на черно поле d6 · бяла пешка на черно поле e5 · бяла пешка на бяло поле c4 · бяла пешка на черно поле d4 · бяла пешка на черно поле f4 · бяла пешка на бяло поле a2 · бяла пешка на черно поле b2 · бяла пешка на бяло поле g2 · бяла пешка на черно поле h2 · бял топ на черно поле a1 · бял кон на бяло поле b1 · бял офицер на черно поле c1 · бяла дама на бяло поле d1 · бял цар на черно поле e1 · бял офицер на бяло поле f1 · бял кон на черно поле g1 · бял топ на бяло поле h1 | черен топ на бяло поле a8 · черен кон на черно поле b8 · черен офицер на бяло поле c8 · черна дама на черно поле d8 · черен цар на бяло поле e8 · черен офицер на черно поле f8 · черен топ на черно поле h8 · черна пешка на черно поле a7 · черна пешка на бяло поле b7 · черна пешка на черно поле c7 · черна пешка на черно поле e7 · черна пешка на бяло поле f7 · черна пешка на черно поле g7 · черна пешка на бяло поле h7 · черен кон на черно поле b6 · черна пешка на черно поле d6 · бяла пешка на черно поле e5 · бяла пешка на бяло поле c4 · бяла пешка на черно поле d4 · бяла пешка на черно поле f4 · бяла пешка на бяло поле a2 · бяла пешка на черно поле b2 · бяла пешка на бяло поле g2 · бяла пешка на черно поле h2 · бял топ на черно поле a1 · бял кон на бяло поле b1 · бял офицер на черно поле c1 · бяла дама на бяло поле d1 · бял цар на черно поле e1 · бял офицер на бяло поле f1 · бял кон на черно поле g1 · бял топ на бяло поле h1 | черен топ на бяло поле a8 · черен кон на черно поле b8 · черен офицер на бяло поле c8 · черна дама на черно поле d8 · черен цар на бяло поле e8 · черен офицер на черно поле f8 · черен топ на черно поле h8 · черна пешка на черно поле a7 · черна пешка на бяло поле b7 · черна пешка на черно поле c7 · черна пешка на черно поле e7 · черна пешка на бяло поле f7 · черна пешка на черно поле g7 · черна пешка на бяло поле h7 · черен кон на черно поле b6 · черна пешка на черно поле d6 · бяла пешка на черно поле e5 · бяла пешка на бяло поле c4 · бяла пешка на черно поле d4 · бяла пешка на черно поле f4 · бяла пешка на бяло поле a2 · бяла пешка на черно поле b2 · бяла пешка на бяло поле g2 · бяла пешка на черно поле h2 · бял топ на черно поле a1 · бял кон на бяло поле b1 · бял офицер на черно поле c1 · бяла дама на бяло поле d1 · бял цар на черно поле e1 · бял офицер на бяло поле f1 · бял кон на черно поле g1 · бял топ на бяло поле h1 | 3 |
| 2 | черен топ на бяло поле a8 · черен кон на черно поле b8 · черен офицер на бяло поле c8 · черна дама на черно поле d8 · черен цар на бяло поле e8 · черен офицер на черно поле f8 · черен топ на черно поле h8 · черна пешка на черно поле a7 · черна пешка на бяло поле b7 · черна пешка на черно поле c7 · черна пешка на черно поле e7 · черна пешка на бяло поле f7 · черна пешка на черно поле g7 · черна пешка на бяло поле h7 · черен кон на черно поле b6 · черна пешка на черно поле d6 · бяла пешка на черно поле e5 · бяла пешка на бяло поле c4 · бяла пешка на черно поле d4 · бяла пешка на черно поле f4 · бяла пешка на бяло поле a2 · бяла пешка на черно поле b2 · бяла пешка на бяло поле g2 · бяла пешка на черно поле h2 · бял топ на черно поле a1 · бял кон на бяло поле b1 · бял офицер на черно поле c1 · бяла дама на бяло поле d1 · бял цар на черно поле e1 · бял офицер на бяло поле f1 · бял кон на черно поле g1 · бял топ на бяло поле h1 | черен топ на бяло поле a8 · черен кон на черно поле b8 · черен офицер на бяло поле c8 · черна дама на черно поле d8 · черен цар на бяло поле e8 · черен офицер на черно поле f8 · черен топ на черно поле h8 · черна пешка на черно поле a7 · черна пешка на бяло поле b7 · черна пешка на черно поле c7 · черна пешка на черно поле e7 · черна пешка на бяло поле f7 · черна пешка на черно поле g7 · черна пешка на бяло поле h7 · черен кон на черно поле b6 · черна пешка на черно поле d6 · бяла пешка на черно поле e5 · бяла пешка на бяло поле c4 · бяла пешка на черно поле d4 · бяла пешка на черно поле f4 · бяла пешка на бяло поле a2 · бяла пешка на черно поле b2 · бяла пешка на бяло поле g2 · бяла пешка на черно поле h2 · бял топ на черно поле a1 · бял кон на бяло поле b1 · бял офицер на черно поле c1 · бяла дама на бяло поле d1 · бял цар на черно поле e1 · бял офицер на бяло поле f1 · бял кон на черно поле g1 · бял топ на бяло поле h1 | черен топ на бяло поле a8 · черен кон на черно поле b8 · черен офицер на бяло поле c8 · черна дама на черно поле d8 · черен цар на бяло поле e8 · черен офицер на черно поле f8 · черен топ на черно поле h8 · черна пешка на черно поле a7 · черна пешка на бяло поле b7 · черна пешка на черно поле c7 · черна пешка на черно поле e7 · черна пешка на бяло поле f7 · черна пешка на черно поле g7 · черна пешка на бяло поле h7 · черен кон на черно поле b6 · черна пешка на черно поле d6 · бяла пешка на черно поле e5 · бяла пешка на бяло поле c4 · бяла пешка на черно поле d4 · бяла пешка на черно поле f4 · бяла пешка на бяло поле a2 · бяла пешка на черно поле b2 · бяла пешка на бяло поле g2 · бяла пешка на черно поле h2 · бял топ на черно поле a1 · бял кон на бяло поле b1 · бял офицер на черно поле c1 · бяла дама на бяло поле d1 · бял цар на черно поле e1 · бял офицер на бяло поле f1 · бял кон на черно поле g1 · бял топ на бяло поле h1 | черен топ на бяло поле a8 · черен кон на черно поле b8 · черен офицер на бяло поле c8 · черна дама на черно поле d8 · черен цар на бяло поле e8 · черен офицер на черно поле f8 · черен топ на черно поле h8 · черна пешка на черно поле a7 · черна пешка на бяло поле b7 · черна пешка на черно поле c7 · черна пешка на черно поле e7 · черна пешка на бяло поле f7 · черна пешка на черно поле g7 · черна пешка на бяло поле h7 · черен кон на черно поле b6 · черна пешка на черно поле d6 · бяла пешка на черно поле e5 · бяла пешка на бяло поле c4 · бяла пешка на черно поле d4 · бяла пешка на черно поле f4 · бяла пешка на бяло поле a2 · бяла пешка на черно поле b2 · бяла пешка на бяло поле g2 · бяла пешка на черно поле h2 · бял топ на черно поле a1 · бял кон на бяло поле b1 · бял офицер на черно поле c1 · бяла дама на бяло поле d1 · бял цар на черно поле e1 · бял офицер на бяло поле f1 · бял кон на черно поле g1 · бял топ на бяло поле h1 | черен топ на бяло поле a8 · черен кон на черно поле b8 · черен офицер на бяло поле c8 · черна дама на черно поле d8 · черен цар на бяло поле e8 · черен офицер на черно поле f8 · черен топ на черно поле h8 · черна пешка на черно поле a7 · черна пешка на бяло поле b7 · черна пешка на черно поле c7 · черна пешка на черно поле e7 · черна пешка на бяло поле f7 · черна пешка на черно поле g7 · черна пешка на бяло поле h7 · черен кон на черно поле b6 · черна пешка на черно поле d6 · бяла пешка на черно поле e5 · бяла пешка на бяло поле c4 · бяла пешка на черно поле d4 · бяла пешка на черно поле f4 · бяла пешка на бяло поле a2 · бяла пешка на черно поле b2 · бяла пешка на бяло поле g2 · бяла пешка на черно поле h2 · бял топ на черно поле a1 · бял кон на бяло поле b1 · бял офицер на черно поле c1 · бяла дама на бяло поле d1 · бял цар на черно поле e1 · бял офицер на бяло поле f1 · бял кон на черно поле g1 · бял топ на бяло поле h1 | черен топ на бяло поле a8 · черен кон на черно поле b8 · черен офицер на бяло поле c8 · черна дама на черно поле d8 · черен цар на бяло поле e8 · черен офицер на черно поле f8 · черен топ на черно поле h8 · черна пешка на черно поле a7 · черна пешка на бяло поле b7 · черна пешка на черно поле c7 · черна пешка на черно поле e7 · черна пешка на бяло поле f7 · черна пешка на черно поле g7 · черна пешка на бяло поле h7 · черен кон на черно поле b6 · черна пешка на черно поле d6 · бяла пешка на черно поле e5 · бяла пешка на бяло поле c4 · бяла пешка на черно поле d4 · бяла пешка на черно поле f4 · бяла пешка на бяло поле a2 · бяла пешка на черно поле b2 · бяла пешка на бяло поле g2 · бяла пешка на черно поле h2 · бял топ на черно поле a1 · бял кон на бяло поле b1 · бял офицер на черно поле c1 · бяла дама на бяло поле d1 · бял цар на черно поле e1 · бял офицер на бяло поле f1 · бял кон на черно поле g1 · бял топ на бяло поле h1 | черен топ на бяло поле a8 · черен кон на черно поле b8 · черен офицер на бяло поле c8 · черна дама на черно поле d8 · черен цар на бяло поле e8 · черен офицер на черно поле f8 · черен топ на черно поле h8 · черна пешка на черно поле a7 · черна пешка на бяло поле b7 · черна пешка на черно поле c7 · черна пешка на черно поле e7 · черна пешка на бяло поле f7 · черна пешка на черно поле g7 · черна пешка на бяло поле h7 · черен кон на черно поле b6 · черна пешка на черно поле d6 · бяла пешка на черно поле e5 · бяла пешка на бяло поле c4 · бяла пешка на черно поле d4 · бяла пешка на черно поле f4 · бяла пешка на бяло поле a2 · бяла пешка на черно поле b2 · бяла пешка на бяло поле g2 · бяла пешка на черно поле h2 · бял топ на черно поле a1 · бял кон на бяло поле b1 · бял офицер на черно поле c1 · бяла дама на бяло поле d1 · бял цар на черно поле e1 · бял офицер на бяло поле f1 · бял кон на черно поле g1 · бял топ на бяло поле h1 | черен топ на бяло поле a8 · черен кон на черно поле b8 · черен офицер на бяло поле c8 · черна дама на черно поле d8 · черен цар на бяло поле e8 · черен офицер на черно поле f8 · черен топ на черно поле h8 · черна пешка на черно поле a7 · черна пешка на бяло поле b7 · черна пешка на черно поле c7 · черна пешка на черно поле e7 · черна пешка на бяло поле f7 · черна пешка на черно поле g7 · черна пешка на бяло поле h7 · черен кон на черно поле b6 · черна пешка на черно поле d6 · бяла пешка на черно поле e5 · бяла пешка на бяло поле c4 · бяла пешка на черно поле d4 · бяла пешка на черно поле f4 · бяла пешка на бяло поле a2 · бяла пешка на черно поле b2 · бяла пешка на бяло поле g2 · бяла пешка на черно поле h2 · бял топ на черно поле a1 · бял кон на бяло поле b1 · бял офицер на черно поле c1 · бяла дама на бяло поле d1 · бял цар на черно поле e1 · бял офицер на бяло поле f1 · бял кон на черно поле g1 · бял топ на бяло поле h1 | 2 |
| 1 | черен топ на бяло поле a8 · черен кон на черно поле b8 · черен офицер на бяло поле c8 · черна дама на черно поле d8 · черен цар на бяло поле e8 · черен офицер на черно поле f8 · черен топ на черно поле h8 · черна пешка на черно поле a7 · черна пешка на бяло поле b7 · черна пешка на черно поле c7 · черна пешка на черно поле e7 · черна пешка на бяло поле f7 · черна пешка на черно поле g7 · черна пешка на бяло поле h7 · черен кон на черно поле b6 · черна пешка на черно поле d6 · бяла пешка на черно поле e5 · бяла пешка на бяло поле c4 · бяла пешка на черно поле d4 · бяла пешка на черно поле f4 · бяла пешка на бяло поле a2 · бяла пешка на черно поле b2 · бяла пешка на бяло поле g2 · бяла пешка на черно поле h2 · бял топ на черно поле a1 · бял кон на бяло поле b1 · бял офицер на черно поле c1 · бяла дама на бяло поле d1 · бял цар на черно поле e1 · бял офицер на бяло поле f1 · бял кон на черно поле g1 · бял топ на бяло поле h1 | черен топ на бяло поле a8 · черен кон на черно поле b8 · черен офицер на бяло поле c8 · черна дама на черно поле d8 · черен цар на бяло поле e8 · черен офицер на черно поле f8 · черен топ на черно поле h8 · черна пешка на черно поле a7 · черна пешка на бяло поле b7 · черна пешка на черно поле c7 · черна пешка на черно поле e7 · черна пешка на бяло поле f7 · черна пешка на черно поле g7 · черна пешка на бяло поле h7 · черен кон на черно поле b6 · черна пешка на черно поле d6 · бяла пешка на черно поле e5 · бяла пешка на бяло поле c4 · бяла пешка на черно поле d4 · бяла пешка на черно поле f4 · бяла пешка на бяло поле a2 · бяла пешка на черно поле b2 · бяла пешка на бяло поле g2 · бяла пешка на черно поле h2 · бял топ на черно поле a1 · бял кон на бяло поле b1 · бял офицер на черно поле c1 · бяла дама на бяло поле d1 · бял цар на черно поле e1 · бял офицер на бяло поле f1 · бял кон на черно поле g1 · бял топ на бяло поле h1 | черен топ на бяло поле a8 · черен кон на черно поле b8 · черен офицер на бяло поле c8 · черна дама на черно поле d8 · черен цар на бяло поле e8 · черен офицер на черно поле f8 · черен топ на черно поле h8 · черна пешка на черно поле a7 · черна пешка на бяло поле b7 · черна пешка на черно поле c7 · черна пешка на черно поле e7 · черна пешка на бяло поле f7 · черна пешка на черно поле g7 · черна пешка на бяло поле h7 · черен кон на черно поле b6 · черна пешка на черно поле d6 · бяла пешка на черно поле e5 · бяла пешка на бяло поле c4 · бяла пешка на черно поле d4 · бяла пешка на черно поле f4 · бяла пешка на бяло поле a2 · бяла пешка на черно поле b2 · бяла пешка на бяло поле g2 · бяла пешка на черно поле h2 · бял топ на черно поле a1 · бял кон на бяло поле b1 · бял офицер на черно поле c1 · бяла дама на бяло поле d1 · бял цар на черно поле e1 · бял офицер на бяло поле f1 · бял кон на черно поле g1 · бял топ на бяло поле h1 | черен топ на бяло поле a8 · черен кон на черно поле b8 · черен офицер на бяло поле c8 · черна дама на черно поле d8 · черен цар на бяло поле e8 · черен офицер на черно поле f8 · черен топ на черно поле h8 · черна пешка на черно поле a7 · черна пешка на бяло поле b7 · черна пешка на черно поле c7 · черна пешка на черно поле e7 · черна пешка на бяло поле f7 · черна пешка на черно поле g7 · черна пешка на бяло поле h7 · черен кон на черно поле b6 · черна пешка на черно поле d6 · бяла пешка на черно поле e5 · бяла пешка на бяло поле c4 · бяла пешка на черно поле d4 · бяла пешка на черно поле f4 · бяла пешка на бяло поле a2 · бяла пешка на черно поле b2 · бяла пешка на бяло поле g2 · бяла пешка на черно поле h2 · бял топ на черно поле a1 · бял кон на бяло поле b1 · бял офицер на черно поле c1 · бяла дама на бяло поле d1 · бял цар на черно поле e1 · бял офицер на бяло поле f1 · бял кон на черно поле g1 · бял топ на бяло поле h1 | черен топ на бяло поле a8 · черен кон на черно поле b8 · черен офицер на бяло поле c8 · черна дама на черно поле d8 · черен цар на бяло поле e8 · черен офицер на черно поле f8 · черен топ на черно поле h8 · черна пешка на черно поле a7 · черна пешка на бяло поле b7 · черна пешка на черно поле c7 · черна пешка на черно поле e7 · черна пешка на бяло поле f7 · черна пешка на черно поле g7 · черна пешка на бяло поле h7 · черен кон на черно поле b6 · черна пешка на черно поле d6 · бяла пешка на черно поле e5 · бяла пешка на бяло поле c4 · бяла пешка на черно поле d4 · бяла пешка на черно поле f4 · бяла пешка на бяло поле a2 · бяла пешка на черно поле b2 · бяла пешка на бяло поле g2 · бяла пешка на черно поле h2 · бял топ на черно поле a1 · бял кон на бяло поле b1 · бял офицер на черно поле c1 · бяла дама на бяло поле d1 · бял цар на черно поле e1 · бял офицер на бяло поле f1 · бял кон на черно поле g1 · бял топ на бяло поле h1 | черен топ на бяло поле a8 · черен кон на черно поле b8 · черен офицер на бяло поле c8 · черна дама на черно поле d8 · черен цар на бяло поле e8 · черен офицер на черно поле f8 · черен топ на черно поле h8 · черна пешка на черно поле a7 · черна пешка на бяло поле b7 · черна пешка на черно поле c7 · черна пешка на черно поле e7 · черна пешка на бяло поле f7 · черна пешка на черно поле g7 · черна пешка на бяло поле h7 · черен кон на черно поле b6 · черна пешка на черно поле d6 · бяла пешка на черно поле e5 · бяла пешка на бяло поле c4 · бяла пешка на черно поле d4 · бяла пешка на черно поле f4 · бяла пешка на бяло поле a2 · бяла пешка на черно поле b2 · бяла пешка на бяло поле g2 · бяла пешка на черно поле h2 · бял топ на черно поле a1 · бял кон на бяло поле b1 · бял офицер на черно поле c1 · бяла дама на бяло поле d1 · бял цар на черно поле e1 · бял офицер на бяло поле f1 · бял кон на черно поле g1 · бял топ на бяло поле h1 | черен топ на бяло поле a8 · черен кон на черно поле b8 · черен офицер на бяло поле c8 · черна дама на черно поле d8 · черен цар на бяло поле e8 · черен офицер на черно поле f8 · черен топ на черно поле h8 · черна пешка на черно поле a7 · черна пешка на бяло поле b7 · черна пешка на черно поле c7 · черна пешка на черно поле e7 · черна пешка на бяло поле f7 · черна пешка на черно поле g7 · черна пешка на бяло поле h7 · черен кон на черно поле b6 · черна пешка на черно поле d6 · бяла пешка на черно поле e5 · бяла пешка на бяло поле c4 · бяла пешка на черно поле d4 · бяла пешка на черно поле f4 · бяла пешка на бяло поле a2 · бяла пешка на черно поле b2 · бяла пешка на бяло поле g2 · бяла пешка на черно поле h2 · бял топ на черно поле a1 · бял кон на бяло поле b1 · бял офицер на черно поле c1 · бяла дама на бяло поле d1 · бял цар на черно поле e1 · бял офицер на бяло поле f1 · бял кон на черно поле g1 · бял топ на бяло поле h1 | черен топ на бяло поле a8 · черен кон на черно поле b8 · черен офицер на бяло поле c8 · черна дама на черно поле d8 · черен цар на бяло поле e8 · черен офицер на черно поле f8 · черен топ на черно поле h8 · черна пешка на черно поле a7 · черна пешка на бяло поле b7 · черна пешка на черно поле c7 · черна пешка на черно поле e7 · черна пешка на бяло поле f7 · черна пешка на черно поле g7 · черна пешка на бяло поле h7 · черен кон на черно поле b6 · черна пешка на черно поле d6 · бяла пешка на черно поле e5 · бяла пешка на бяло поле c4 · бяла пешка на черно поле d4 · бяла пешка на черно поле f4 · бяла пешка на бяло поле a2 · бяла пешка на черно поле b2 · бяла пешка на бяло поле g2 · бяла пешка на черно поле h2 · бял топ на черно поле a1 · бял кон на бяло поле b1 · бял офицер на черно поле c1 · бяла дама на бяло поле d1 · бял цар на черно поле e1 · бял офицер на бяло поле f1 · бял кон на черно поле g1 · бял топ на бяло поле h1 | 1 |
|   | a | b | c | d | e | f | g | h |   |

|   | a | b | c | d | e | f | g | h |   |
| 8 | черен топ на бяло поле a8 · черен кон на черно поле b8 · черен офицер на бяло поле c8 · черна дама на черно поле d8 · черен цар на бяло поле e8 · черен офицер на черно поле f8 · черен топ на черно поле h8 · черна пешка на черно поле a7 · черна пешка на бяло поле b7 · черна пешка на черно поле c7 · черна пешка на бяло поле d7 · черна пешка на черно поле e7 · черна пешка на бяло поле f7 · черна пешка на черно поле g7 · черна пешка на бяло поле h7 · черен кон на черно поле b6 · бяла пешка на черно поле c5 · бяла пешка на черно поле e5 · бяла пешка на бяло поле a2 · бяла пешка на черно поле b2 · бяла пешка на черно поле d2 · бяла пешка на черно поле f2 · бяла пешка на бяло поле g2 · бяла пешка на черно поле h2 · бял топ на черно поле a1 · бял кон на бяло поле b1 · бял офицер на черно поле c1 · бяла дама на бяло поле d1 · бял цар на черно поле e1 · бял офицер на бяло поле f1 · бял кон на черно поле g1 · бял топ на бяло поле h1 | черен топ на бяло поле a8 · черен кон на черно поле b8 · черен офицер на бяло поле c8 · черна дама на черно поле d8 · черен цар на бяло поле e8 · черен офицер на черно поле f8 · черен топ на черно поле h8 · черна пешка на черно поле a7 · черна пешка на бяло поле b7 · черна пешка на черно поле c7 · черна пешка на бяло поле d7 · черна пешка на черно поле e7 · черна пешка на бяло поле f7 · черна пешка на черно поле g7 · черна пешка на бяло поле h7 · черен кон на черно поле b6 · бяла пешка на черно поле c5 · бяла пешка на черно поле e5 · бяла пешка на бяло поле a2 · бяла пешка на черно поле b2 · бяла пешка на черно поле d2 · бяла пешка на черно поле f2 · бяла пешка на бяло поле g2 · бяла пешка на черно поле h2 · бял топ на черно поле a1 · бял кон на бяло поле b1 · бял офицер на черно поле c1 · бяла дама на бяло поле d1 · бял цар на черно поле e1 · бял офицер на бяло поле f1 · бял кон на черно поле g1 · бял топ на бяло поле h1 | черен топ на бяло поле a8 · черен кон на черно поле b8 · черен офицер на бяло поле c8 · черна дама на черно поле d8 · черен цар на бяло поле e8 · черен офицер на черно поле f8 · черен топ на черно поле h8 · черна пешка на черно поле a7 · черна пешка на бяло поле b7 · черна пешка на черно поле c7 · черна пешка на бяло поле d7 · черна пешка на черно поле e7 · черна пешка на бяло поле f7 · черна пешка на черно поле g7 · черна пешка на бяло поле h7 · черен кон на черно поле b6 · бяла пешка на черно поле c5 · бяла пешка на черно поле e5 · бяла пешка на бяло поле a2 · бяла пешка на черно поле b2 · бяла пешка на черно поле d2 · бяла пешка на черно поле f2 · бяла пешка на бяло поле g2 · бяла пешка на черно поле h2 · бял топ на черно поле a1 · бял кон на бяло поле b1 · бял офицер на черно поле c1 · бяла дама на бяло поле d1 · бял цар на черно поле e1 · бял офицер на бяло поле f1 · бял кон на черно поле g1 · бял топ на бяло поле h1 | черен топ на бяло поле a8 · черен кон на черно поле b8 · черен офицер на бяло поле c8 · черна дама на черно поле d8 · черен цар на бяло поле e8 · черен офицер на черно поле f8 · черен топ на черно поле h8 · черна пешка на черно поле a7 · черна пешка на бяло поле b7 · черна пешка на черно поле c7 · черна пешка на бяло поле d7 · черна пешка на черно поле e7 · черна пешка на бяло поле f7 · черна пешка на черно поле g7 · черна пешка на бяло поле h7 · черен кон на черно поле b6 · бяла пешка на черно поле c5 · бяла пешка на черно поле e5 · бяла пешка на бяло поле a2 · бяла пешка на черно поле b2 · бяла пешка на черно поле d2 · бяла пешка на черно поле f2 · бяла пешка на бяло поле g2 · бяла пешка на черно поле h2 · бял топ на черно поле a1 · бял кон на бяло поле b1 · бял офицер на черно поле c1 · бяла дама на бяло поле d1 · бял цар на черно поле e1 · бял офицер на бяло поле f1 · бял кон на черно поле g1 · бял топ на бяло поле h1 | черен топ на бяло поле a8 · черен кон на черно поле b8 · черен офицер на бяло поле c8 · черна дама на черно поле d8 · черен цар на бяло поле e8 · черен офицер на черно поле f8 · черен топ на черно поле h8 · черна пешка на черно поле a7 · черна пешка на бяло поле b7 · черна пешка на черно поле c7 · черна пешка на бяло поле d7 · черна пешка на черно поле e7 · черна пешка на бяло поле f7 · черна пешка на черно поле g7 · черна пешка на бяло поле h7 · черен кон на черно поле b6 · бяла пешка на черно поле c5 · бяла пешка на черно поле e5 · бяла пешка на бяло поле a2 · бяла пешка на черно поле b2 · бяла пешка на черно поле d2 · бяла пешка на черно поле f2 · бяла пешка на бяло поле g2 · бяла пешка на черно поле h2 · бял топ на черно поле a1 · бял кон на бяло поле b1 · бял офицер на черно поле c1 · бяла дама на бяло поле d1 · бял цар на черно поле e1 · бял офицер на бяло поле f1 · бял кон на черно поле g1 · бял топ на бяло поле h1 | черен топ на бяло поле a8 · черен кон на черно поле b8 · черен офицер на бяло поле c8 · черна дама на черно поле d8 · черен цар на бяло поле e8 · черен офицер на черно поле f8 · черен топ на черно поле h8 · черна пешка на черно поле a7 · черна пешка на бяло поле b7 · черна пешка на черно поле c7 · черна пешка на бяло поле d7 · черна пешка на черно поле e7 · черна пешка на бяло поле f7 · черна пешка на черно поле g7 · черна пешка на бяло поле h7 · черен кон на черно поле b6 · бяла пешка на черно поле c5 · бяла пешка на черно поле e5 · бяла пешка на бяло поле a2 · бяла пешка на черно поле b2 · бяла пешка на черно поле d2 · бяла пешка на черно поле f2 · бяла пешка на бяло поле g2 · бяла пешка на черно поле h2 · бял топ на черно поле a1 · бял кон на бяло поле b1 · бял офицер на черно поле c1 · бяла дама на бяло поле d1 · бял цар на черно поле e1 · бял офицер на бяло поле f1 · бял кон на черно поле g1 · бял топ на бяло поле h1 | черен топ на бяло поле a8 · черен кон на черно поле b8 · черен офицер на бяло поле c8 · черна дама на черно поле d8 · черен цар на бяло поле e8 · черен офицер на черно поле f8 · черен топ на черно поле h8 · черна пешка на черно поле a7 · черна пешка на бяло поле b7 · черна пешка на черно поле c7 · черна пешка на бяло поле d7 · черна пешка на черно поле e7 · черна пешка на бяло поле f7 · черна пешка на черно поле g7 · черна пешка на бяло поле h7 · черен кон на черно поле b6 · бяла пешка на черно поле c5 · бяла пешка на черно поле e5 · бяла пешка на бяло поле a2 · бяла пешка на черно поле b2 · бяла пешка на черно поле d2 · бяла пешка на черно поле f2 · бяла пешка на бяло поле g2 · бяла пешка на черно поле h2 · бял топ на черно поле a1 · бял кон на бяло поле b1 · бял офицер на черно поле c1 · бяла дама на бяло поле d1 · бял цар на черно поле e1 · бял офицер на бяло поле f1 · бял кон на черно поле g1 · бял топ на бяло поле h1 | черен топ на бяло поле a8 · черен кон на черно поле b8 · черен офицер на бяло поле c8 · черна дама на черно поле d8 · черен цар на бяло поле e8 · черен офицер на черно поле f8 · черен топ на черно поле h8 · черна пешка на черно поле a7 · черна пешка на бяло поле b7 · черна пешка на черно поле c7 · черна пешка на бяло поле d7 · черна пешка на черно поле e7 · черна пешка на бяло поле f7 · черна пешка на черно поле g7 · черна пешка на бяло поле h7 · черен кон на черно поле b6 · бяла пешка на черно поле c5 · бяла пешка на черно поле e5 · бяла пешка на бяло поле a2 · бяла пешка на черно поле b2 · бяла пешка на черно поле d2 · бяла пешка на черно поле f2 · бяла пешка на бяло поле g2 · бяла пешка на черно поле h2 · бял топ на черно поле a1 · бял кон на бяло поле b1 · бял офицер на черно поле c1 · бяла дама на бяло поле d1 · бял цар на черно поле e1 · бял офицер на бяло поле f1 · бял кон на черно поле g1 · бял топ на бяло поле h1 | 8 |
| 7 | черен топ на бяло поле a8 · черен кон на черно поле b8 · черен офицер на бяло поле c8 · черна дама на черно поле d8 · черен цар на бяло поле e8 · черен офицер на черно поле f8 · черен топ на черно поле h8 · черна пешка на черно поле a7 · черна пешка на бяло поле b7 · черна пешка на черно поле c7 · черна пешка на бяло поле d7 · черна пешка на черно поле e7 · черна пешка на бяло поле f7 · черна пешка на черно поле g7 · черна пешка на бяло поле h7 · черен кон на черно поле b6 · бяла пешка на черно поле c5 · бяла пешка на черно поле e5 · бяла пешка на бяло поле a2 · бяла пешка на черно поле b2 · бяла пешка на черно поле d2 · бяла пешка на черно поле f2 · бяла пешка на бяло поле g2 · бяла пешка на черно поле h2 · бял топ на черно поле a1 · бял кон на бяло поле b1 · бял офицер на черно поле c1 · бяла дама на бяло поле d1 · бял цар на черно поле e1 · бял офицер на бяло поле f1 · бял кон на черно поле g1 · бял топ на бяло поле h1 | черен топ на бяло поле a8 · черен кон на черно поле b8 · черен офицер на бяло поле c8 · черна дама на черно поле d8 · черен цар на бяло поле e8 · черен офицер на черно поле f8 · черен топ на черно поле h8 · черна пешка на черно поле a7 · черна пешка на бяло поле b7 · черна пешка на черно поле c7 · черна пешка на бяло поле d7 · черна пешка на черно поле e7 · черна пешка на бяло поле f7 · черна пешка на черно поле g7 · черна пешка на бяло поле h7 · черен кон на черно поле b6 · бяла пешка на черно поле c5 · бяла пешка на черно поле e5 · бяла пешка на бяло поле a2 · бяла пешка на черно поле b2 · бяла пешка на черно поле d2 · бяла пешка на черно поле f2 · бяла пешка на бяло поле g2 · бяла пешка на черно поле h2 · бял топ на черно поле a1 · бял кон на бяло поле b1 · бял офицер на черно поле c1 · бяла дама на бяло поле d1 · бял цар на черно поле e1 · бял офицер на бяло поле f1 · бял кон на черно поле g1 · бял топ на бяло поле h1 | черен топ на бяло поле a8 · черен кон на черно поле b8 · черен офицер на бяло поле c8 · черна дама на черно поле d8 · черен цар на бяло поле e8 · черен офицер на черно поле f8 · черен топ на черно поле h8 · черна пешка на черно поле a7 · черна пешка на бяло поле b7 · черна пешка на черно поле c7 · черна пешка на бяло поле d7 · черна пешка на черно поле e7 · черна пешка на бяло поле f7 · черна пешка на черно поле g7 · черна пешка на бяло поле h7 · черен кон на черно поле b6 · бяла пешка на черно поле c5 · бяла пешка на черно поле e5 · бяла пешка на бяло поле a2 · бяла пешка на черно поле b2 · бяла пешка на черно поле d2 · бяла пешка на черно поле f2 · бяла пешка на бяло поле g2 · бяла пешка на черно поле h2 · бял топ на черно поле a1 · бял кон на бяло поле b1 · бял офицер на черно поле c1 · бяла дама на бяло поле d1 · бял цар на черно поле e1 · бял офицер на бяло поле f1 · бял кон на черно поле g1 · бял топ на бяло поле h1 | черен топ на бяло поле a8 · черен кон на черно поле b8 · черен офицер на бяло поле c8 · черна дама на черно поле d8 · черен цар на бяло поле e8 · черен офицер на черно поле f8 · черен топ на черно поле h8 · черна пешка на черно поле a7 · черна пешка на бяло поле b7 · черна пешка на черно поле c7 · черна пешка на бяло поле d7 · черна пешка на черно поле e7 · черна пешка на бяло поле f7 · черна пешка на черно поле g7 · черна пешка на бяло поле h7 · черен кон на черно поле b6 · бяла пешка на черно поле c5 · бяла пешка на черно поле e5 · бяла пешка на бяло поле a2 · бяла пешка на черно поле b2 · бяла пешка на черно поле d2 · бяла пешка на черно поле f2 · бяла пешка на бяло поле g2 · бяла пешка на черно поле h2 · бял топ на черно поле a1 · бял кон на бяло поле b1 · бял офицер на черно поле c1 · бяла дама на бяло поле d1 · бял цар на черно поле e1 · бял офицер на бяло поле f1 · бял кон на черно поле g1 · бял топ на бяло поле h1 | черен топ на бяло поле a8 · черен кон на черно поле b8 · черен офицер на бяло поле c8 · черна дама на черно поле d8 · черен цар на бяло поле e8 · черен офицер на черно поле f8 · черен топ на черно поле h8 · черна пешка на черно поле a7 · черна пешка на бяло поле b7 · черна пешка на черно поле c7 · черна пешка на бяло поле d7 · черна пешка на черно поле e7 · черна пешка на бяло поле f7 · черна пешка на черно поле g7 · черна пешка на бяло поле h7 · черен кон на черно поле b6 · бяла пешка на черно поле c5 · бяла пешка на черно поле e5 · бяла пешка на бяло поле a2 · бяла пешка на черно поле b2 · бяла пешка на черно поле d2 · бяла пешка на черно поле f2 · бяла пешка на бяло поле g2 · бяла пешка на черно поле h2 · бял топ на черно поле a1 · бял кон на бяло поле b1 · бял офицер на черно поле c1 · бяла дама на бяло поле d1 · бял цар на черно поле e1 · бял офицер на бяло поле f1 · бял кон на черно поле g1 · бял топ на бяло поле h1 | черен топ на бяло поле a8 · черен кон на черно поле b8 · черен офицер на бяло поле c8 · черна дама на черно поле d8 · черен цар на бяло поле e8 · черен офицер на черно поле f8 · черен топ на черно поле h8 · черна пешка на черно поле a7 · черна пешка на бяло поле b7 · черна пешка на черно поле c7 · черна пешка на бяло поле d7 · черна пешка на черно поле e7 · черна пешка на бяло поле f7 · черна пешка на черно поле g7 · черна пешка на бяло поле h7 · черен кон на черно поле b6 · бяла пешка на черно поле c5 · бяла пешка на черно поле e5 · бяла пешка на бяло поле a2 · бяла пешка на черно поле b2 · бяла пешка на черно поле d2 · бяла пешка на черно поле f2 · бяла пешка на бяло поле g2 · бяла пешка на черно поле h2 · бял топ на черно поле a1 · бял кон на бяло поле b1 · бял офицер на черно поле c1 · бяла дама на бяло поле d1 · бял цар на черно поле e1 · бял офицер на бяло поле f1 · бял кон на черно поле g1 · бял топ на бяло поле h1 | черен топ на бяло поле a8 · черен кон на черно поле b8 · черен офицер на бяло поле c8 · черна дама на черно поле d8 · черен цар на бяло поле e8 · черен офицер на черно поле f8 · черен топ на черно поле h8 · черна пешка на черно поле a7 · черна пешка на бяло поле b7 · черна пешка на черно поле c7 · черна пешка на бяло поле d7 · черна пешка на черно поле e7 · черна пешка на бяло поле f7 · черна пешка на черно поле g7 · черна пешка на бяло поле h7 · черен кон на черно поле b6 · бяла пешка на черно поле c5 · бяла пешка на черно поле e5 · бяла пешка на бяло поле a2 · бяла пешка на черно поле b2 · бяла пешка на черно поле d2 · бяла пешка на черно поле f2 · бяла пешка на бяло поле g2 · бяла пешка на черно поле h2 · бял топ на черно поле a1 · бял кон на бяло поле b1 · бял офицер на черно поле c1 · бяла дама на бяло поле d1 · бял цар на черно поле e1 · бял офицер на бяло поле f1 · бял кон на черно поле g1 · бял топ на бяло поле h1 | черен топ на бяло поле a8 · черен кон на черно поле b8 · черен офицер на бяло поле c8 · черна дама на черно поле d8 · черен цар на бяло поле e8 · черен офицер на черно поле f8 · черен топ на черно поле h8 · черна пешка на черно поле a7 · черна пешка на бяло поле b7 · черна пешка на черно поле c7 · черна пешка на бяло поле d7 · черна пешка на черно поле e7 · черна пешка на бяло поле f7 · черна пешка на черно поле g7 · черна пешка на бяло поле h7 · черен кон на черно поле b6 · бяла пешка на черно поле c5 · бяла пешка на черно поле e5 · бяла пешка на бяло поле a2 · бяла пешка на черно поле b2 · бяла пешка на черно поле d2 · бяла пешка на черно поле f2 · бяла пешка на бяло поле g2 · бяла пешка на черно поле h2 · бял топ на черно поле a1 · бял кон на бяло поле b1 · бял офицер на черно поле c1 · бяла дама на бяло поле d1 · бял цар на черно поле e1 · бял офицер на бяло поле f1 · бял кон на черно поле g1 · бял топ на бяло поле h1 | 7 |
| 6 | черен топ на бяло поле a8 · черен кон на черно поле b8 · черен офицер на бяло поле c8 · черна дама на черно поле d8 · черен цар на бяло поле e8 · черен офицер на черно поле f8 · черен топ на черно поле h8 · черна пешка на черно поле a7 · черна пешка на бяло поле b7 · черна пешка на черно поле c7 · черна пешка на бяло поле d7 · черна пешка на черно поле e7 · черна пешка на бяло поле f7 · черна пешка на черно поле g7 · черна пешка на бяло поле h7 · черен кон на черно поле b6 · бяла пешка на черно поле c5 · бяла пешка на черно поле e5 · бяла пешка на бяло поле a2 · бяла пешка на черно поле b2 · бяла пешка на черно поле d2 · бяла пешка на черно поле f2 · бяла пешка на бяло поле g2 · бяла пешка на черно поле h2 · бял топ на черно поле a1 · бял кон на бяло поле b1 · бял офицер на черно поле c1 · бяла дама на бяло поле d1 · бял цар на черно поле e1 · бял офицер на бяло поле f1 · бял кон на черно поле g1 · бял топ на бяло поле h1 | черен топ на бяло поле a8 · черен кон на черно поле b8 · черен офицер на бяло поле c8 · черна дама на черно поле d8 · черен цар на бяло поле e8 · черен офицер на черно поле f8 · черен топ на черно поле h8 · черна пешка на черно поле a7 · черна пешка на бяло поле b7 · черна пешка на черно поле c7 · черна пешка на бяло поле d7 · черна пешка на черно поле e7 · черна пешка на бяло поле f7 · черна пешка на черно поле g7 · черна пешка на бяло поле h7 · черен кон на черно поле b6 · бяла пешка на черно поле c5 · бяла пешка на черно поле e5 · бяла пешка на бяло поле a2 · бяла пешка на черно поле b2 · бяла пешка на черно поле d2 · бяла пешка на черно поле f2 · бяла пешка на бяло поле g2 · бяла пешка на черно поле h2 · бял топ на черно поле a1 · бял кон на бяло поле b1 · бял офицер на черно поле c1 · бяла дама на бяло поле d1 · бял цар на черно поле e1 · бял офицер на бяло поле f1 · бял кон на черно поле g1 · бял топ на бяло поле h1 | черен топ на бяло поле a8 · черен кон на черно поле b8 · черен офицер на бяло поле c8 · черна дама на черно поле d8 · черен цар на бяло поле e8 · черен офицер на черно поле f8 · черен топ на черно поле h8 · черна пешка на черно поле a7 · черна пешка на бяло поле b7 · черна пешка на черно поле c7 · черна пешка на бяло поле d7 · черна пешка на черно поле e7 · черна пешка на бяло поле f7 · черна пешка на черно поле g7 · черна пешка на бяло поле h7 · черен кон на черно поле b6 · бяла пешка на черно поле c5 · бяла пешка на черно поле e5 · бяла пешка на бяло поле a2 · бяла пешка на черно поле b2 · бяла пешка на черно поле d2 · бяла пешка на черно поле f2 · бяла пешка на бяло поле g2 · бяла пешка на черно поле h2 · бял топ на черно поле a1 · бял кон на бяло поле b1 · бял офицер на черно поле c1 · бяла дама на бяло поле d1 · бял цар на черно поле e1 · бял офицер на бяло поле f1 · бял кон на черно поле g1 · бял топ на бяло поле h1 | черен топ на бяло поле a8 · черен кон на черно поле b8 · черен офицер на бяло поле c8 · черна дама на черно поле d8 · черен цар на бяло поле e8 · черен офицер на черно поле f8 · черен топ на черно поле h8 · черна пешка на черно поле a7 · черна пешка на бяло поле b7 · черна пешка на черно поле c7 · черна пешка на бяло поле d7 · черна пешка на черно поле e7 · черна пешка на бяло поле f7 · черна пешка на черно поле g7 · черна пешка на бяло поле h7 · черен кон на черно поле b6 · бяла пешка на черно поле c5 · бяла пешка на черно поле e5 · бяла пешка на бяло поле a2 · бяла пешка на черно поле b2 · бяла пешка на черно поле d2 · бяла пешка на черно поле f2 · бяла пешка на бяло поле g2 · бяла пешка на черно поле h2 · бял топ на черно поле a1 · бял кон на бяло поле b1 · бял офицер на черно поле c1 · бяла дама на бяло поле d1 · бял цар на черно поле e1 · бял офицер на бяло поле f1 · бял кон на черно поле g1 · бял топ на бяло поле h1 | черен топ на бяло поле a8 · черен кон на черно поле b8 · черен офицер на бяло поле c8 · черна дама на черно поле d8 · черен цар на бяло поле e8 · черен офицер на черно поле f8 · черен топ на черно поле h8 · черна пешка на черно поле a7 · черна пешка на бяло поле b7 · черна пешка на черно поле c7 · черна пешка на бяло поле d7 · черна пешка на черно поле e7 · черна пешка на бяло поле f7 · черна пешка на черно поле g7 · черна пешка на бяло поле h7 · черен кон на черно поле b6 · бяла пешка на черно поле c5 · бяла пешка на черно поле e5 · бяла пешка на бяло поле a2 · бяла пешка на черно поле b2 · бяла пешка на черно поле d2 · бяла пешка на черно поле f2 · бяла пешка на бяло поле g2 · бяла пешка на черно поле h2 · бял топ на черно поле a1 · бял кон на бяло поле b1 · бял офицер на черно поле c1 · бяла дама на бяло поле d1 · бял цар на черно поле e1 · бял офицер на бяло поле f1 · бял кон на черно поле g1 · бял топ на бяло поле h1 | черен топ на бяло поле a8 · черен кон на черно поле b8 · черен офицер на бяло поле c8 · черна дама на черно поле d8 · черен цар на бяло поле e8 · черен офицер на черно поле f8 · черен топ на черно поле h8 · черна пешка на черно поле a7 · черна пешка на бяло поле b7 · черна пешка на черно поле c7 · черна пешка на бяло поле d7 · черна пешка на черно поле e7 · черна пешка на бяло поле f7 · черна пешка на черно поле g7 · черна пешка на бяло поле h7 · черен кон на черно поле b6 · бяла пешка на черно поле c5 · бяла пешка на черно поле e5 · бяла пешка на бяло поле a2 · бяла пешка на черно поле b2 · бяла пешка на черно поле d2 · бяла пешка на черно поле f2 · бяла пешка на бяло поле g2 · бяла пешка на черно поле h2 · бял топ на черно поле a1 · бял кон на бяло поле b1 · бял офицер на черно поле c1 · бяла дама на бяло поле d1 · бял цар на черно поле e1 · бял офицер на бяло поле f1 · бял кон на черно поле g1 · бял топ на бяло поле h1 | черен топ на бяло поле a8 · черен кон на черно поле b8 · черен офицер на бяло поле c8 · черна дама на черно поле d8 · черен цар на бяло поле e8 · черен офицер на черно поле f8 · черен топ на черно поле h8 · черна пешка на черно поле a7 · черна пешка на бяло поле b7 · черна пешка на черно поле c7 · черна пешка на бяло поле d7 · черна пешка на черно поле e7 · черна пешка на бяло поле f7 · черна пешка на черно поле g7 · черна пешка на бяло поле h7 · черен кон на черно поле b6 · бяла пешка на черно поле c5 · бяла пешка на черно поле e5 · бяла пешка на бяло поле a2 · бяла пешка на черно поле b2 · бяла пешка на черно поле d2 · бяла пешка на черно поле f2 · бяла пешка на бяло поле g2 · бяла пешка на черно поле h2 · бял топ на черно поле a1 · бял кон на бяло поле b1 · бял офицер на черно поле c1 · бяла дама на бяло поле d1 · бял цар на черно поле e1 · бял офицер на бяло поле f1 · бял кон на черно поле g1 · бял топ на бяло поле h1 | черен топ на бяло поле a8 · черен кон на черно поле b8 · черен офицер на бяло поле c8 · черна дама на черно поле d8 · черен цар на бяло поле e8 · черен офицер на черно поле f8 · черен топ на черно поле h8 · черна пешка на черно поле a7 · черна пешка на бяло поле b7 · черна пешка на черно поле c7 · черна пешка на бяло поле d7 · черна пешка на черно поле e7 · черна пешка на бяло поле f7 · черна пешка на черно поле g7 · черна пешка на бяло поле h7 · черен кон на черно поле b6 · бяла пешка на черно поле c5 · бяла пешка на черно поле e5 · бяла пешка на бяло поле a2 · бяла пешка на черно поле b2 · бяла пешка на черно поле d2 · бяла пешка на черно поле f2 · бяла пешка на бяло поле g2 · бяла пешка на черно поле h2 · бял топ на черно поле a1 · бял кон на бяло поле b1 · бял офицер на черно поле c1 · бяла дама на бяло поле d1 · бял цар на черно поле e1 · бял офицер на бяло поле f1 · бял кон на черно поле g1 · бял топ на бяло поле h1 | 6 |
| 5 | черен топ на бяло поле a8 · черен кон на черно поле b8 · черен офицер на бяло поле c8 · черна дама на черно поле d8 · черен цар на бяло поле e8 · черен офицер на черно поле f8 · черен топ на черно поле h8 · черна пешка на черно поле a7 · черна пешка на бяло поле b7 · черна пешка на черно поле c7 · черна пешка на бяло поле d7 · черна пешка на черно поле e7 · черна пешка на бяло поле f7 · черна пешка на черно поле g7 · черна пешка на бяло поле h7 · черен кон на черно поле b6 · бяла пешка на черно поле c5 · бяла пешка на черно поле e5 · бяла пешка на бяло поле a2 · бяла пешка на черно поле b2 · бяла пешка на черно поле d2 · бяла пешка на черно поле f2 · бяла пешка на бяло поле g2 · бяла пешка на черно поле h2 · бял топ на черно поле a1 · бял кон на бяло поле b1 · бял офицер на черно поле c1 · бяла дама на бяло поле d1 · бял цар на черно поле e1 · бял офицер на бяло поле f1 · бял кон на черно поле g1 · бял топ на бяло поле h1 | черен топ на бяло поле a8 · черен кон на черно поле b8 · черен офицер на бяло поле c8 · черна дама на черно поле d8 · черен цар на бяло поле e8 · черен офицер на черно поле f8 · черен топ на черно поле h8 · черна пешка на черно поле a7 · черна пешка на бяло поле b7 · черна пешка на черно поле c7 · черна пешка на бяло поле d7 · черна пешка на черно поле e7 · черна пешка на бяло поле f7 · черна пешка на черно поле g7 · черна пешка на бяло поле h7 · черен кон на черно поле b6 · бяла пешка на черно поле c5 · бяла пешка на черно поле e5 · бяла пешка на бяло поле a2 · бяла пешка на черно поле b2 · бяла пешка на черно поле d2 · бяла пешка на черно поле f2 · бяла пешка на бяло поле g2 · бяла пешка на черно поле h2 · бял топ на черно поле a1 · бял кон на бяло поле b1 · бял офицер на черно поле c1 · бяла дама на бяло поле d1 · бял цар на черно поле e1 · бял офицер на бяло поле f1 · бял кон на черно поле g1 · бял топ на бяло поле h1 | черен топ на бяло поле a8 · черен кон на черно поле b8 · черен офицер на бяло поле c8 · черна дама на черно поле d8 · черен цар на бяло поле e8 · черен офицер на черно поле f8 · черен топ на черно поле h8 · черна пешка на черно поле a7 · черна пешка на бяло поле b7 · черна пешка на черно поле c7 · черна пешка на бяло поле d7 · черна пешка на черно поле e7 · черна пешка на бяло поле f7 · черна пешка на черно поле g7 · черна пешка на бяло поле h7 · черен кон на черно поле b6 · бяла пешка на черно поле c5 · бяла пешка на черно поле e5 · бяла пешка на бяло поле a2 · бяла пешка на черно поле b2 · бяла пешка на черно поле d2 · бяла пешка на черно поле f2 · бяла пешка на бяло поле g2 · бяла пешка на черно поле h2 · бял топ на черно поле a1 · бял кон на бяло поле b1 · бял офицер на черно поле c1 · бяла дама на бяло поле d1 · бял цар на черно поле e1 · бял офицер на бяло поле f1 · бял кон на черно поле g1 · бял топ на бяло поле h1 | черен топ на бяло поле a8 · черен кон на черно поле b8 · черен офицер на бяло поле c8 · черна дама на черно поле d8 · черен цар на бяло поле e8 · черен офицер на черно поле f8 · черен топ на черно поле h8 · черна пешка на черно поле a7 · черна пешка на бяло поле b7 · черна пешка на черно поле c7 · черна пешка на бяло поле d7 · черна пешка на черно поле e7 · черна пешка на бяло поле f7 · черна пешка на черно поле g7 · черна пешка на бяло поле h7 · черен кон на черно поле b6 · бяла пешка на черно поле c5 · бяла пешка на черно поле e5 · бяла пешка на бяло поле a2 · бяла пешка на черно поле b2 · бяла пешка на черно поле d2 · бяла пешка на черно поле f2 · бяла пешка на бяло поле g2 · бяла пешка на черно поле h2 · бял топ на черно поле a1 · бял кон на бяло поле b1 · бял офицер на черно поле c1 · бяла дама на бяло поле d1 · бял цар на черно поле e1 · бял офицер на бяло поле f1 · бял кон на черно поле g1 · бял топ на бяло поле h1 | черен топ на бяло поле a8 · черен кон на черно поле b8 · черен офицер на бяло поле c8 · черна дама на черно поле d8 · черен цар на бяло поле e8 · черен офицер на черно поле f8 · черен топ на черно поле h8 · черна пешка на черно поле a7 · черна пешка на бяло поле b7 · черна пешка на черно поле c7 · черна пешка на бяло поле d7 · черна пешка на черно поле e7 · черна пешка на бяло поле f7 · черна пешка на черно поле g7 · черна пешка на бяло поле h7 · черен кон на черно поле b6 · бяла пешка на черно поле c5 · бяла пешка на черно поле e5 · бяла пешка на бяло поле a2 · бяла пешка на черно поле b2 · бяла пешка на черно поле d2 · бяла пешка на черно поле f2 · бяла пешка на бяло поле g2 · бяла пешка на черно поле h2 · бял топ на черно поле a1 · бял кон на бяло поле b1 · бял офицер на черно поле c1 · бяла дама на бяло поле d1 · бял цар на черно поле e1 · бял офицер на бяло поле f1 · бял кон на черно поле g1 · бял топ на бяло поле h1 | черен топ на бяло поле a8 · черен кон на черно поле b8 · черен офицер на бяло поле c8 · черна дама на черно поле d8 · черен цар на бяло поле e8 · черен офицер на черно поле f8 · черен топ на черно поле h8 · черна пешка на черно поле a7 · черна пешка на бяло поле b7 · черна пешка на черно поле c7 · черна пешка на бяло поле d7 · черна пешка на черно поле e7 · черна пешка на бяло поле f7 · черна пешка на черно поле g7 · черна пешка на бяло поле h7 · черен кон на черно поле b6 · бяла пешка на черно поле c5 · бяла пешка на черно поле e5 · бяла пешка на бяло поле a2 · бяла пешка на черно поле b2 · бяла пешка на черно поле d2 · бяла пешка на черно поле f2 · бяла пешка на бяло поле g2 · бяла пешка на черно поле h2 · бял топ на черно поле a1 · бял кон на бяло поле b1 · бял офицер на черно поле c1 · бяла дама на бяло поле d1 · бял цар на черно поле e1 · бял офицер на бяло поле f1 · бял кон на черно поле g1 · бял топ на бяло поле h1 | черен топ на бяло поле a8 · черен кон на черно поле b8 · черен офицер на бяло поле c8 · черна дама на черно поле d8 · черен цар на бяло поле e8 · черен офицер на черно поле f8 · черен топ на черно поле h8 · черна пешка на черно поле a7 · черна пешка на бяло поле b7 · черна пешка на черно поле c7 · черна пешка на бяло поле d7 · черна пешка на черно поле e7 · черна пешка на бяло поле f7 · черна пешка на черно поле g7 · черна пешка на бяло поле h7 · черен кон на черно поле b6 · бяла пешка на черно поле c5 · бяла пешка на черно поле e5 · бяла пешка на бяло поле a2 · бяла пешка на черно поле b2 · бяла пешка на черно поле d2 · бяла пешка на черно поле f2 · бяла пешка на бяло поле g2 · бяла пешка на черно поле h2 · бял топ на черно поле a1 · бял кон на бяло поле b1 · бял офицер на черно поле c1 · бяла дама на бяло поле d1 · бял цар на черно поле e1 · бял офицер на бяло поле f1 · бял кон на черно поле g1 · бял топ на бяло поле h1 | черен топ на бяло поле a8 · черен кон на черно поле b8 · черен офицер на бяло поле c8 · черна дама на черно поле d8 · черен цар на бяло поле e8 · черен офицер на черно поле f8 · черен топ на черно поле h8 · черна пешка на черно поле a7 · черна пешка на бяло поле b7 · черна пешка на черно поле c7 · черна пешка на бяло поле d7 · черна пешка на черно поле e7 · черна пешка на бяло поле f7 · черна пешка на черно поле g7 · черна пешка на бяло поле h7 · черен кон на черно поле b6 · бяла пешка на черно поле c5 · бяла пешка на черно поле e5 · бяла пешка на бяло поле a2 · бяла пешка на черно поле b2 · бяла пешка на черно поле d2 · бяла пешка на черно поле f2 · бяла пешка на бяло поле g2 · бяла пешка на черно поле h2 · бял топ на черно поле a1 · бял кон на бяло поле b1 · бял офицер на черно поле c1 · бяла дама на бяло поле d1 · бял цар на черно поле e1 · бял офицер на бяло поле f1 · бял кон на черно поле g1 · бял топ на бяло поле h1 | 5 |
| 4 | черен топ на бяло поле a8 · черен кон на черно поле b8 · черен офицер на бяло поле c8 · черна дама на черно поле d8 · черен цар на бяло поле e8 · черен офицер на черно поле f8 · черен топ на черно поле h8 · черна пешка на черно поле a7 · черна пешка на бяло поле b7 · черна пешка на черно поле c7 · черна пешка на бяло поле d7 · черна пешка на черно поле e7 · черна пешка на бяло поле f7 · черна пешка на черно поле g7 · черна пешка на бяло поле h7 · черен кон на черно поле b6 · бяла пешка на черно поле c5 · бяла пешка на черно поле e5 · бяла пешка на бяло поле a2 · бяла пешка на черно поле b2 · бяла пешка на черно поле d2 · бяла пешка на черно поле f2 · бяла пешка на бяло поле g2 · бяла пешка на черно поле h2 · бял топ на черно поле a1 · бял кон на бяло поле b1 · бял офицер на черно поле c1 · бяла дама на бяло поле d1 · бял цар на черно поле e1 · бял офицер на бяло поле f1 · бял кон на черно поле g1 · бял топ на бяло поле h1 | черен топ на бяло поле a8 · черен кон на черно поле b8 · черен офицер на бяло поле c8 · черна дама на черно поле d8 · черен цар на бяло поле e8 · черен офицер на черно поле f8 · черен топ на черно поле h8 · черна пешка на черно поле a7 · черна пешка на бяло поле b7 · черна пешка на черно поле c7 · черна пешка на бяло поле d7 · черна пешка на черно поле e7 · черна пешка на бяло поле f7 · черна пешка на черно поле g7 · черна пешка на бяло поле h7 · черен кон на черно поле b6 · бяла пешка на черно поле c5 · бяла пешка на черно поле e5 · бяла пешка на бяло поле a2 · бяла пешка на черно поле b2 · бяла пешка на черно поле d2 · бяла пешка на черно поле f2 · бяла пешка на бяло поле g2 · бяла пешка на черно поле h2 · бял топ на черно поле a1 · бял кон на бяло поле b1 · бял офицер на черно поле c1 · бяла дама на бяло поле d1 · бял цар на черно поле e1 · бял офицер на бяло поле f1 · бял кон на черно поле g1 · бял топ на бяло поле h1 | черен топ на бяло поле a8 · черен кон на черно поле b8 · черен офицер на бяло поле c8 · черна дама на черно поле d8 · черен цар на бяло поле e8 · черен офицер на черно поле f8 · черен топ на черно поле h8 · черна пешка на черно поле a7 · черна пешка на бяло поле b7 · черна пешка на черно поле c7 · черна пешка на бяло поле d7 · черна пешка на черно поле e7 · черна пешка на бяло поле f7 · черна пешка на черно поле g7 · черна пешка на бяло поле h7 · черен кон на черно поле b6 · бяла пешка на черно поле c5 · бяла пешка на черно поле e5 · бяла пешка на бяло поле a2 · бяла пешка на черно поле b2 · бяла пешка на черно поле d2 · бяла пешка на черно поле f2 · бяла пешка на бяло поле g2 · бяла пешка на черно поле h2 · бял топ на черно поле a1 · бял кон на бяло поле b1 · бял офицер на черно поле c1 · бяла дама на бяло поле d1 · бял цар на черно поле e1 · бял офицер на бяло поле f1 · бял кон на черно поле g1 · бял топ на бяло поле h1 | черен топ на бяло поле a8 · черен кон на черно поле b8 · черен офицер на бяло поле c8 · черна дама на черно поле d8 · черен цар на бяло поле e8 · черен офицер на черно поле f8 · черен топ на черно поле h8 · черна пешка на черно поле a7 · черна пешка на бяло поле b7 · черна пешка на черно поле c7 · черна пешка на бяло поле d7 · черна пешка на черно поле e7 · черна пешка на бяло поле f7 · черна пешка на черно поле g7 · черна пешка на бяло поле h7 · черен кон на черно поле b6 · бяла пешка на черно поле c5 · бяла пешка на черно поле e5 · бяла пешка на бяло поле a2 · бяла пешка на черно поле b2 · бяла пешка на черно поле d2 · бяла пешка на черно поле f2 · бяла пешка на бяло поле g2 · бяла пешка на черно поле h2 · бял топ на черно поле a1 · бял кон на бяло поле b1 · бял офицер на черно поле c1 · бяла дама на бяло поле d1 · бял цар на черно поле e1 · бял офицер на бяло поле f1 · бял кон на черно поле g1 · бял топ на бяло поле h1 | черен топ на бяло поле a8 · черен кон на черно поле b8 · черен офицер на бяло поле c8 · черна дама на черно поле d8 · черен цар на бяло поле e8 · черен офицер на черно поле f8 · черен топ на черно поле h8 · черна пешка на черно поле a7 · черна пешка на бяло поле b7 · черна пешка на черно поле c7 · черна пешка на бяло поле d7 · черна пешка на черно поле e7 · черна пешка на бяло поле f7 · черна пешка на черно поле g7 · черна пешка на бяло поле h7 · черен кон на черно поле b6 · бяла пешка на черно поле c5 · бяла пешка на черно поле e5 · бяла пешка на бяло поле a2 · бяла пешка на черно поле b2 · бяла пешка на черно поле d2 · бяла пешка на черно поле f2 · бяла пешка на бяло поле g2 · бяла пешка на черно поле h2 · бял топ на черно поле a1 · бял кон на бяло поле b1 · бял офицер на черно поле c1 · бяла дама на бяло поле d1 · бял цар на черно поле e1 · бял офицер на бяло поле f1 · бял кон на черно поле g1 · бял топ на бяло поле h1 | черен топ на бяло поле a8 · черен кон на черно поле b8 · черен офицер на бяло поле c8 · черна дама на черно поле d8 · черен цар на бяло поле e8 · черен офицер на черно поле f8 · черен топ на черно поле h8 · черна пешка на черно поле a7 · черна пешка на бяло поле b7 · черна пешка на черно поле c7 · черна пешка на бяло поле d7 · черна пешка на черно поле e7 · черна пешка на бяло поле f7 · черна пешка на черно поле g7 · черна пешка на бяло поле h7 · черен кон на черно поле b6 · бяла пешка на черно поле c5 · бяла пешка на черно поле e5 · бяла пешка на бяло поле a2 · бяла пешка на черно поле b2 · бяла пешка на черно поле d2 · бяла пешка на черно поле f2 · бяла пешка на бяло поле g2 · бяла пешка на черно поле h2 · бял топ на черно поле a1 · бял кон на бяло поле b1 · бял офицер на черно поле c1 · бяла дама на бяло поле d1 · бял цар на черно поле e1 · бял офицер на бяло поле f1 · бял кон на черно поле g1 · бял топ на бяло поле h1 | черен топ на бяло поле a8 · черен кон на черно поле b8 · черен офицер на бяло поле c8 · черна дама на черно поле d8 · черен цар на бяло поле e8 · черен офицер на черно поле f8 · черен топ на черно поле h8 · черна пешка на черно поле a7 · черна пешка на бяло поле b7 · черна пешка на черно поле c7 · черна пешка на бяло поле d7 · черна пешка на черно поле e7 · черна пешка на бяло поле f7 · черна пешка на черно поле g7 · черна пешка на бяло поле h7 · черен кон на черно поле b6 · бяла пешка на черно поле c5 · бяла пешка на черно поле e5 · бяла пешка на бяло поле a2 · бяла пешка на черно поле b2 · бяла пешка на черно поле d2 · бяла пешка на черно поле f2 · бяла пешка на бяло поле g2 · бяла пешка на черно поле h2 · бял топ на черно поле a1 · бял кон на бяло поле b1 · бял офицер на черно поле c1 · бяла дама на бяло поле d1 · бял цар на черно поле e1 · бял офицер на бяло поле f1 · бял кон на черно поле g1 · бял топ на бяло поле h1 | черен топ на бяло поле a8 · черен кон на черно поле b8 · черен офицер на бяло поле c8 · черна дама на черно поле d8 · черен цар на бяло поле e8 · черен офицер на черно поле f8 · черен топ на черно поле h8 · черна пешка на черно поле a7 · черна пешка на бяло поле b7 · черна пешка на черно поле c7 · черна пешка на бяло поле d7 · черна пешка на черно поле e7 · черна пешка на бяло поле f7 · черна пешка на черно поле g7 · черна пешка на бяло поле h7 · черен кон на черно поле b6 · бяла пешка на черно поле c5 · бяла пешка на черно поле e5 · бяла пешка на бяло поле a2 · бяла пешка на черно поле b2 · бяла пешка на черно поле d2 · бяла пешка на черно поле f2 · бяла пешка на бяло поле g2 · бяла пешка на черно поле h2 · бял топ на черно поле a1 · бял кон на бяло поле b1 · бял офицер на черно поле c1 · бяла дама на бяло поле d1 · бял цар на черно поле e1 · бял офицер на бяло поле f1 · бял кон на черно поле g1 · бял топ на бяло поле h1 | 4 |
| 3 | черен топ на бяло поле a8 · черен кон на черно поле b8 · черен офицер на бяло поле c8 · черна дама на черно поле d8 · черен цар на бяло поле e8 · черен офицер на черно поле f8 · черен топ на черно поле h8 · черна пешка на черно поле a7 · черна пешка на бяло поле b7 · черна пешка на черно поле c7 · черна пешка на бяло поле d7 · черна пешка на черно поле e7 · черна пешка на бяло поле f7 · черна пешка на черно поле g7 · черна пешка на бяло поле h7 · черен кон на черно поле b6 · бяла пешка на черно поле c5 · бяла пешка на черно поле e5 · бяла пешка на бяло поле a2 · бяла пешка на черно поле b2 · бяла пешка на черно поле d2 · бяла пешка на черно поле f2 · бяла пешка на бяло поле g2 · бяла пешка на черно поле h2 · бял топ на черно поле a1 · бял кон на бяло поле b1 · бял офицер на черно поле c1 · бяла дама на бяло поле d1 · бял цар на черно поле e1 · бял офицер на бяло поле f1 · бял кон на черно поле g1 · бял топ на бяло поле h1 | черен топ на бяло поле a8 · черен кон на черно поле b8 · черен офицер на бяло поле c8 · черна дама на черно поле d8 · черен цар на бяло поле e8 · черен офицер на черно поле f8 · черен топ на черно поле h8 · черна пешка на черно поле a7 · черна пешка на бяло поле b7 · черна пешка на черно поле c7 · черна пешка на бяло поле d7 · черна пешка на черно поле e7 · черна пешка на бяло поле f7 · черна пешка на черно поле g7 · черна пешка на бяло поле h7 · черен кон на черно поле b6 · бяла пешка на черно поле c5 · бяла пешка на черно поле e5 · бяла пешка на бяло поле a2 · бяла пешка на черно поле b2 · бяла пешка на черно поле d2 · бяла пешка на черно поле f2 · бяла пешка на бяло поле g2 · бяла пешка на черно поле h2 · бял топ на черно поле a1 · бял кон на бяло поле b1 · бял офицер на черно поле c1 · бяла дама на бяло поле d1 · бял цар на черно поле e1 · бял офицер на бяло поле f1 · бял кон на черно поле g1 · бял топ на бяло поле h1 | черен топ на бяло поле a8 · черен кон на черно поле b8 · черен офицер на бяло поле c8 · черна дама на черно поле d8 · черен цар на бяло поле e8 · черен офицер на черно поле f8 · черен топ на черно поле h8 · черна пешка на черно поле a7 · черна пешка на бяло поле b7 · черна пешка на черно поле c7 · черна пешка на бяло поле d7 · черна пешка на черно поле e7 · черна пешка на бяло поле f7 · черна пешка на черно поле g7 · черна пешка на бяло поле h7 · черен кон на черно поле b6 · бяла пешка на черно поле c5 · бяла пешка на черно поле e5 · бяла пешка на бяло поле a2 · бяла пешка на черно поле b2 · бяла пешка на черно поле d2 · бяла пешка на черно поле f2 · бяла пешка на бяло поле g2 · бяла пешка на черно поле h2 · бял топ на черно поле a1 · бял кон на бяло поле b1 · бял офицер на черно поле c1 · бяла дама на бяло поле d1 · бял цар на черно поле e1 · бял офицер на бяло поле f1 · бял кон на черно поле g1 · бял топ на бяло поле h1 | черен топ на бяло поле a8 · черен кон на черно поле b8 · черен офицер на бяло поле c8 · черна дама на черно поле d8 · черен цар на бяло поле e8 · черен офицер на черно поле f8 · черен топ на черно поле h8 · черна пешка на черно поле a7 · черна пешка на бяло поле b7 · черна пешка на черно поле c7 · черна пешка на бяло поле d7 · черна пешка на черно поле e7 · черна пешка на бяло поле f7 · черна пешка на черно поле g7 · черна пешка на бяло поле h7 · черен кон на черно поле b6 · бяла пешка на черно поле c5 · бяла пешка на черно поле e5 · бяла пешка на бяло поле a2 · бяла пешка на черно поле b2 · бяла пешка на черно поле d2 · бяла пешка на черно поле f2 · бяла пешка на бяло поле g2 · бяла пешка на черно поле h2 · бял топ на черно поле a1 · бял кон на бяло поле b1 · бял офицер на черно поле c1 · бяла дама на бяло поле d1 · бял цар на черно поле e1 · бял офицер на бяло поле f1 · бял кон на черно поле g1 · бял топ на бяло поле h1 | черен топ на бяло поле a8 · черен кон на черно поле b8 · черен офицер на бяло поле c8 · черна дама на черно поле d8 · черен цар на бяло поле e8 · черен офицер на черно поле f8 · черен топ на черно поле h8 · черна пешка на черно поле a7 · черна пешка на бяло поле b7 · черна пешка на черно поле c7 · черна пешка на бяло поле d7 · черна пешка на черно поле e7 · черна пешка на бяло поле f7 · черна пешка на черно поле g7 · черна пешка на бяло поле h7 · черен кон на черно поле b6 · бяла пешка на черно поле c5 · бяла пешка на черно поле e5 · бяла пешка на бяло поле a2 · бяла пешка на черно поле b2 · бяла пешка на черно поле d2 · бяла пешка на черно поле f2 · бяла пешка на бяло поле g2 · бяла пешка на черно поле h2 · бял топ на черно поле a1 · бял кон на бяло поле b1 · бял офицер на черно поле c1 · бяла дама на бяло поле d1 · бял цар на черно поле e1 · бял офицер на бяло поле f1 · бял кон на черно поле g1 · бял топ на бяло поле h1 | черен топ на бяло поле a8 · черен кон на черно поле b8 · черен офицер на бяло поле c8 · черна дама на черно поле d8 · черен цар на бяло поле e8 · черен офицер на черно поле f8 · черен топ на черно поле h8 · черна пешка на черно поле a7 · черна пешка на бяло поле b7 · черна пешка на черно поле c7 · черна пешка на бяло поле d7 · черна пешка на черно поле e7 · черна пешка на бяло поле f7 · черна пешка на черно поле g7 · черна пешка на бяло поле h7 · черен кон на черно поле b6 · бяла пешка на черно поле c5 · бяла пешка на черно поле e5 · бяла пешка на бяло поле a2 · бяла пешка на черно поле b2 · бяла пешка на черно поле d2 · бяла пешка на черно поле f2 · бяла пешка на бяло поле g2 · бяла пешка на черно поле h2 · бял топ на черно поле a1 · бял кон на бяло поле b1 · бял офицер на черно поле c1 · бяла дама на бяло поле d1 · бял цар на черно поле e1 · бял офицер на бяло поле f1 · бял кон на черно поле g1 · бял топ на бяло поле h1 | черен топ на бяло поле a8 · черен кон на черно поле b8 · черен офицер на бяло поле c8 · черна дама на черно поле d8 · черен цар на бяло поле e8 · черен офицер на черно поле f8 · черен топ на черно поле h8 · черна пешка на черно поле a7 · черна пешка на бяло поле b7 · черна пешка на черно поле c7 · черна пешка на бяло поле d7 · черна пешка на черно поле e7 · черна пешка на бяло поле f7 · черна пешка на черно поле g7 · черна пешка на бяло поле h7 · черен кон на черно поле b6 · бяла пешка на черно поле c5 · бяла пешка на черно поле e5 · бяла пешка на бяло поле a2 · бяла пешка на черно поле b2 · бяла пешка на черно поле d2 · бяла пешка на черно поле f2 · бяла пешка на бяло поле g2 · бяла пешка на черно поле h2 · бял топ на черно поле a1 · бял кон на бяло поле b1 · бял офицер на черно поле c1 · бяла дама на бяло поле d1 · бял цар на черно поле e1 · бял офицер на бяло поле f1 · бял кон на черно поле g1 · бял топ на бяло поле h1 | черен топ на бяло поле a8 · черен кон на черно поле b8 · черен офицер на бяло поле c8 · черна дама на черно поле d8 · черен цар на бяло поле e8 · черен офицер на черно поле f8 · черен топ на черно поле h8 · черна пешка на черно поле a7 · черна пешка на бяло поле b7 · черна пешка на черно поле c7 · черна пешка на бяло поле d7 · черна пешка на черно поле e7 · черна пешка на бяло поле f7 · черна пешка на черно поле g7 · черна пешка на бяло поле h7 · черен кон на черно поле b6 · бяла пешка на черно поле c5 · бяла пешка на черно поле e5 · бяла пешка на бяло поле a2 · бяла пешка на черно поле b2 · бяла пешка на черно поле d2 · бяла пешка на черно поле f2 · бяла пешка на бяло поле g2 · бяла пешка на черно поле h2 · бял топ на черно поле a1 · бял кон на бяло поле b1 · бял офицер на черно поле c1 · бяла дама на бяло поле d1 · бял цар на черно поле e1 · бял офицер на бяло поле f1 · бял кон на черно поле g1 · бял топ на бяло поле h1 | 3 |
| 2 | черен топ на бяло поле a8 · черен кон на черно поле b8 · черен офицер на бяло поле c8 · черна дама на черно поле d8 · черен цар на бяло поле e8 · черен офицер на черно поле f8 · черен топ на черно поле h8 · черна пешка на черно поле a7 · черна пешка на бяло поле b7 · черна пешка на черно поле c7 · черна пешка на бяло поле d7 · черна пешка на черно поле e7 · черна пешка на бяло поле f7 · черна пешка на черно поле g7 · черна пешка на бяло поле h7 · черен кон на черно поле b6 · бяла пешка на черно поле c5 · бяла пешка на черно поле e5 · бяла пешка на бяло поле a2 · бяла пешка на черно поле b2 · бяла пешка на черно поле d2 · бяла пешка на черно поле f2 · бяла пешка на бяло поле g2 · бяла пешка на черно поле h2 · бял топ на черно поле a1 · бял кон на бяло поле b1 · бял офицер на черно поле c1 · бяла дама на бяло поле d1 · бял цар на черно поле e1 · бял офицер на бяло поле f1 · бял кон на черно поле g1 · бял топ на бяло поле h1 | черен топ на бяло поле a8 · черен кон на черно поле b8 · черен офицер на бяло поле c8 · черна дама на черно поле d8 · черен цар на бяло поле e8 · черен офицер на черно поле f8 · черен топ на черно поле h8 · черна пешка на черно поле a7 · черна пешка на бяло поле b7 · черна пешка на черно поле c7 · черна пешка на бяло поле d7 · черна пешка на черно поле e7 · черна пешка на бяло поле f7 · черна пешка на черно поле g7 · черна пешка на бяло поле h7 · черен кон на черно поле b6 · бяла пешка на черно поле c5 · бяла пешка на черно поле e5 · бяла пешка на бяло поле a2 · бяла пешка на черно поле b2 · бяла пешка на черно поле d2 · бяла пешка на черно поле f2 · бяла пешка на бяло поле g2 · бяла пешка на черно поле h2 · бял топ на черно поле a1 · бял кон на бяло поле b1 · бял офицер на черно поле c1 · бяла дама на бяло поле d1 · бял цар на черно поле e1 · бял офицер на бяло поле f1 · бял кон на черно поле g1 · бял топ на бяло поле h1 | черен топ на бяло поле a8 · черен кон на черно поле b8 · черен офицер на бяло поле c8 · черна дама на черно поле d8 · черен цар на бяло поле e8 · черен офицер на черно поле f8 · черен топ на черно поле h8 · черна пешка на черно поле a7 · черна пешка на бяло поле b7 · черна пешка на черно поле c7 · черна пешка на бяло поле d7 · черна пешка на черно поле e7 · черна пешка на бяло поле f7 · черна пешка на черно поле g7 · черна пешка на бяло поле h7 · черен кон на черно поле b6 · бяла пешка на черно поле c5 · бяла пешка на черно поле e5 · бяла пешка на бяло поле a2 · бяла пешка на черно поле b2 · бяла пешка на черно поле d2 · бяла пешка на черно поле f2 · бяла пешка на бяло поле g2 · бяла пешка на черно поле h2 · бял топ на черно поле a1 · бял кон на бяло поле b1 · бял офицер на черно поле c1 · бяла дама на бяло поле d1 · бял цар на черно поле e1 · бял офицер на бяло поле f1 · бял кон на черно поле g1 · бял топ на бяло поле h1 | черен топ на бяло поле a8 · черен кон на черно поле b8 · черен офицер на бяло поле c8 · черна дама на черно поле d8 · черен цар на бяло поле e8 · черен офицер на черно поле f8 · черен топ на черно поле h8 · черна пешка на черно поле a7 · черна пешка на бяло поле b7 · черна пешка на черно поле c7 · черна пешка на бяло поле d7 · черна пешка на черно поле e7 · черна пешка на бяло поле f7 · черна пешка на черно поле g7 · черна пешка на бяло поле h7 · черен кон на черно поле b6 · бяла пешка на черно поле c5 · бяла пешка на черно поле e5 · бяла пешка на бяло поле a2 · бяла пешка на черно поле b2 · бяла пешка на черно поле d2 · бяла пешка на черно поле f2 · бяла пешка на бяло поле g2 · бяла пешка на черно поле h2 · бял топ на черно поле a1 · бял кон на бяло поле b1 · бял офицер на черно поле c1 · бяла дама на бяло поле d1 · бял цар на черно поле e1 · бял офицер на бяло поле f1 · бял кон на черно поле g1 · бял топ на бяло поле h1 | черен топ на бяло поле a8 · черен кон на черно поле b8 · черен офицер на бяло поле c8 · черна дама на черно поле d8 · черен цар на бяло поле e8 · черен офицер на черно поле f8 · черен топ на черно поле h8 · черна пешка на черно поле a7 · черна пешка на бяло поле b7 · черна пешка на черно поле c7 · черна пешка на бяло поле d7 · черна пешка на черно поле e7 · черна пешка на бяло поле f7 · черна пешка на черно поле g7 · черна пешка на бяло поле h7 · черен кон на черно поле b6 · бяла пешка на черно поле c5 · бяла пешка на черно поле e5 · бяла пешка на бяло поле a2 · бяла пешка на черно поле b2 · бяла пешка на черно поле d2 · бяла пешка на черно поле f2 · бяла пешка на бяло поле g2 · бяла пешка на черно поле h2 · бял топ на черно поле a1 · бял кон на бяло поле b1 · бял офицер на черно поле c1 · бяла дама на бяло поле d1 · бял цар на черно поле e1 · бял офицер на бяло поле f1 · бял кон на черно поле g1 · бял топ на бяло поле h1 | черен топ на бяло поле a8 · черен кон на черно поле b8 · черен офицер на бяло поле c8 · черна дама на черно поле d8 · черен цар на бяло поле e8 · черен офицер на черно поле f8 · черен топ на черно поле h8 · черна пешка на черно поле a7 · черна пешка на бяло поле b7 · черна пешка на черно поле c7 · черна пешка на бяло поле d7 · черна пешка на черно поле e7 · черна пешка на бяло поле f7 · черна пешка на черно поле g7 · черна пешка на бяло поле h7 · черен кон на черно поле b6 · бяла пешка на черно поле c5 · бяла пешка на черно поле e5 · бяла пешка на бяло поле a2 · бяла пешка на черно поле b2 · бяла пешка на черно поле d2 · бяла пешка на черно поле f2 · бяла пешка на бяло поле g2 · бяла пешка на черно поле h2 · бял топ на черно поле a1 · бял кон на бяло поле b1 · бял офицер на черно поле c1 · бяла дама на бяло поле d1 · бял цар на черно поле e1 · бял офицер на бяло поле f1 · бял кон на черно поле g1 · бял топ на бяло поле h1 | черен топ на бяло поле a8 · черен кон на черно поле b8 · черен офицер на бяло поле c8 · черна дама на черно поле d8 · черен цар на бяло поле e8 · черен офицер на черно поле f8 · черен топ на черно поле h8 · черна пешка на черно поле a7 · черна пешка на бяло поле b7 · черна пешка на черно поле c7 · черна пешка на бяло поле d7 · черна пешка на черно поле e7 · черна пешка на бяло поле f7 · черна пешка на черно поле g7 · черна пешка на бяло поле h7 · черен кон на черно поле b6 · бяла пешка на черно поле c5 · бяла пешка на черно поле e5 · бяла пешка на бяло поле a2 · бяла пешка на черно поле b2 · бяла пешка на черно поле d2 · бяла пешка на черно поле f2 · бяла пешка на бяло поле g2 · бяла пешка на черно поле h2 · бял топ на черно поле a1 · бял кон на бяло поле b1 · бял офицер на черно поле c1 · бяла дама на бяло поле d1 · бял цар на черно поле e1 · бял офицер на бяло поле f1 · бял кон на черно поле g1 · бял топ на бяло поле h1 | черен топ на бяло поле a8 · черен кон на черно поле b8 · черен офицер на бяло поле c8 · черна дама на черно поле d8 · черен цар на бяло поле e8 · черен офицер на черно поле f8 · черен топ на черно поле h8 · черна пешка на черно поле a7 · черна пешка на бяло поле b7 · черна пешка на черно поле c7 · черна пешка на бяло поле d7 · черна пешка на черно поле e7 · черна пешка на бяло поле f7 · черна пешка на черно поле g7 · черна пешка на бяло поле h7 · черен кон на черно поле b6 · бяла пешка на черно поле c5 · бяла пешка на черно поле e5 · бяла пешка на бяло поле a2 · бяла пешка на черно поле b2 · бяла пешка на черно поле d2 · бяла пешка на черно поле f2 · бяла пешка на бяло поле g2 · бяла пешка на черно поле h2 · бял топ на черно поле a1 · бял кон на бяло поле b1 · бял офицер на черно поле c1 · бяла дама на бяло поле d1 · бял цар на черно поле e1 · бял офицер на бяло поле f1 · бял кон на черно поле g1 · бял топ на бяло поле h1 | 2 |
| 1 | черен топ на бяло поле a8 · черен кон на черно поле b8 · черен офицер на бяло поле c8 · черна дама на черно поле d8 · черен цар на бяло поле e8 · черен офицер на черно поле f8 · черен топ на черно поле h8 · черна пешка на черно поле a7 · черна пешка на бяло поле b7 · черна пешка на черно поле c7 · черна пешка на бяло поле d7 · черна пешка на черно поле e7 · черна пешка на бяло поле f7 · черна пешка на черно поле g7 · черна пешка на бяло поле h7 · черен кон на черно поле b6 · бяла пешка на черно поле c5 · бяла пешка на черно поле e5 · бяла пешка на бяло поле a2 · бяла пешка на черно поле b2 · бяла пешка на черно поле d2 · бяла пешка на черно поле f2 · бяла пешка на бяло поле g2 · бяла пешка на черно поле h2 · бял топ на черно поле a1 · бял кон на бяло поле b1 · бял офицер на черно поле c1 · бяла дама на бяло поле d1 · бял цар на черно поле e1 · бял офицер на бяло поле f1 · бял кон на черно поле g1 · бял топ на бяло поле h1 | черен топ на бяло поле a8 · черен кон на черно поле b8 · черен офицер на бяло поле c8 · черна дама на черно поле d8 · черен цар на бяло поле e8 · черен офицер на черно поле f8 · черен топ на черно поле h8 · черна пешка на черно поле a7 · черна пешка на бяло поле b7 · черна пешка на черно поле c7 · черна пешка на бяло поле d7 · черна пешка на черно поле e7 · черна пешка на бяло поле f7 · черна пешка на черно поле g7 · черна пешка на бяло поле h7 · черен кон на черно поле b6 · бяла пешка на черно поле c5 · бяла пешка на черно поле e5 · бяла пешка на бяло поле a2 · бяла пешка на черно поле b2 · бяла пешка на черно поле d2 · бяла пешка на черно поле f2 · бяла пешка на бяло поле g2 · бяла пешка на черно поле h2 · бял топ на черно поле a1 · бял кон на бяло поле b1 · бял офицер на черно поле c1 · бяла дама на бяло поле d1 · бял цар на черно поле e1 · бял офицер на бяло поле f1 · бял кон на черно поле g1 · бял топ на бяло поле h1 | черен топ на бяло поле a8 · черен кон на черно поле b8 · черен офицер на бяло поле c8 · черна дама на черно поле d8 · черен цар на бяло поле e8 · черен офицер на черно поле f8 · черен топ на черно поле h8 · черна пешка на черно поле a7 · черна пешка на бяло поле b7 · черна пешка на черно поле c7 · черна пешка на бяло поле d7 · черна пешка на черно поле e7 · черна пешка на бяло поле f7 · черна пешка на черно поле g7 · черна пешка на бяло поле h7 · черен кон на черно поле b6 · бяла пешка на черно поле c5 · бяла пешка на черно поле e5 · бяла пешка на бяло поле a2 · бяла пешка на черно поле b2 · бяла пешка на черно поле d2 · бяла пешка на черно поле f2 · бяла пешка на бяло поле g2 · бяла пешка на черно поле h2 · бял топ на черно поле a1 · бял кон на бяло поле b1 · бял офицер на черно поле c1 · бяла дама на бяло поле d1 · бял цар на черно поле e1 · бял офицер на бяло поле f1 · бял кон на черно поле g1 · бял топ на бяло поле h1 | черен топ на бяло поле a8 · черен кон на черно поле b8 · черен офицер на бяло поле c8 · черна дама на черно поле d8 · черен цар на бяло поле e8 · черен офицер на черно поле f8 · черен топ на черно поле h8 · черна пешка на черно поле a7 · черна пешка на бяло поле b7 · черна пешка на черно поле c7 · черна пешка на бяло поле d7 · черна пешка на черно поле e7 · черна пешка на бяло поле f7 · черна пешка на черно поле g7 · черна пешка на бяло поле h7 · черен кон на черно поле b6 · бяла пешка на черно поле c5 · бяла пешка на черно поле e5 · бяла пешка на бяло поле a2 · бяла пешка на черно поле b2 · бяла пешка на черно поле d2 · бяла пешка на черно поле f2 · бяла пешка на бяло поле g2 · бяла пешка на черно поле h2 · бял топ на черно поле a1 · бял кон на бяло поле b1 · бял офицер на черно поле c1 · бяла дама на бяло поле d1 · бял цар на черно поле e1 · бял офицер на бяло поле f1 · бял кон на черно поле g1 · бял топ на бяло поле h1 | черен топ на бяло поле a8 · черен кон на черно поле b8 · черен офицер на бяло поле c8 · черна дама на черно поле d8 · черен цар на бяло поле e8 · черен офицер на черно поле f8 · черен топ на черно поле h8 · черна пешка на черно поле a7 · черна пешка на бяло поле b7 · черна пешка на черно поле c7 · черна пешка на бяло поле d7 · черна пешка на черно поле e7 · черна пешка на бяло поле f7 · черна пешка на черно поле g7 · черна пешка на бяло поле h7 · черен кон на черно поле b6 · бяла пешка на черно поле c5 · бяла пешка на черно поле e5 · бяла пешка на бяло поле a2 · бяла пешка на черно поле b2 · бяла пешка на черно поле d2 · бяла пешка на черно поле f2 · бяла пешка на бяло поле g2 · бяла пешка на черно поле h2 · бял топ на черно поле a1 · бял кон на бяло поле b1 · бял офицер на черно поле c1 · бяла дама на бяло поле d1 · бял цар на черно поле e1 · бял офицер на бяло поле f1 · бял кон на черно поле g1 · бял топ на бяло поле h1 | черен топ на бяло поле a8 · черен кон на черно поле b8 · черен офицер на бяло поле c8 · черна дама на черно поле d8 · черен цар на бяло поле e8 · черен офицер на черно поле f8 · черен топ на черно поле h8 · черна пешка на черно поле a7 · черна пешка на бяло поле b7 · черна пешка на черно поле c7 · черна пешка на бяло поле d7 · черна пешка на черно поле e7 · черна пешка на бяло поле f7 · черна пешка на черно поле g7 · черна пешка на бяло поле h7 · черен кон на черно поле b6 · бяла пешка на черно поле c5 · бяла пешка на черно поле e5 · бяла пешка на бяло поле a2 · бяла пешка на черно поле b2 · бяла пешка на черно поле d2 · бяла пешка на черно поле f2 · бяла пешка на бяло поле g2 · бяла пешка на черно поле h2 · бял топ на черно поле a1 · бял кон на бяло поле b1 · бял офицер на черно поле c1 · бяла дама на бяло поле d1 · бял цар на черно поле e1 · бял офицер на бяло поле f1 · бял кон на черно поле g1 · бял топ на бяло поле h1 | черен топ на бяло поле a8 · черен кон на черно поле b8 · черен офицер на бяло поле c8 · черна дама на черно поле d8 · черен цар на бяло поле e8 · черен офицер на черно поле f8 · черен топ на черно поле h8 · черна пешка на черно поле a7 · черна пешка на бяло поле b7 · черна пешка на черно поле c7 · черна пешка на бяло поле d7 · черна пешка на черно поле e7 · черна пешка на бяло поле f7 · черна пешка на черно поле g7 · черна пешка на бяло поле h7 · черен кон на черно поле b6 · бяла пешка на черно поле c5 · бяла пешка на черно поле e5 · бяла пешка на бяло поле a2 · бяла пешка на черно поле b2 · бяла пешка на черно поле d2 · бяла пешка на черно поле f2 · бяла пешка на бяло поле g2 · бяла пешка на черно поле h2 · бял топ на черно поле a1 · бял кон на бяло поле b1 · бял офицер на черно поле c1 · бяла дама на бяло поле d1 · бял цар на черно поле e1 · бял офицер на бяло поле f1 · бял кон на черно поле g1 · бял топ на бяло поле h1 | черен топ на бяло поле a8 · черен кон на черно поле b8 · черен офицер на бяло поле c8 · черна дама на черно поле d8 · черен цар на бяло поле e8 · черен офицер на черно поле f8 · черен топ на черно поле h8 · черна пешка на черно поле a7 · черна пешка на бяло поле b7 · черна пешка на черно поле c7 · черна пешка на бяло поле d7 · черна пешка на черно поле e7 · черна пешка на бяло поле f7 · черна пешка на черно поле g7 · черна пешка на бяло поле h7 · черен кон на черно поле b6 · бяла пешка на черно поле c5 · бяла пешка на черно поле e5 · бяла пешка на бяло поле a2 · бяла пешка на черно поле b2 · бяла пешка на черно поле d2 · бяла пешка на черно поле f2 · бяла пешка на бяло поле g2 · бяла пешка на черно поле h2 · бял топ на черно поле a1 · бял кон на бяло поле b1 · бял офицер на черно поле c1 · бяла дама на бяло поле d1 · бял цар на черно поле e1 · бял офицер на бяло поле f1 · бял кон на черно поле g1 · бял топ на бяло поле h1 | 1 |
|   | a | b | c | d | e | f | g | h |   |

### Варианти с 2. Кb1-c3
С хода 2. Кb1-c3 белите се стремят да избягат от основните варианти и да разиграят различен дебют
- 2. … e7-e5 — Виенска партия.
- 2. … d7-d6 — Защита Пирц-Уфимцев.
- 2. … d7-d5 — Скандинавска защита.